# تاریخ توکیو

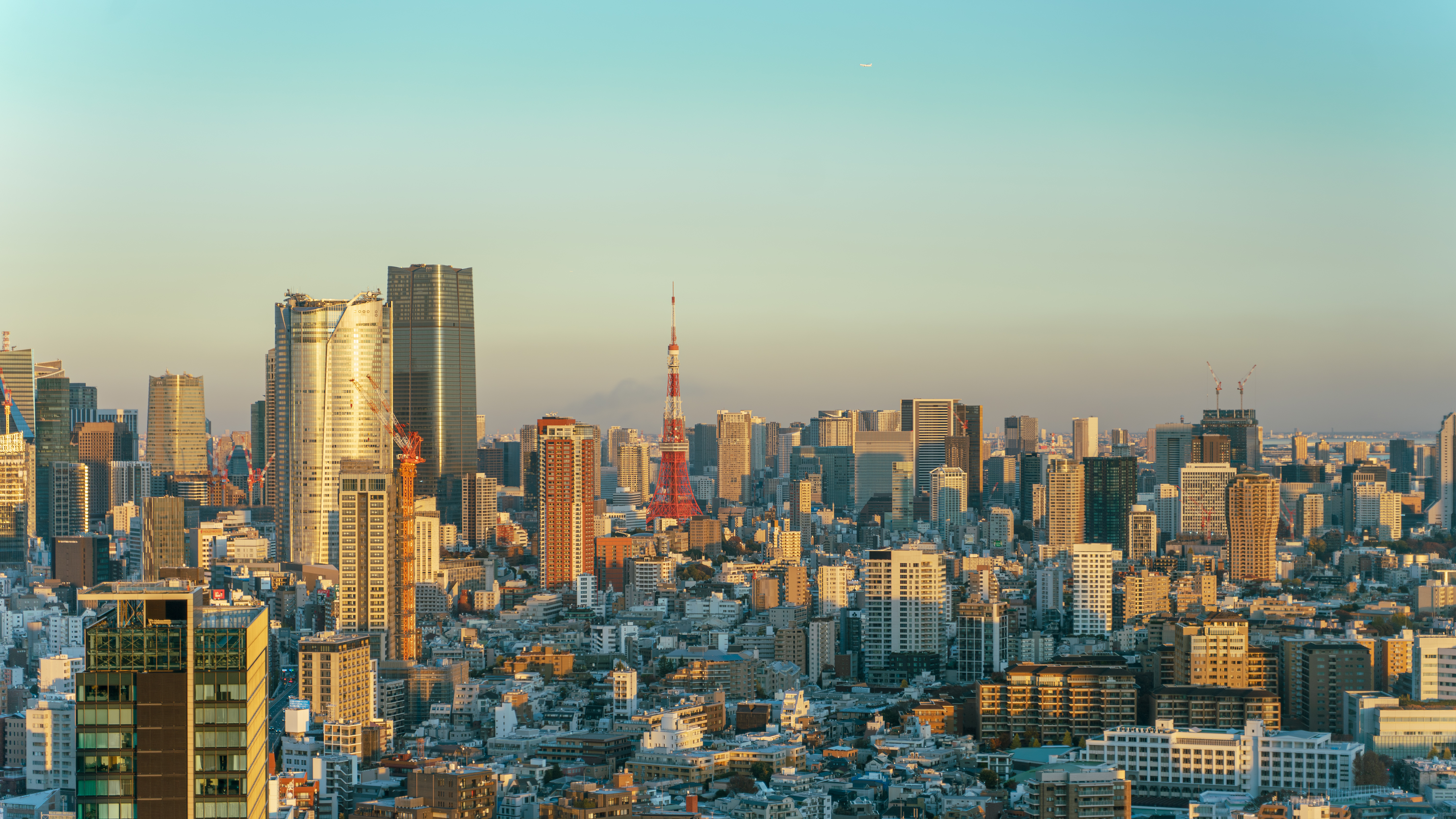
چشم‌اندازی از شهر توکیو.

تاریخ توکیو، پایتخت ژاپن و بزرگ‌ترین شهر آن، به حدود ۴۰۰ سال پیش بازمی‌گردد. این شهر در ابتدا با نام ادو شناخته می‌شد و پس از استقرار شوگون‌سالاری توکوگاوا توسط ایه‌یاسو توکوگاوا در سال ۱۶۰۳، شروع به شکوفایی کرد. ادو به عنوان مرکز سیاسی و فرهنگی ژاپن، در میانه قرن هجدهم به یک شهر بزرگ با جمعیتی بیش از یک میلیون نفر تبدیل شد. در طول این مدت، امپراتور در کیوتو، که پایتخت رسمی کشور بود، اقامت داشت.
دوره ادو تقریباً ۲۶۰ سال تا زمان اصلاحات میجی در سال ۱۸۶۸ ادامه یافت. در این زمان، شوگون‌سالاری توکوگاوا پایان یافت و حکومت امپراتوری ژاپن احیا شد. امپراتور به ادو نقل مکان کرد و نام شهر به توکیو (به معنای "پایتخت شرقی") تغییر یافت.
در سال ۱۹۲۳، توکیو به شدت توسط زمین‌لرزه بزرگ کانتو آسیب دید و بعداً در طول جنگ جهانی دوم، حملات بمباران متفقین خسارات زیادی به شهر وارد کرد. با این حال، توکیو پس از جنگ به سرعت بازسازی شد و به یک کلان‌شهر مدرن و پررونق تبدیل شد.
امروزه، توکیو به عنوان یکی از مهم‌ترین مراکز اقتصادی، مالی و فرهنگی جهان شناخته می‌شود و به دلیل ترکیبی از سنت و مدرنیته، مقصدی محبوب برای گردشگری از سراسر جهان است.

## دید کلی

مناطق ویژه توکیو، بخشی از استان توکیو

دیرینگی قدیمی‌ترین بقایای باستان‌شناختی در منطقه توکیو به حدود ۵۰۰۰ سال پیش می‌رسد. قدیمی‌ترین معبد توکیو احتمالاً معبد سنسوجی در آساکوسا است که در سال ۶۲۸ بنیاد شد. نام اصلی شهر، ادو، برای اولین بار در قرن دوازدهم ظاهر می‌شود. قلعه ادو از سال ۱۴۵۷ تا ۱۶۴۰ ساخته شد و مرکز شهر بود. توکوگاوا ایه‌یاسو پس از پایان فتح هونشو پس از نبرد سکیگاهارا، ادو را به عنوان پایتخت جدید انتخاب کرد. سلطنت ژاپن در کیوتو به یک نهاد نمادین تبدیل شد، زیرا قدرت واقعی کشور به شوگون‌سالاری توکوگاوا ادو داده شد. در دهه ۱۶۵۰، ادو به بزرگ‌ترین شهر ژاپن تبدیل شد و تا سال ۱۷۲۰، بزرگ‌ترین شهر جهان بود. آتش‌سوزی بزرگ میراکی در سال ۱۶۵۷ حدود ۱۰۸۰۰۰ نفر را کشت.
پس از اردوکشی ناخدا پری در سال ۱۸۵۴، در مورد حکومت ژاپن اختلاف نظر وجود داشت. این منجر به جنگ بوشین و بازسازی می‌جی شد: سقوط ادو، و قدرت‌های سلطنت امپراتوری در ادو، که به توکیو تغییر نام داد، بازگردانده شد. در قرن بیستم، شهر توسط زمین‌لرزه بزرگ کانتو و بمباران توکیو در طول جنگ جهانی دوم ویران شد. بیش از ۱۰۰۰۰۰ نفر در بمباران توکیو توسط ایالات متحده جان باختند. پس از تسلیم ژاپن در سال ۱۹۴۵، آمریکا تا سال ۱۹۵۲ ژاپن را اشغال کرد. معجزه اقتصادی پس از جنگ و بازی‌های المپیک تابستانی ۱۹۶۴ به شهر اجازه بازسازی و رشد داد. نیازهای حمل و نقل شهر با اتصال شرکت متروی توکیو، متروی توئی و شینکانسن برآورده شد. در سال ۱۹۹۰، کشور وارد دوره رکود اقتصادی به نام دهه از دست رفته (ژاپن) شد. دنیاگیری کووید-۱۹ باعث کاهش بازی‌های المپیک تابستانی ۲۰۲۰ شد. بر اساس برآوردهای سازمان ملل متحد، توکیو در سال ۲۰۱۸ با ۳۷۴۶۸۰۰۰ نفر فهرست پرجمعیت‌ترین شهرها بود. با قضاوت بر اساس محدوده شهری، دوازدهمین شهر بزرگ با ۱۳۵۱۵۲۷۱ نفر بود.

## دوره پیش از توکوگاوا

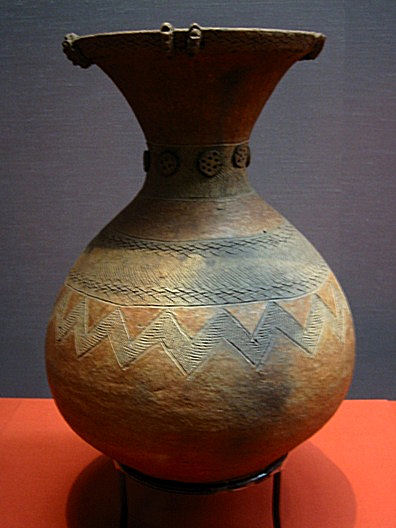
کوزه‌ای از دوره یایویی (۳۰۰ پیش از میلاد تا ۳۰۰ پس از میلاد) که در کوگاهارا، اوتا-کو، توکیو یافت شد

منطقه توکیو از دوران باستان محل سکونت انسان‌ها بوده است. احتمالاً ساکنان اولیه این منطقه قوم آینو، بومیان ژاپن بودند. این قوم قبل از تسلط ژاپنی‌ها بر این سرزمین، در تمامی مناطق ژاپن امروزی می‌زیستند. نام‌های آینویی که در داخل و اطراف توکیو یافت شده‌اند، این نظریه را تأیید می‌کنند.
بقایای باستانی مانند سفال، استخوان‌های تراش‌خورده و لوح‌های گلی مربوط به عصر برنز (حدود ۵۰۰۰ سال پیش) در منطقه اوموری کشف شده‌اند. همچنین، دانه‌های برنج و کاه سوخته مربوط به دوره یایویی در نزدیکی ایستگاه نزوی پیدا شده‌اند که نشان می‌دهد این منطقه قدیمی‌ترین مکان کشاورزی در توکیو است. علاوه بر این، مقبره‌هایی مانند هورایسون کوفون (قرن چهارم) و نوگه اوتسوکا (قرن پنجم) نشانگر وجود تمدن‌های باستانی در این منطقه هستند. اشیاء یافت شده در اطراف این مقبره‌ها نشان می‌دهد که این مکان‌ها محل دفن رهبران قدرتمند منطقه بوده‌اند.
در ابتدا، ساکنان توکیو با شکار و جمع‌آوری غذا امرار معاش می‌کردند، که این موضوع از طریق گلدان‌های اولیه کشف شده که برای ذخیره آجیل استفاده می‌شدند، قابل تأیید است. اما با گذشت زمان و توسعه کشاورزی در مناطق نزدیک به محل سکونتشان، وابستگی آن‌ها به شکار و جمع‌آوری کاهش یافت.
منطقه کانتو به دلیل زمین‌های مسطح و حاصلخیز و همچنین وجود منابع آب فراوان، برای کشت برنج بسیار مناسب بود. این منطقه به دلیل موقعیت جغرافیایی خود، از حملات مهاجمان آسیایی در امان بود. سه روستای اولیه که در کنار رودخانه‌های سومیدا، آراکاوا و ادوگاوا شکل گرفتند، هسته اولیه شهر ادو (توکیو امروزی) را تشکیل دادند. با این حال، این منطقه همواره در معرض بلایای طبیعی بوده است.

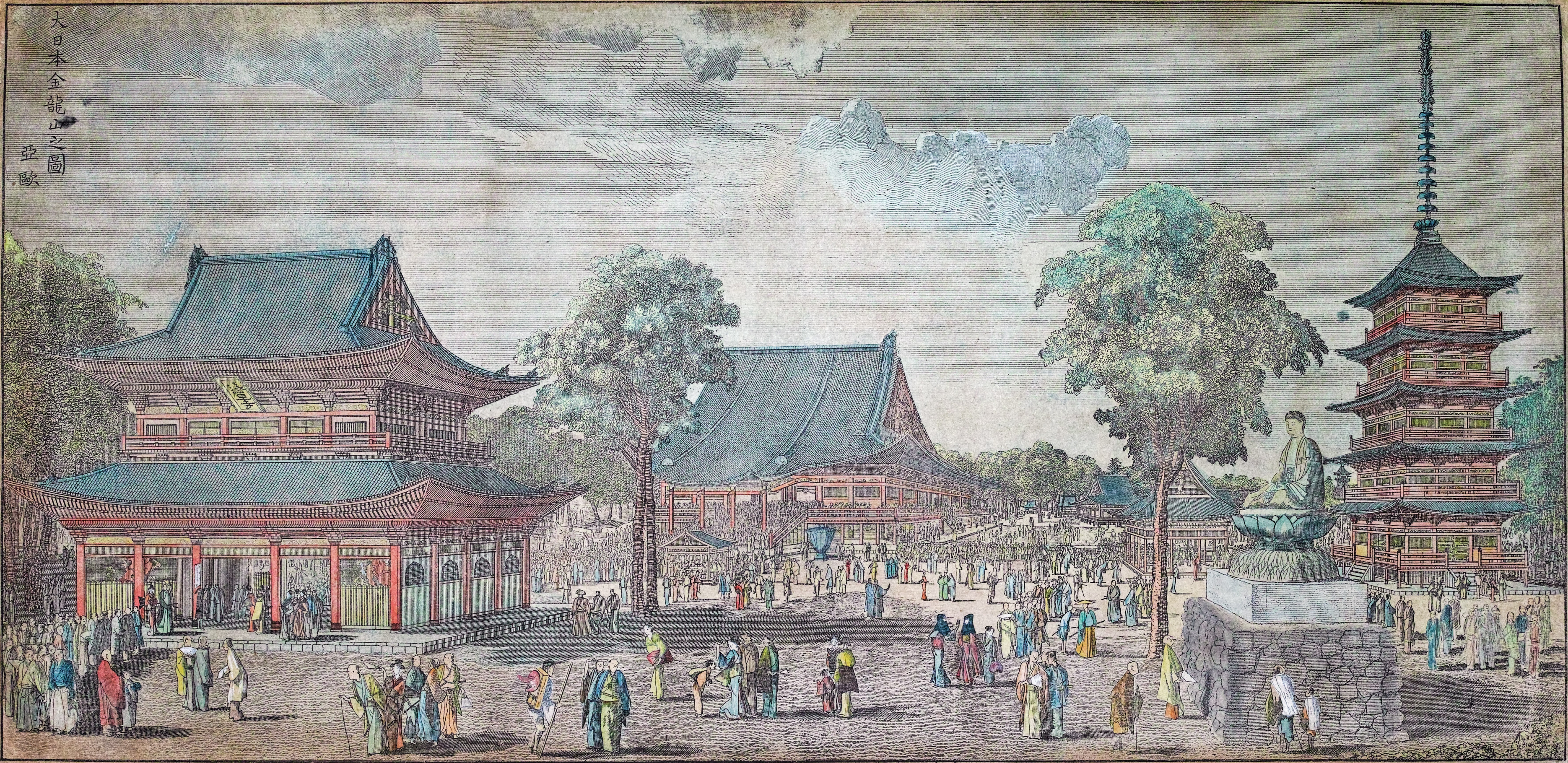
یک چاپ حکاکی‌شده در سال ۱۸۰۹ از معبد سنسوجی، پیش از این‌که در جریان جنگ جهانی دوم بمباران و بازسازی شود.

در سال ۶۲۸ میلادی، دو برادر ماهیگیر به نام‌های هینوکومه و هاماناری تاکناری، مجسمه طلایی الهه رحمت (گوان یین) را از رودخانه سومیدا پیدا کردند و آن را به ارباب خود، هاجی-نو-ناکاموتو تقدیم کردند. او تصمیم گرفت این مجسمه را در معبدی به نام سنسوجی در آساکوسا نصب کند. این معبد که در سال ۶۴۵ تکمیل شد، احتمالاً اولین معبد مذهبی ژاپن است. اگرچه معبد سنسوجی در طول جنگ جهانی دوم تخریب شد، اما بعدها بازسازی شد و امروزه به عنوان نمادی از مقاومت و تجدید حیات ژاپن پس از جنگ شناخته می‌شود.
در سال ۶۴۶ میلادی، منطقه مرتفع توکیو به نام "موساشی" ثبت شد که احتمالاً از کلمه آینویی "L,CHSD" به معنای "بیابان علف‌های هرز" گرفته شده است.
در قرن هشتم میلادی، «فوچو» محل سکونت فرماندار «ولایت موساشی» بود. جاده‌ای از کوزوکه (استان گونما امروزی) تا فوچو از میان دشتی خالی از سکنه احداث شد. در همین قرن، کره‌ای‌ها به این دشت مهاجرت کردند، که نام «کوماگوری»، نزدیک هان‌نو امروزی، گواه این موضوع است.
در سال ۷۳۷، امپراتور شومو نارا دستور ساخت یک معبد و صومعه بوداگرایی ژاپنی در هر منطقه‌ای که مردم یاماتو در آن زندگی می‌کردند را صادر کرد. این امر منجر به ساخت معبد کوکوبونجی در غرب توکیوی امروزی شد که بقایای آن هنوز قابل مشاهده است.

### دوره هی‌آن

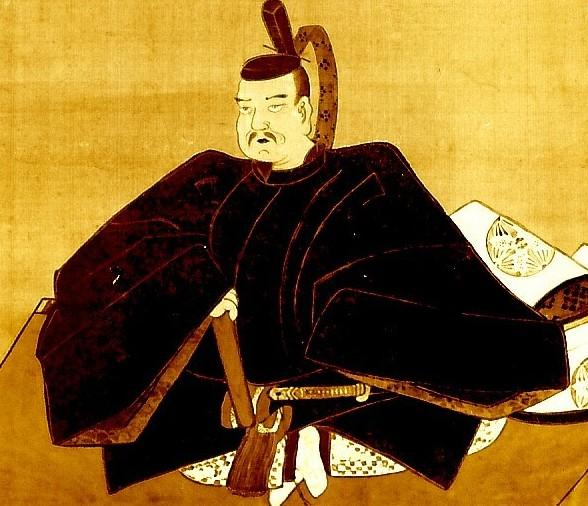
تایرا نو ماساکادو، که با تبدیل شدن به حاکم منطقه کانتو، امپراتور را به چالش کشید.

در نوشته‌های دوره هی‌آن، از جمله کتاب مان‌یوشو، به طبیعت توکیو اشاره شده است. همچنین، آریوارا نو ناریهیرا در سال ۸۸۰ میلادی از استفاده از کشتی برای عبور از رود سومیدا یاد می‌کند. شعر ناریهیرا دربارهٔ مرغان دریایی بر فراز سومیدا احتمالاً منشأ استفاده از پرنده به عنوان یکی از نمادهای توکیو است.
در قرن دهم، تایرا نو ماساکادو، یکی از اعضای خاندان سلطنتی خاندان تایرا، با همسایگان خود که از نسل امپراتوری بودند، به ویژه خاندان میناموتو، وارد جنگ شد. در سال ۹۳۸، ارتش او پایگاه دولتی در استان مجاور را تصرف کرد و او را به حاکم منطقه کانتو تبدیل کرد. این اقدام تهدیدی برای قدرت امپراتور بود و در نهایت در سال ۹۴۰ به قتل ماساکادو منجر شد. جنگ بین تایرا و میناموتو بعدها به یک جنگ داخلی تمام‌عیار (جنگ گنپی) تبدیل شد.
در قرن یازدهم، کانتو محل سکونت مهاجران جدیدی از جمله خاندان شیبویا بود که دژی ساختند که بعدها نام منطقه شیبویا در توکیوی امروزی از آن گرفته شد. بانوی ساراشیما، دختر تاکاسوئه، در کتاب ساراشینا نیکی دربارهٔ مهاجرت خود از کیوتو (پایتخت وقت ژاپن) به استانی در شمال غربی در سال ۱۱۲۰ می‌نویسد. او طبیعتی شبیه به توکیو را توصیف می‌کند و به مکانی به نام تاکشیبا اشاره می‌کند که تصور می‌شود در میتا امروزی باشد. در این دوره، قبایل رقیب منطقه، زمین را بین خود تقسیم کردند. این مناطق «شوئن» نامیده می‌شدند.
در سده دوازدهم، جامعه‌ای قرون وسطایی در اطراف توکیو شکل گرفت که توسط یک اشرافیت بوروکراتیک اداره می‌شد. این جامعه در قلمرو کوکو در موساشی قرار داشت و مرکز آن در فوچو بود. نام «ادو» برای اولین بار در این دوره استفاده شد که احتمالاً به معنای «دروازه خلیج» یا چیزی مشابه آن بوده و به خلیج توکیو اشاره دارد. اولین استفاده ثبت شده از این کلمه زمانی بود که مردی به نام چیچیبو شیگه‌تسو نام خود را به ادو تغییر داد. او احتمالاً نام خود را از خانه‌اش، تپه‌ای در کنار دریا در کوجیماچی، گرفته است. ارباب قرن دوازدهمی، ایمای کانه‌هیرا، نیز در محل اقامت شیگه‌تسو زندگی می‌کرد.
یکی از اعضای خاندان میناموتو در دربار امپراتوری، میناموتو نو یوریتومو، در سال ۱۱۹۰ از دربار جدا شد. او در کاماکورا، کاناگاوا، جنوب ادو، اولین شوگون‌سالاری ژاپن را تأسیس کرد که یک سیستم حکومتی فئودالی مبتنی بر قانون جنگجویان بود. یکی از ملازمان او ادو شیگه‌ناگا، پسر شیگه‌تسو بود. شیگه‌ناگا توسط شوگون‌سالاری به زمین‌هایی در اطراف ادو، از جمله روستای کیتامی پاداش داده شد. در سال ۱۱۹۵، خاندان میناموتو خاندان تایرا را شکست داد (نبرد دان نو اورا). جاده‌ای از کاماکورا به ادو و جاده کوزوکه-فوچو توسط گروه‌های مسلح در راه جنگ در قرون وسطی استفاده می‌شد.

### دوره‌های کاماکورا و موروماچی
پس از سال ۱۱۹۵، شاخه‌ای از میناموتو که در کوزوکه ساکن شده بودند، در نهایت به خاندان توکوگاوا تبدیل شدند که از قرن هفدهم تا نوزدهم بر ادو حکومت می‌کردند.

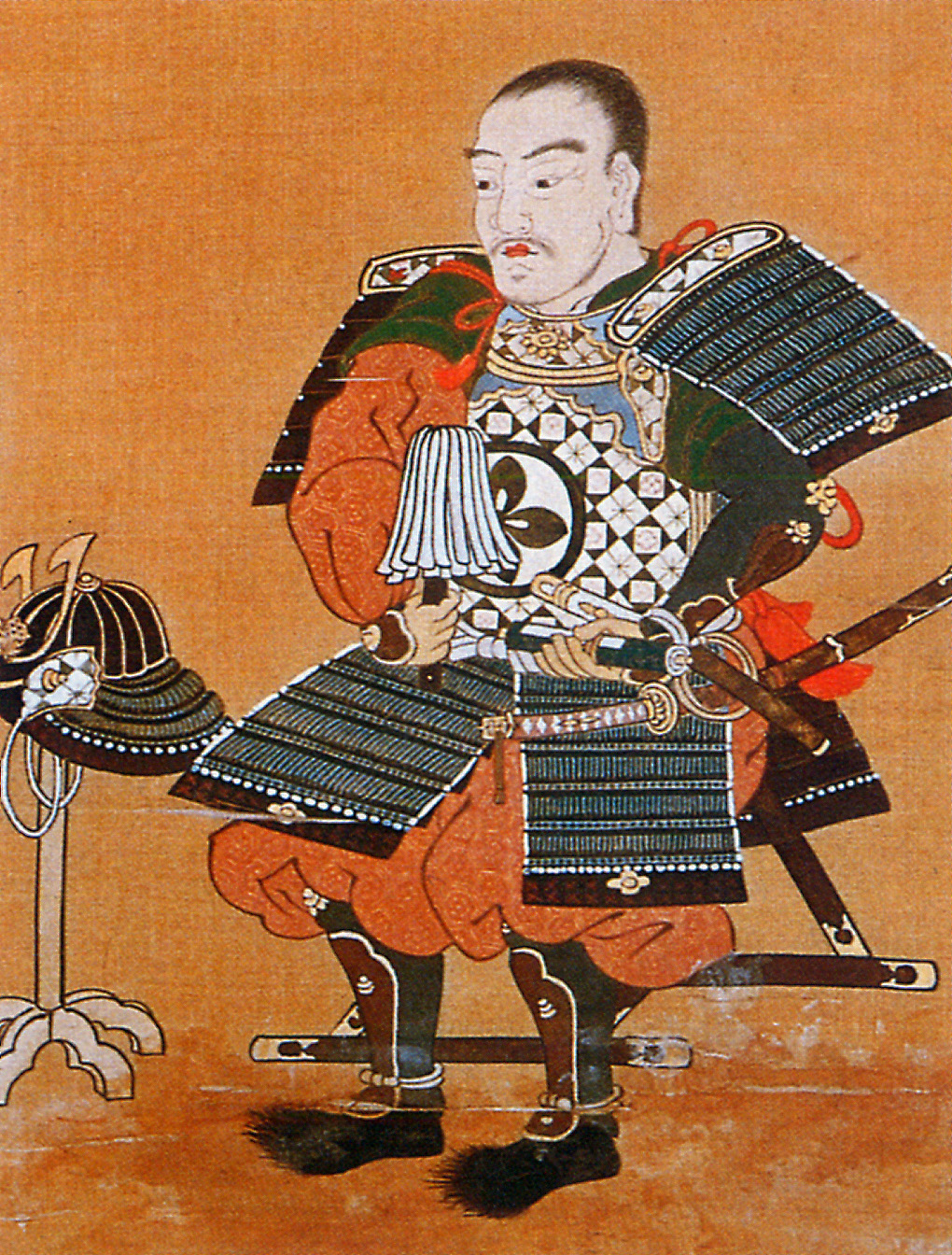
اوتا دوکان، که شروع به ساخت قلعه ادو کرد.

در حدود سال ۱۴۳۹، خاندان اوئه‌سوگی در کانتو از دو خانواده تشکیل شده بود: یامانوچی و اوگیگایاتسو، که بین متحد یا دشمن بودن تغییر می‌کردند. یامانوچی کنترل فرماندار کانتو را که در کاماکورا زندگی می‌کرد، به دست آورد و اوگیگایاتسو از آنها حمایت کرد. اوتا دوکان در سال ۱۴۵۵ به عنوان ملازم رئیس اوگیگایاتسو، ساداماسا، که به شوگون‌سالاری آشیکاگا در کیوتو خدمت می‌کرد، منصوب شد. ساداماسا به او مأموریت داد تا «قلعه‌هایی» شبیه اردوگاه در سراسر دشت موساشی بسازد. در سال ۱۴۵۶، با ورود به ادو، خانواده ادو که هنوز در آنجا زندگی می‌کردند، از جنگ با اوئه‌سوگی اجتناب کردند و آنجا را ترک کردند. آنها به ملک خود در کیتامی نقل مکان کردند و زمین و قلعه خود را به دوکان واگذار کردند. ساخت قلعه ادو در سال ۱۴۵۷ در باغ شرقی کاخ امپراتوری توکیو امروزی آغاز شد. در غرب روستای ادو، در روستای دهقانی چیودا قرار داشت. این قلعه در یک نقطه راهبردی بود، زیرا قابل دفاع و نزدیک به چندین مصب رودخانه بود. قایق‌ها می‌توانستند در نزدیکی قلعه لنگر بیاندازند. دهقانان چیودا برای ساخت و ساز به جای دیگری منتقل شدند. در آن زمان، قلعه بیشتر شبیه یک اردوگاه مربع با «خاکریزهای خاکی» بود که دارای پروژه‌های محوطه‌سازی، نرده‌ها، چند ساختمان و چاه بود. معابد و زیارتگاه‌ها در این نزدیکی ساخته شدند و اسکله به مرکزی برای کالاهای چینی تبدیل شد. نام چیودا بعدها به منطقه‌ای در مرکز توکیو داده شد.
پس از سال ۱۴۵۸، دوکان در منطقه ادو ماند، دشت را فتح کرد و با امپراتور مکاتبه برقرار کرد. در آن زمان، روستاهای هیبیا، اییگورا، ایویدا، میتا، ساکورادا، شیبا و تاکارادا وجود داشتند. پسوندهای «ta» یا «da» در نام مکان‌های ژاپنی نشان‌دهنده کشت برنج است. در مقطعی، دوکان زیارتگاه هاچیمان را بر روی تپه ایچیگایا ساخت. زیارتگاه دوم در کنار هاچیمان ساخته شد، که احتمالاً به خانواده او احترام می‌گذاشت، زیرا «مون» (نشان) آنها، گل کیکو (پلاتیکدن گراندیفلوروس)، وجود دارد. در اواخر قرن پانزدهم، یامانوچی و اوگیگایاتسو جنگیدند. دوکان به ساداماسا وفادار بود، اما ساداماسا به او مشکوک و حسود بود. در سال ۱۴۸۶، ساداماسا دوکان را به خانه خود دعوت کرد و او را به قتل رساند. مقبره دوکان در معبد دوشوئین در نزدیکی کوه اویاما است. او بنیانگذار ادو محسوب می‌شود و بناهای تاریخی متعددی برای او در تالار شهر توکیو و کاخ امپراتوری وجود دارد. خاندان اوتا پس از آن به مدت ۳۰۰ سال به عنوان اشراف خرده‌پا باقی ماندند.

#### تاریخ متأخرتر
دشت‌ها برای مسافران امن نبودند. راهزن اوادا دوگن در آنجا شهرت خطرناکی پیدا کرد. با این حال، روستاییان در شیبویا احتمالاً با او همدردی می‌کردند، زیرا او فراری از نبرد سال ۱۵۲۶ بود که به خاندان شیبویا پایان داد. تپه‌ای به نام دوگن‌زاکا از روی او نامگذاری شد که اکنون خیابانی در شیبویا است.
درگیری اوئه‌سوگی منجر به قدرت گرفتن خاندان هوجو در کانتو شد. در سال ۱۵۲۴، در کاواگوئه، هوجو اویتسونا علیه اوئه‌سوگی توموئوکی جنگید و قلعه ادو را تصرف کرد. این قلعه بعدها متعلق به خاندان کوگا بود. آشیکاگا شیگه‌ئوجی و سپس دوباره به هوجو رسید. نماینده هوجو در ادو تویاما کاگانائو بود. در سال ۱۵۶۳، نتیجه اوتا دوکان در تلاش برای بازپس‌گیری قلعه شکست خورد. برای مدت طولانی، این قلعه در مالکیت هوجو باقی ماند.

### دوره آزوچی-مومویاما

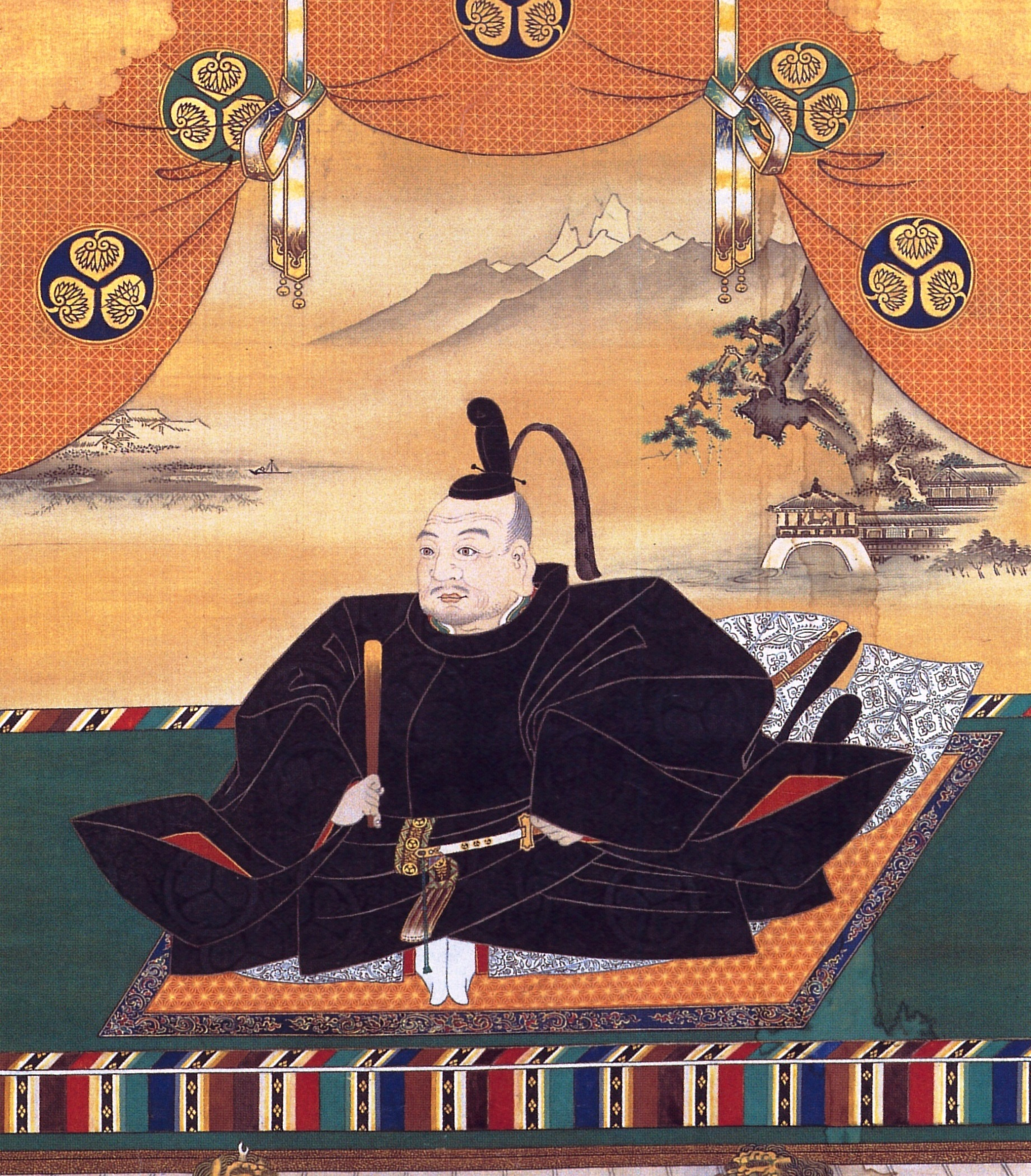
توگوگاوا ییاسو که ادو را پایتخت ژاپن کرد.

از سال ۱۵۶۰ تا ۱۵۸۲، لشکر اودا نوبوناگا شوگون‌سالاری آشیکاگا را سرنگون کرد و نیمی از کشور را متحد کرد. او علاقه‌ای به ادو نشان نمی‌داد. جانشین نوبوناگا، تویوتومی هیده‌یوشی، فتوحات نوبوناگا را ادامه داد. هیده‌یوشی و فرمانده ارتش او، توکوگاوا ایه‌یاسو، در سال ۱۵۸۹ کنترل هوجو را به دست گرفتند. هیده‌یوشی به‌طور غیرمنتظره‌ای به ایه‌یاسو هدیه سرزمین‌های هوجو در کانتو را به عنوان یک تیول داد، اگر ایه‌یاسو سرزمین‌های خود را در جنوب به او می‌داد. این تلاشی برای خنثی کردن ایه‌یاسو به عنوان یک تهدید بالقوه با دور کردن او از کیوتو بود. در سال ۱۵۹۰، بازدید ایه‌یاسو از ادو برای مشروعیت شهر حیاتی تلقی شد. در سال ۱۵۹۸، پس از مرگ هیده‌یوشی، برای شوگون شدن بین ایه‌یاسو و ملازمان هیده‌یوشی مبارزه شد. ایه‌یاسو در نبرد سکیگاهارا در سال ۱۶۰۰ پیروز شد. ایه‌یاسو شروع به ساخت پایتخت یک دولت جدید در ادو کرد. او ساختار اجتماعی را دیکته کرد که منسفیلد آن را «بهترین جامعه فئودالی که جهان تا به حال شناخته» می‌نامد.

## دوره توکوگاوا (قرن هفدهم)
دوره توکوگاوا زمانی آغاز شد که دربار امپراتوری ایه‌یاسو را در سال ۱۶۰۳ به عنوان شوگون منصوب کرد و شوگون‌سالاری توکوگاوا را آغاز کرد. کرسی امپراتوری و پایتخت رسمی ژاپن در کیوتو باقی ماند، اما امپراتور عملاً قدرتی نداشت. ایه‌یاسو حاکم واقعی ژاپن بود و ادو به عنوان پایتخت قدرتمند شد.
نظام سیاسی توکوگاوا بر کنترل‌های فئودالی و دیوان‌سالارانه استوار بود، بنابراین ادو فاقد یک دولت واحد بود. نظم اجتماعی از جنگجویان، دهقانان، صنعتگران و بازرگانان تشکیل شده بود که دو طبقه اخیر در اصناف سازماندهی شده بودند. بازرگانان از مناصب دولتی کنار گذاشته شدند، بنابراین آنها مرکز فعالیت اقتصادی خود را ایجاد کردند. ادو نسبت به گروه‌های طرد شده سختگیر بود. محدودیت‌هایی را برای افرادی که به عنوان کاواتا، اتا و هینین (غیرانسانی) شناخته می‌شدند، اعمال کرد. مقامات نظم طرد شده بوراکومین را برای کل ژاپن ایجاد کردند. ترس از «آلودگی» و «ناپاکی» به تعیین اینکه چه کسی مورد تبعیض قرار می‌گیرد کمک کرد. حتی در ژاپن مدرن، بسیاری از نوادگان بوراکومین فقیر هستند و در آراکاوا، سومیدا و تایتو زندگی می‌کنند.
برای اطمینان از جانشینی مسالمت‌آمیز، ایه‌یاسو در سال ۱۶۰۵ پسرش، توکوگاوا هیده‌تادا، و نوه‌اش، توکوگاوا ایه‌میتسو را به عنوان جانشینان خود انتخاب کرد. در سال ۱۶۱۶، ایه‌یاسو درگذشت و هیده‌تادا جانشین او شد. هیده‌تادا ساختار حکومت شوگون را به پایان رساند و ممنوعیت مسیحیت ایه‌یاسو را ادامه داد و اولین مسیحیان ژاپن را تحت این قانون اعدام کرد. برای اجرای این قانون، او کاری کرد که غربی‌ها فقط می‌توانستند در شهرهای ناگاساکی و هیرادو، ناگاساکی با ژاپن تماس بگیرند و آنها را از بقیه کشور (ساکوکو) منع کرد. در سال ۱۶۲۳، هیده‌تادا بازنشسته شد و ایه‌میتسو جانشین او شد. با این حال، هیده‌تادا تا زمان مرگش در سال ۱۶۳۲ در قدرت باقی ماند. دایمیوها دیگر قدرت شوگون را تهدید نمی‌کردند و ایه‌میتسو با حذف وظایف باقی‌مانده امپراتور، خود را تقویت کرد. او معیارهایی را در مورد نحوه اداره دولتش تعیین کرد.

### توسعه در اوایل قرن
در اوایل قرن هفدهم، ۱۷۶ دایمیوهای فودای (اربابان داخلی) که از ایه‌یاسو در مبارزاتش حمایت کرده بودند، زمین‌هایی در نزدیکی قلعه ادو دریافت کردند تا در آنجا خانه‌های خود را بسازند. در مقابل، ۶۸ دایمیوهای توزاما (اربابان بیرونی) که از متحدان ایه‌یاسو نبودند، در مناطق حاشیه‌ای شهر ساکن شدند و برای حفظ بقا با یکدیگر متحد شدند.
حدود ۷۰ درصد از زمین‌های ادو به خانه‌های دایمیوها و سامورایی‌ها اختصاص داشت. معابد و زیارتگاه‌ها ۱۴ درصد از زمین‌ها را اشغال می‌کردند و تنها ۱۶ درصد برای مردم عادی باقی می‌ماند، در حالی که جمعیت آن‌ها بسیار بیشتر از سایر طبقات بود. بازرگانان با ساخت مغازه‌ها ثروت زیادی کسب کردند. طبقه خدمتکار در کوچه‌ها و خیابان‌های پشتی خانه‌های کوچکی اجاره می‌کردند که اورا ناگایا نامیده می‌شدند. این خانه‌ها از واحدهای کوچک تشکیل شده بودند که هر کدام تنها ۳ متر مربع مساحت داشتند و گاهی یک خانواده کامل در آن زندگی می‌کرد. مردان مجرد نیز برای نزدیک بودن به خانواده‌هایشان در روستا، اغلب در این خانه‌ها زندگی می‌کردند و در مشاغل سطح پایین کار می‌کردند. برخی از این مردان، رونین‌ها (سامورایی‌های بی‌ارباب) بودند که به دلیل تخلفات یا از دست دادن ارباب خود، از موقعیت اجتماعی خود محروم شده بودند و زندگی سختی داشتند. مناطق فقیرنشین شهر از امکانات اولیه مانند چاه، توالت و زباله‌دانی‌های مشترک برخوردار بودند و ساکنان آن با مشکلاتی مانند گرما و هجوم موش‌ها روبرو بودند. در مقابل، خانه‌های بازرگانان ثروتمند، مغازه‌داران و برندگان قرعه‌کشی معابد در خیابان‌های عریض‌تر و با امکانات بهتری ساخته می‌شدند.
در این دوره، سیستمی به نام سانکین کوتای (اقامت جایگزین) وجود داشت که بر اساس آن، دایمیوها مجبور بودند نیمی از سال را در ادو و نیمی دیگر را در استان خود زندگی کنند. این سیستم به عنوان یک استراتژی «تقسیم و حکومت» برای کنترل قدرت دایمیوها و جلوگیری از شورش آن‌ها اجرا می‌شد. ورود و خروج دایمیوها به ادو با جشن‌های بزرگ همراه بود و خانواده‌های آن‌ها به‌طور دائم در ادو زندگی می‌کردند. در جاده‌های اصلی ادو، موانعی وجود داشت که عبور زنان و ورود سلاح را ممنوع می‌کرد. این سیستم به تبدیل ادو به یک دژ نظامی مستحکم کمک کرد.

#### برنامه‌ریزی شهری
هم دایمیوهای فودای و هم توزاما موظف بودند نیروی کار، بودجه و مصالح لازم برای پروژه‌های ساختمانی را تأمین کنند. این پروژه‌ها که تنکا-فوشین (ساخت قلمرو) نامیده می‌شدند، شامل ساخت شبکه‌های آب‌رسانی و جاده‌هایی در اطراف شهر بودند که حمل و نقل کالا، رفت و آمد مقامات و بازرگانان را تسهیل می‌کرد و به مردم امکان می‌داد به راحتی به زیارت اماکن مقدس بروند.
ایه‌یاسو برای دفاع از شهر، خندق‌هایی با دیواره‌های شیب‌دار در اطراف آن ایجاد کرد. خاک مورد نیاز برای ساخت این خندق‌ها از شبه جزیره ایزو با ۳۰۰۰ کشتی به اسکله منتقل می‌شد و سپس توسط کارگران با گاری‌های گاوی به محل مورد نظر حمل می‌شد. این خندق‌ها از رودخانه کاندا منشعب می‌شدند و با ایجاد یک مرکز محافظ در اطراف قلعه ادو، شهر را غیرقابل نفوذ می‌کردند. ساخت قلعه ادو در سال ۱۶۰۶ آغاز شد و در سال ۱۶۴۰ به پایان رسید. این قلعه مهم‌ترین مکان شهر بود و معابد بودایی رو به آن ساخته می‌شدند. گسترش شهر باعث شد تا زیارتگاه مورد علاقه ایه‌یاسو به کاندا منتقل شود.
سه منطقه اصلی در اوایل دوران شوگون‌سالاری شکل گرفتند: هاراجوکو، مارونوئوچی و شینجوکو. هاراجوکو منطقه‌ای برای اقامت سامورایی‌های ملازم بود که در نزدیکی یک پادگان محافظ جدید در جاده غربی شهر ایجاد شد. با یک چرخ آبی از رودخانه سومیدا آبیاری می‌شد، اما زمین برای کشاورزان که فقیر شدند چندان مفید نبود. مارونوئوچی (درون خندق) پس از سال ۱۶۳۵ نامگذاری شد، زمانی که قلعه ادو در حال گسترش بود و بسیاری از دایمیوها به خانه‌هایی بین دیوارهای قلعه و خندق نقل مکان کردند. برخی دیگر به روستای یوتسویا، محل یک برج دیدبانی در جاده‌ای به داخل شهر، نقل مکان کردند که در نهایت شینجوکو شد.

#### دین و توسعه

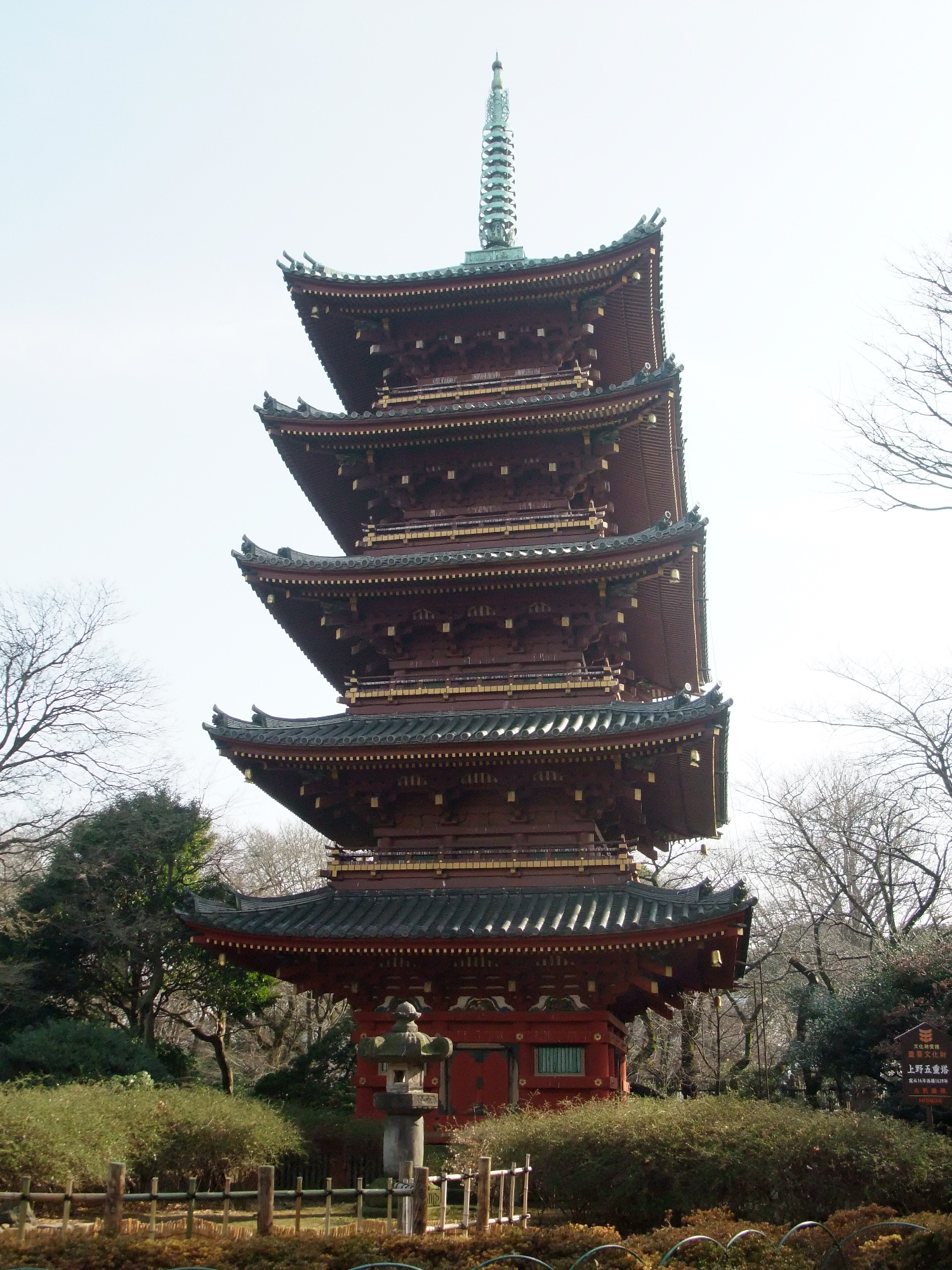
بتکده پنج‌طبقه کانئی-جی که در زمان سلطنت توکوگاوا هیدتادا ساخته شد و نیاز به ساختمان «کیمون» (دروازه شیطان) داشت.

نقشه شهر شبیه یین یانگ تائوئیسم بود که در شینتو نیز وجود داشت. علم پیشگویی چینی ویژگی‌های مختلف شهر را تعیین می‌کرد؛ شرق، خانه اژدهای نیلگون، به یک آبراه نیاز داشت که از سومیدا استفاده می‌کرد. غرب ببر سفید به یک بزرگراه اصلی نیاز داشت، اما این جاده قبلاً جاده توکایدو بود. جنوب ققنوس سرخ به یک برکه نیاز داشت که جانشین خلیج توکیو شد. شمال جنگجوی سیاه و گنبو به یک کوه نیاز داشت؛ از کوه فوجی استفاده شد، اما در غرب قرار داشت. کل شهر با چرخش ۹۰ درجه خلاف جهت عقربه‌های ساعت ساخته شد و بعداً دروازه اصلی اوتمون قلعه از جنوب به شرق منتقل شد. جاده‌های قابل توجه دیگر عبارت بودند از کوشو-کایدو در غرب، که از ادو تا ناگانو (اولین توقف آن شینجوکو بود)، دایسندو در جنوب غربی و ناکاسندو در شمال شرقی.
در سال ۱۶۲۴، توکوگاوا هیده‌تادا از تنکای خواست تا معبدی در گوشه شمال شرقی اوئنو بسازد. آن جهت «منبع شر» بود، بنابراین برای مسدود کردن آن، کیمون (دروازه شیطان) ساخته شد. این معبد، کان‌ای-جی خواهد بود. شوگون‌های بعدی به ساخت موانعی در آنجا ادامه دادند و ۳۶ معبد فرعی اضافه کردند. قرار بود شر به صورت مورب جریان یابد، اما در جنوب شرقی کان‌ائی‌جی، معبد جودو-شو، معبد زوجو قبلاً در شیبا در سال ۱۵۹۸ ساخته شده بود. مجتمع زوجو-جی بزرگ بود و توسط ۴۸ معبد فرعی و دو مقبره شوگون احاطه شده بود. بسیاری از فرقه‌های مذهبی در شهر، از جمله شوگندو، خود را وقف پرستش کوه فوجی یا خدایان آن کردند. این کوه از نظر بسیاری نزدیکترین قله به بهشت بود و در معابد آنها که خدایان کوه را می‌پرستیدند، یک فوجی مینیاتوری برای مردم ایجاد شد تا زمانی که نمی‌توانستند از کوه واقعی بالا بروند، از آن بالا بروند. در هر «روز باز شدن کوه» از بالای مینیاتورها به خورشید دعا می‌شد.

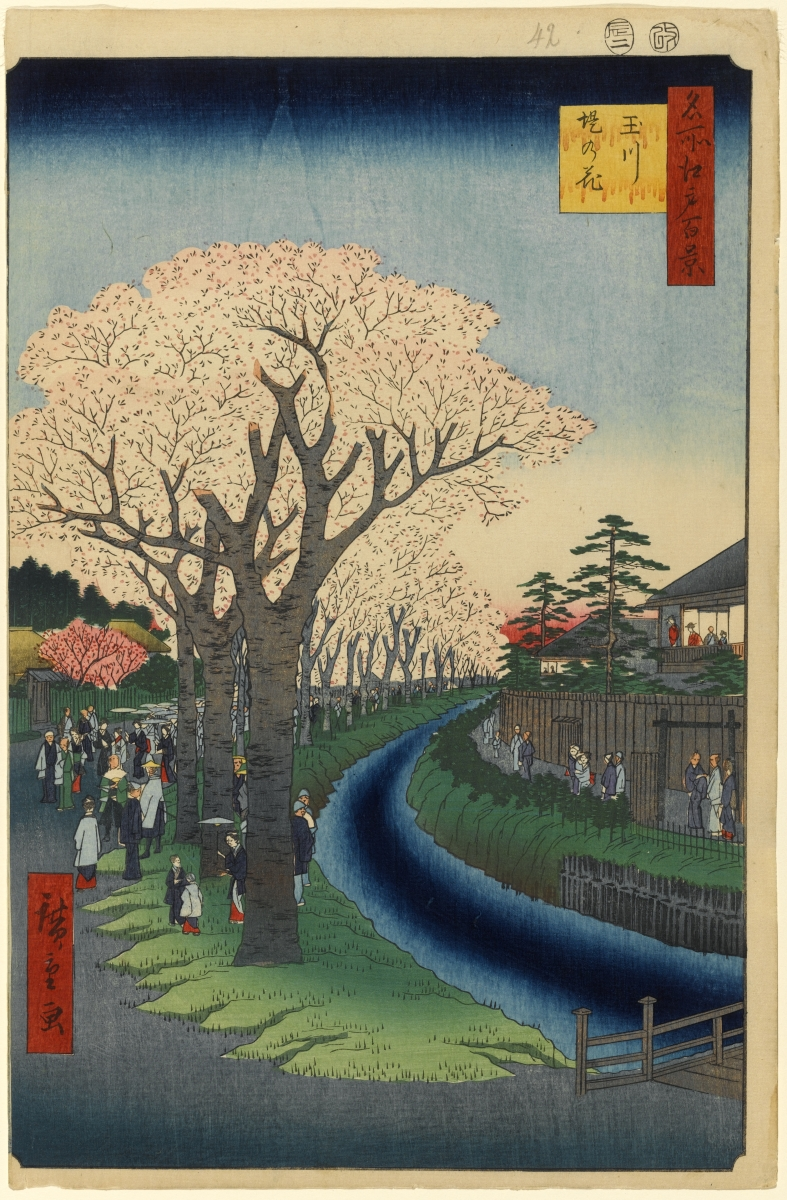
بخشی از تاماگاوا جوسوئی در نقاشی ۱۸۵۶ توسط هیروشیگه

#### شبکه‌های آب
خلیج کوچک هیبیا در شرق با استفاده از خاک تپه شمالی سوروگادای پر شد. زمین‌های جدید با خاک تپه‌های یامانوته در شمال و غرب ایجاد شدند و کانال دوسانبوری برای جابجایی مصالح ساختمانی ایجاد شد. ساخت کانال توسط ایه‌یاسو برای آزمایش وفاداری حامیانش و کاهش منابع رقبای مشکوک او استفاده شد. تلاش‌های اولیه برای حفر چاه‌ها فقط آب شور به همراه داشت، بنابراین کاندای جوسوی ساخته شد. این یک سیستم آب ۱۷ کیلومتری بود که از بیش از ۳۶۰۰ قنات فرعی تشکیل شده بود. بخش‌های زیرزمینی از الوارهای توخالی برای انتقال آب به هر چاه استفاده می‌کردند. این شبکه برای اولین بار در دوران کانه‌ای عملیاتی شد و پیشرفته‌تر از شبکه‌های آبی اروپا بود. بعداً کاندای جوسوی به ظرفیت خود رسید، بنابراین تاماگاوا جوسوی در تاما از سال ۱۶۵۲ تا ۱۶۵۴ ساخته شد. این کانال ۸۰ کیلومتر طول داشت و آب را از تمام نقاط شهر منتقل می‌کرد. برای بهبود کیفیت آب با توقف دفع زباله در رودخانه‌ها، کلبه‌ها و توالت‌های نزدیک رودخانه‌ها حذف شدند.

### سلامت و غذا
در یک سال معمولی، رودخانه سومیدا دو بار طغیان می‌کرد و در مناطق مجاور گل ایجاد می‌کرد. شبکه آبی پشه‌هایی را ایجاد کردند که در تابستان به ادو هجوم می‌آوردند. یک بازار ماهی بزرگ در شیبا فعالیت می‌کرد. درست در خارج از قلعه، یوکایچی (بازار روز چهارم) ماهی را از کاماکورا می‌فروخت. در بازارهای ماهی، حشرات و جوندگان رایج بودند. این امر به بیماری‌های سرخک، آبله و بری‌بری کمک کرد. بری بری به دلیل کمبودهای تغذیه‌ای در رژیم غذایی رایج که فقط شامل برنج سفید بود، ایجاد می‌شد. به آن «بیماری ادو» می‌گفتند. بزرگ‌ترین انبارهای برنج این شهر در کورامای بود، جایی که برنج از حوزه‌ها قبل از رفتن به شوگون نگهداری می‌شد. تاجران برنج ثروتمند شدند. گوشت معمولاً به دلیل اعتقادات بودایی خورده نمی‌شد، اما به عنوان یک اکسیر استفاده می‌شد و می‌توان آن را در بازار شکارچیان یوتسویا یا در قصابی‌های نزدیک «پل کوما دوم» خریداری کرد.

### مرگ و جنایت

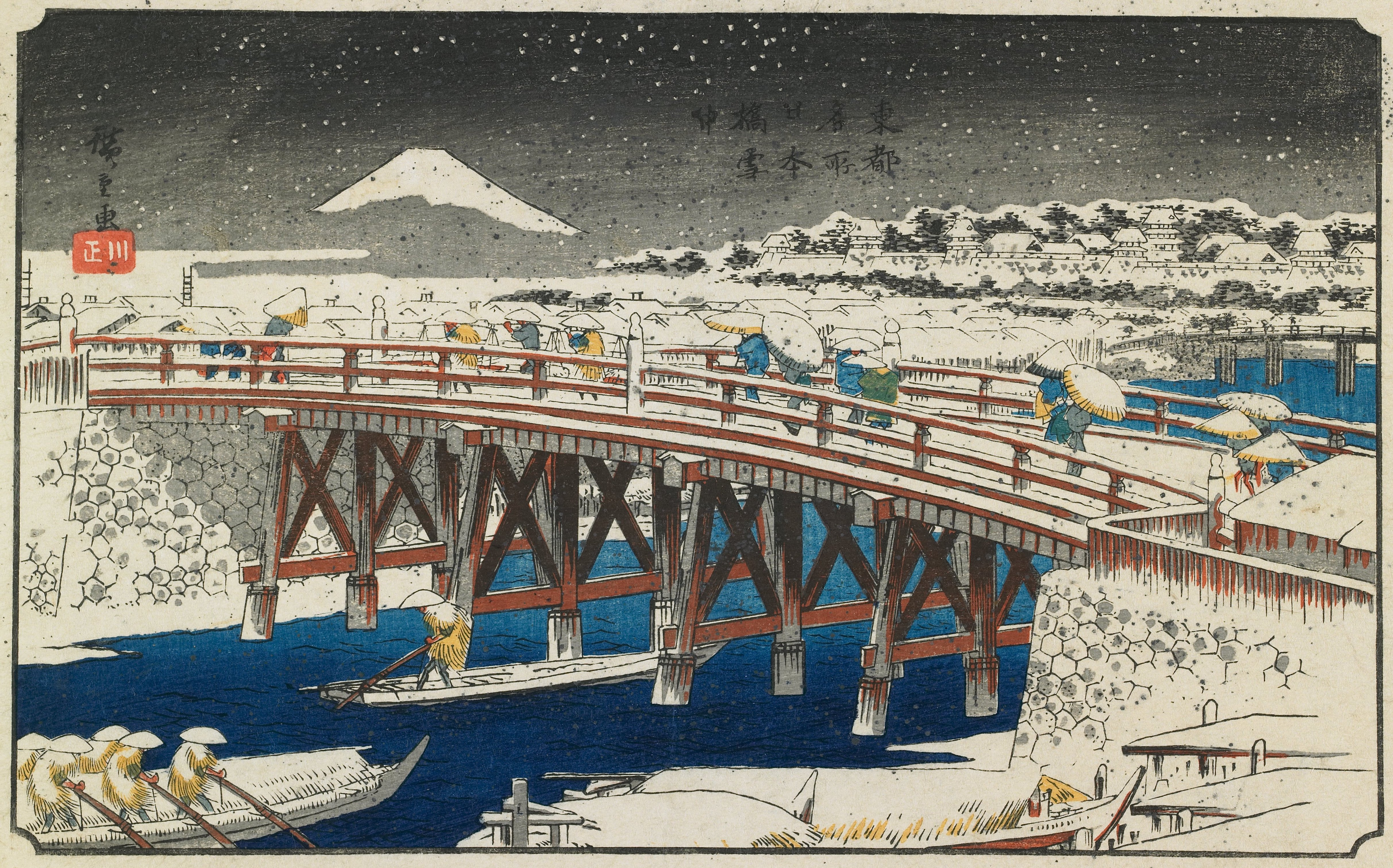
پل نیهونباشی در نقاشی هیروشیگه. حدود ۱۸۳۸–۱۸۴۲

شهروندان شریف در قبرهای خانوادگی در معابد دفن می‌شدند، اما مجرمان اعدام می‌شدند. به‌طور کلی، اعدام‌ها در زندان شهر در کودنماچو انجام می‌شد، اما مصلوب شدن و سوزاندن در آتش در محل اعدام سوزوگاموری شیناگاوا انجام می‌شد، جایی که ۱۵۰۰۰۰ نفر قبل از توقف این عمل در اواسط قرن نوزدهم جان باختند. برخی از محل‌های اعدام در کنار جاده توکایدو قرار داشتند و به مسافران هشدار می‌دادند. مکان دیگر، محل اعدام کوتسوکاپارا در شمال شرقی بود که در سال ۱۶۵۱ در نزدیکی می‌نامی سنجو افتتاح شد. ۲۰۰ هزار سر روی تیرک‌ها در آنجا به نمایش گذاشته شد. گروه‌هایی که اجساد را، چه آبرومند و چه بی‌آبرو، از بین می‌بردند، هینین و اتا بودند. نوادگان آنها بوراکومین بودند.
پل نیهونباشی که در سال ۱۶۰۳ ساخته شد، نقطه شروع جاده توکایدو و بنابراین بسیاری از جاده‌های اصلی بود. این به نقطه صفر برای اندازه‌گیری فاصله تبدیل شد. انتهای پل تابلوهای مهمی داشت. زناکاران و متخلفان جنسی در انتهای جنوبی در غل و زنجیر قرار گرفتند. در همان نزدیکی، قاتلان با سرهای بیرون زده از زمین دفن شدند. یک اره در همان نزدیکی قرار داده شد و هر کسی می‌توانست از اره برای بریدن سر استفاده کند، که روی نیزه‌ای روی پل قرار می‌گرفت. این روش‌ها به‌طور مؤثری مانع از جرم شدند. منطقه مجاور تحت رهبری خاندان میتسویی به یک منطقه تجاری تبدیل می‌شود.

### بلاهای «طبیعی»

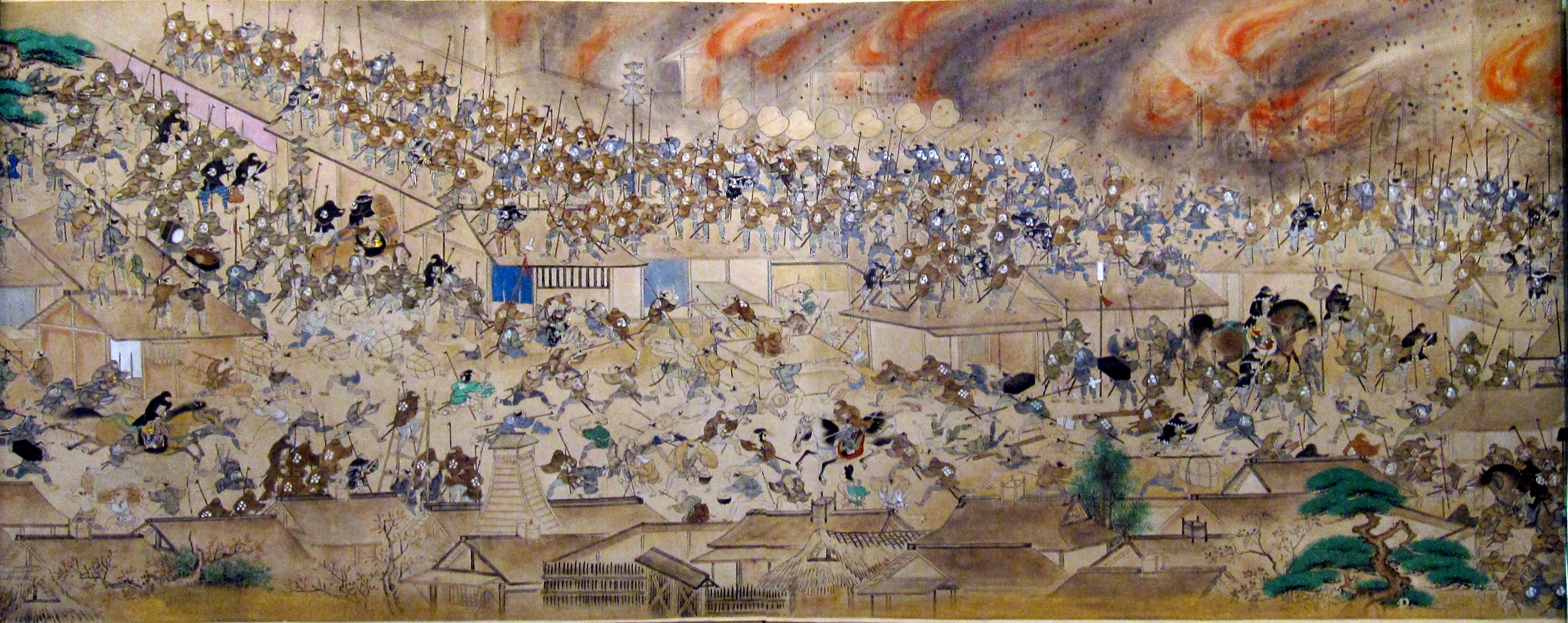
طوماری از ۱۸۱۴ که آتش بزرگ می‌رکی را به تصویر می‌کشد.

آتش‌سوزی بزرگ می‌رکی در ۱۸ ژانویه ۱۶۵۷ آغاز شد. این آتش به دلیل بادهای خشک زمستانی ژاپن و سازه‌های چوبی شهر گسترش یافت. آتش در صبح، در یک مراسم جن‌گیری در معبد هونمیو-جی در هونگو، برای یک کیمونو که توسط سه زن که زودتر از موعد فوت کرده بودند پوشیده شده بود، آغاز شد. باد، آتش را از کیمونو به سقف معبد مجاور آورد. بادهای شدید غربی آتش را به کاندا-سوروگادای و یوشیما، و سپس آساکوسا، کوبیکیچو، نیهونباشی و تسوکوداجیما برد. آن آتش خاموش شد، اما آتش دومی در کویشیکاوا، منطقه سامورایی‌ها، قلعه ادو و بسیاری از خانه‌های جنگجویان را ویران کرد. زندانیان در زندان کودنماچو و مقامات به توافقی رسیدند که زندانیان آزاد شوند و در معبد مجاور ملاقات کنند. پس از آزادی، مقامات دیگر تصور کردند که زندانیان در تلاش برای فرار و غارت شهر هستند. دروازه‌های شهر بسته شد و غیرنظامیان در داخل گرفتار شدند. آن شب، محله کوجیماچی آتش‌سوزی‌های بیشتری داشت. آتش‌سوزی‌ها برای روز دوم ادامه یافت. برنج از انبارهای شوگون بین شهروندان توزیع شد. یک روز بعد برف بارید و بسیاری از مردم بر اثر گرسنگی (با وجود توزیع برنج) و سرمازدگی جان خود را از دست دادند. دو سوم ساختمان‌های شهر ویران شد: ۱۲۰۰ خانه بازرگانان، ۹۳۰ اقامتگاه دایمیو، ۳۵۰ معبد و زیارتگاه و ۶۱ پل. ۱۰۸۰۰۰ نفر جان باختند.
به آتش‌سوزی‌های ادو، «ادو نو هانا» (گل‌های ادو) می‌گفتند. در سال ۱۶۸۸، آتش‌سوزی دیگری در ادو به مدت ۴۵ روز ادامه داشت و در سال ۱۶۹۴ هم زلزله و هم آتش‌سوزی رخ داد.

### توسعه در اواخر قرن
یوتسویا پس از آتش‌سوزی به شینجوکو (اقامتگاه جدید) تغییر نام داد، زیرا برای بسیاری از افرادی که خانه‌هایشان در آتش‌سوزی ویران شده بود و نیاز به نقل مکان به یوتسویا داشتند، که آسیبی ندیده بود، یک «اقامتگاه جدید» بود.
این شهر با خیابان‌های وسیع‌تر و آتش‌شکن بازسازی شد و بازرگانان مجبور شدند خانه‌ها و مغازه‌های خود را با گچ نسوز کنند. چوب‌فروشی‌ها از هاتچوبوری به باتلاق فوکاگاوا منتقل شدند که کمتر آتش‌زا دیده می‌شد. این امر منجر به احیای زمین، اسکله‌ها و انبارهای جدید و حرکت شیتاماچی به سمت شرق شد. خاک سوخته از میراکی و سایر آتش‌سوزی‌ها برای احیای باتلاق‌ها استفاده شد. بازسازی باعث شد که غول‌های چوب مانند بونزائمون کینوکونیا پول قابل توجهی به دست آورند. پل ریوگوکو باشی بر روی رودخانه سومیدا ساخته شد و توسعه در شرق شهر آغاز شد. گسترش به این معنی بود که مناطق سابق روستایی اکنون شهری شده‌اند. بین پل نیهونباشی و پل ادوباشی همسایه، جاده ادوباشی محل فعالیت‌های زیادی شد.
در دهه ۱۶۵۰، ادو با جمعیتی بالغ بر ۵۰۰ هزار نفر به بزرگ‌ترین شهر ژاپن تبدیل شد. مهاجران از نقاط دیگر ژاپن به این شهر می‌آمدند. با رشد مناطق اطراف دژ مرکزی، دو جامعه قابل توجه شکل گرفتند: یامانوته و شیتاماچی. دو جامعه شیتاماچی، نیهونباشی و کیوباشی بودند. فروشگاه بزرگ کالاهای نیهونباشی که در سال ۱۶۶۲ ساخته شد، شیروکیا، به فروشگاه بزرگ توکیو تبدیل شد. برخی از ساکنان جدید شهر خارجی بودند. از سال ۱۶۶۰ تا ۱۷۹۰، تاجران هلندی که محدود به جزیره دجیما در ناکازاکی بودند، مجبور شدند سفرهای سالانه نمایندگی به ادو داشته باشند و هنگام ورود مراسم خاصی را انجام دهند. پس از سال ۱۷۹۰، آنها مجبور بودند هر چهار سال یکبار این سفرها را انجام دهند. همچنین از هلندی‌ها خواسته شد که یک گزارش سالانه از رویدادهای جهان ارسال کنند، که تا اواسط قرن نوزدهم، زمانی که ژاپن درهای خود را به روی خارجی‌ها گشود، ادامه یافت.
یکی از چهره‌های برجسته آن زمان یائویا اوشیچی، دختر یک بقال بود که به یک قهرمان محلی تبدیل شد. عناصر داستان او در طول زمان ساخته شد. پس از وقوع آتش‌سوزی در نزدیکی خانه والدینش در زمستان ۱۶۸۲، مغازه خانواده‌اش ویران شد و آنها به معبد انجو-جی نقل مکان کردند که اوشیچی آن را دوست داشت. پس از اینکه اوشیچی مجبور شد به خانه بازگردد، خانه خود را به آتش کشید به این امید که به انجو-جی بازگردد. او را به زندان انداختند. او که نمی‌توانست دور از انجو-جی زندگی کند، دروغ گفت که بزرگتر است تا حکم اعدام دریافت کند و در طول راهپیمایی‌اش به سوزوگاموری مورد توجه قرار گرفت.

### محله‌های چراغ قرمز
پس از آتش‌سوزی میراکی، شهر سعی کرد تئاترها و منطقه چراغ قرمز یوشیوارا («محل‌های انحطاط اخلاقی») را با انتقال آنها از آساکوسا، شرق قلعه، به شمال شرقی منحل کند. با این حال، با قایق‌های چوکیبونه از یاناگیباشی، و از طریق رودخانه کاندا و کانال سانیا می‌توان به آن‌ها رسید. به دلایل سهولت و اقتصادی، کارآفرینان یوشیوارا را به یک منطقه شهری بدون مجوز تبدیل کردند. این منطقه در شب باز بود که به نفع صاحبان فاحشه‌خانه بود. مقامات دوست نداشتند که چگونه این منطقه به یک سطح اجتماعی تبدیل شد، زیرا قوانین اجتماعی مبتنی بر طبقه آن زمان در آنجا برای مردان اعمال نمی‌شد. تنها شرط ورود، هزینه ورودی بود و کلاه‌های آساگاما برای پنهان کردن هویت افراد فروخته می‌شد.
شمار روسپیان در آنجا تا سال ۱۷۸۰ به ۴۰۰۰ نفر و تا سال ۱۸۶۸ به ۷۰۰۰ نفر رسید. طبقات فاحشه‌ها وجود داشت. طبقات پایین‌تر عبارت بودند از جی‌رورو و سانچا. تایو که رتبه بالاتری داشتند، بسیار ماهرتر، شیک‌تر و خوش‌صحبت‌تر بودند. روسپیان اغلب به بیماری‌های آمیزشی مبتلا می‌شدند. وقتی آنها می‌مردند، به‌طور گسترده سوگواری نمی‌شدند و بسیاری در یک قبر بی‌نشان در معبد جوکان-جی در مینوا، یک منطقه کارگری در شمال دفن می‌شدند. اجساد آنها توسط کارکنان روسپی‌خانه از روی دیوار به داخل معبد انداخته می‌شد.
در فوکاگاوا، منطقه‌ای در شرق شهر و خارج از محدوده قضایی آن، انبارها و چوب‌فروشی‌های جدید باعث شد که تعداد مردان بسیار بیشتر از زنان باشد. این امر باعث ایجاد بازار برای مغازه‌ها و چایخانه‌هایی شد که توسط روسپی‌ها اداره می‌شد. روسپی‌های درجه پایین در خیابان‌های پشتی منطقه زندگی می‌کردند و خود را در پنجره‌ها به نمایش می‌گذاشتند. فوکاگاوا تنها در دهه ۱۸۰۰ رونق گرفت. تا آن زمان، این منطقه با طبقه پایین و یوشیوارا، طبقه بالا مرتبط بود. یک منطقه چراغ قرمز در شینجوکو از سال ۱۶۹۸ تا ۱۷۱۸ فعالیت می‌کرد، زمانی که بسته شد. این باعث تعطیلی شهر شد. ۵۰ سال بعد بازگشایی شد و در نهایت به یکی از مناطق برجسته شهر تبدیل شد.

### هنر و سرگرمی

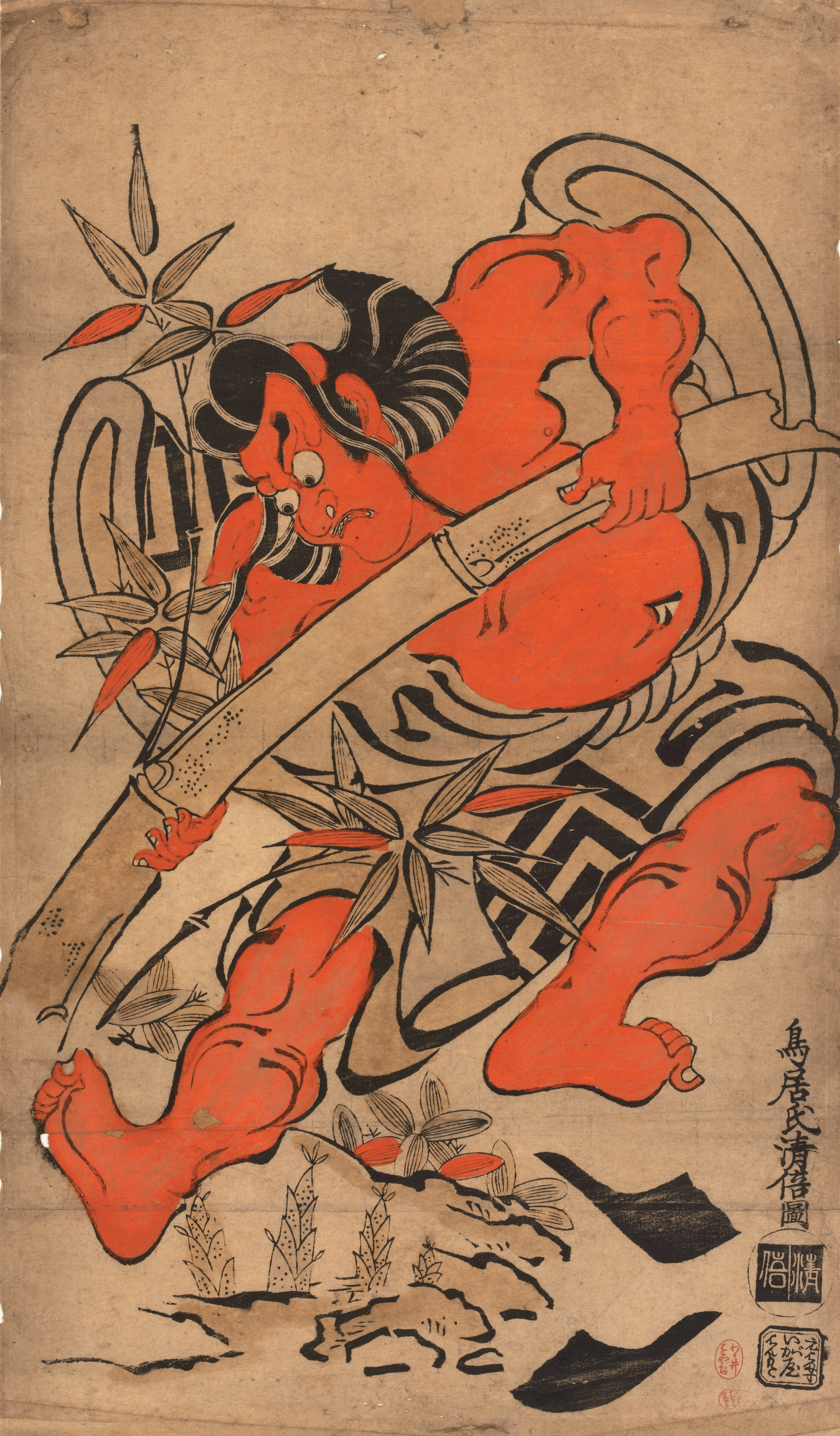
ایچی‌کاوا دانجورو اول در نقش سوگا گورو، در چاپی از توری کیوماسو. این احتمالاً یکی از مشهورترین چاپ‌های اولیه اوکی‌یو-ئه از بازیگران است.

یوشیوارا خانه هنرمندان جوان بود و به «مرکز فرهنگ جایگزین» تبدیل شد و سبک‌های مد جدیدی را ایجاد کرد. یکی از این هنرمندان، هنرمند اوکی‌یو-ئه، هیشیکاوا مونوروبو بود. هنرمند دیگری که زندگی خیابانی ادو را به تصویر می‌کشید، سوزوکی هارونوبو بود. با ارزان‌تر شدن کاغذ و امکان خواندن برای افراد بیشتر، صحنه ادبی در اواخر قرن در حال رشد بود. کتابفروشان بزرگ اولین بار در سال ۱۶۵۰ ظاهر شدند و سبک‌های داستانی و غیرداستانی زیادی از جمله آثار کنفوسیوس را منتشر کردند. پزشکان کتاب‌هایی در مورد پیشرفت‌های پزشکی غرب خریداری کردند. دو نویسنده بزرگ، ماتسوئو باشو و ساکو بودند. کتاب‌ها را می‌توان یا گران‌قیمت در کتابفروشی‌ها خریداری کرد یا با فروشندگان سیار ارزان اجاره کرد. تا دهه ۱۸۳۰، زمانی که این شهر بیش از ۸۰۰ کتابفروش داشت، نرخ باسوادی در ادو یکی از بالاترین نرخ‌ها در جهان بود.

#### سرگرمی زنده
تئاتر کابوکی محبوب شد. در ابتدا توسط زنان اجرا می‌شد و با فحشا و نافرمانی همراه بود. مقامات از کابوکی متنفر بودند. اولین تئاتر کابوکی در سال ۱۶۲۴ در ناکاباشی افتتاح شد، اما به قلعه نزدیک بود، بنابراین مجبور شد به نگیچو (نینگیوچوی امروزی) و سپس به ساکایچو منتقل شود. مقامات نتوانستند از شر کابوکی خلاص شوند. تا سال ۱۷۱۴، سه تئاتر بزرگ در اطراف ساکایچو، ایچیمورا-زا، موریتا-زا و ناکامورا-زا وجود داشت. همان‌طور که در اوایل قرن هفدهم به جریان اصلی تبدیل شد، به دلایل مختلف، مردان شروع به ایفای نقش در کابوکی کردند. کابوکی‌مونو مردانی بودند که در خارج از تئاتر لباس تئاتر می‌پوشیدند، که مردم عادی را خوشحال می‌کرد و مقامات را آزرده می‌کرد. یکی از بازیگران اصلی ایچیکاوا دانجورو اول بود که شخصیت‌های قهرمان و مردانه را بازی می‌کرد و هنوز هم مورد تحسین بازیگران مدرن است.
برای شهروندان طبقه پایین مانند روسپی‌های یوشیوارا، سرگرمی‌های مقرون به صرفه‌تر در یوسه (سالن‌های برنامه‌های رنگارنگ) در دسترس بود که دارای کمدین‌ها، رقصندگان، شعبده‌بازان و قصه‌گویان بودند. هیروکوجی (فضاهای باز) نیز در نزدیکی خیابان‌های اصلی و پل‌ها مشابه بودند. مهم‌ترین هیروکوجی در انتهای غربی پل ریوگوکو بر روی سومیدا بود. دو فضای دیگر در گوشه جنوب شرقی برکه شینوبازو و در اوکویاما، قطعه زمینی در پشت سنسوجی، قرار داشتند.

## دوره توکوگاوا (قرن هجدهم)
تا سال ۱۷۲۰، ادو با جمعیت تخمینی ۱٫۳ میلیون نفر، به بزرگ‌ترین شهر جهان تبدیل شد. هر دو منطقه یامانوته و شیتاماچی حدود ۶۵۰۰۰۰ نفر جمعیت داشتند. این موضوع نابرابری بین دو گروه را برجسته می‌کند، زیرا شیتاماچی ۱۶ درصد از مساحت ادو را در اختیار داشت. پیشتازی ادو در تغییر اجتماعی و رشد اقتصادی، تمام ژاپن را در دوره توکوگاوا تحت تأثیر قرار داد، مهاجران را جذب کرد و بازارهای جدید و استاندارد زندگی بالاتری ایجاد کرد.
فوکاگاوا به آبراه‌های خود وابسته شد، زیرا اقتصاد آن بر اساس انبارهای آن و فروش نفت، غذا، ساکی، کود و سایر کالاهایی بود که باید جابه‌جا می‌شدند. بازرگانان از کیبا مجاور چوب را از اسکله‌های فوکاگاوا دریافت می‌کردند.

### دایمیو و جنگجویان در قرن هفدهم و هجدهم
در قرون هفدهم و هجدهم، رونین‌ها در خیابان‌های شهر پرسه می‌زدند. آنها در شورش‌ها و نزاع‌ها شرکت داشتند و به مشکلی برای شوگون‌سالاری تبدیل شدند. در دهه ۱۷۹۰، مشاور شوگون، ماتسودایرا سادانوبو، یک بازداشتگاه برای رونین‌ها و ولگردهای عمومی در جزیره مصنوعی تسوکوداجیما در سومیدا ایجاد کرد. جنگجویان به دلیل سانکین کوتای که باعث کاهش درآمد آنها می‌شد، زمان کمتری را به هنرهای رزمی و زمان بیشتری را به استراحت اختصاص می‌دادند. هاتاموتو (پرچمداران) رده پایین در زمان‌های آزاد خود به صورت گروهی دردسرساز بودند. یک گروه شیراتسوکا-گومی (باند دسته سفید) بود که در دهه ۱۶۴۰ تشکیل شد و تا پایان قرن هفدهم توسط مقامات از بین رفت.

#### حادثه چهل و هفت رونین

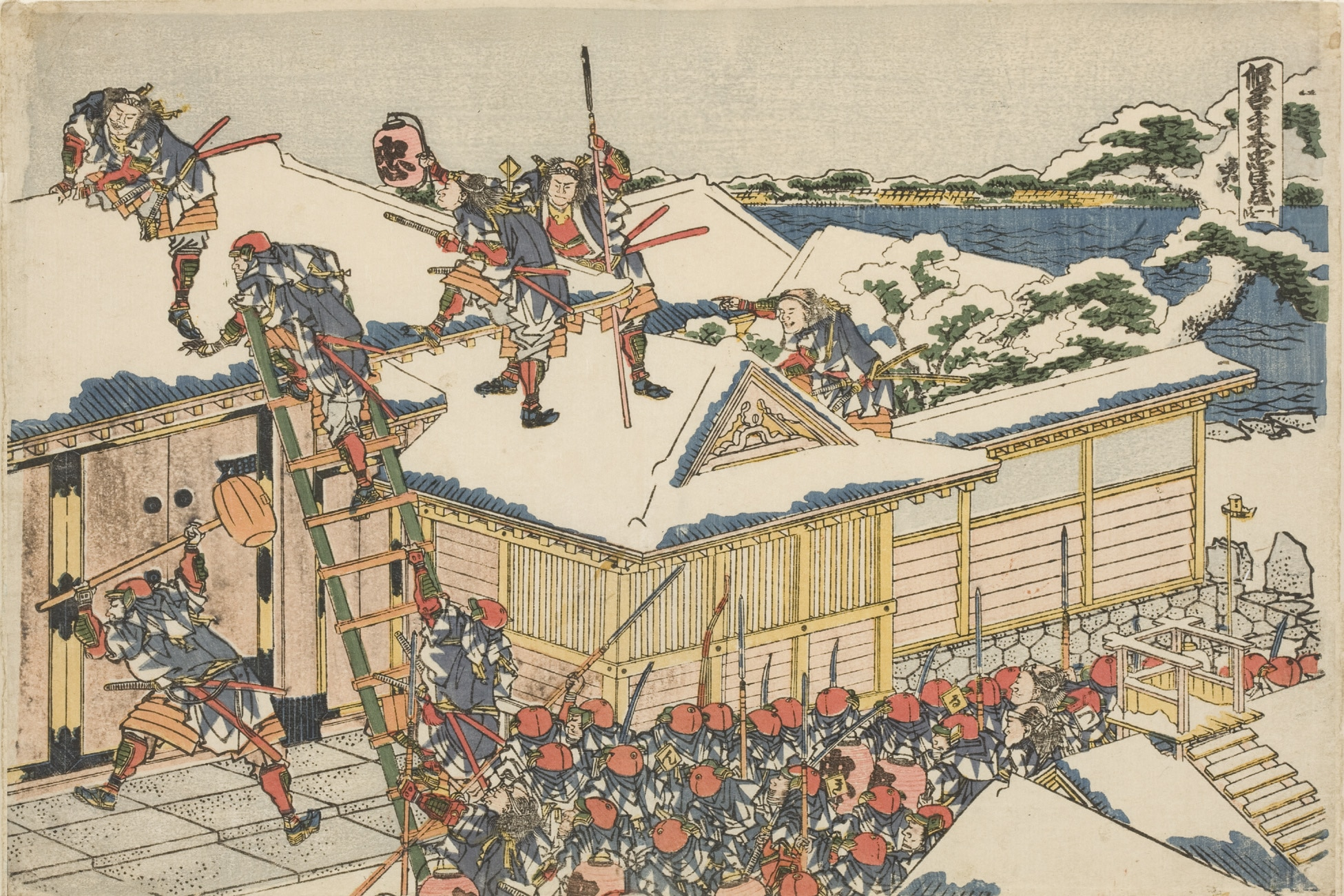
نقاشی هوکوسای از حملهٔ ۴۷ رونین به عمارت کیرا یوشیناکا

در اوایل دهه ۱۷۰۰، ارباب کیرا یوشیناکا، که در ریوگوکو در کنار رودخانه سومیدا زندگی می‌کرد، برای آموزش آداب دربار به ارباب آسانو ناگانوری منصوب شد. یوشیناکا از این انتصاب خوشش نیامد و برخی از هدایای دولتی را دریافت نکرد. او ناگانوری را تحریک کرد تا اینکه خنجر خود را بیرون کشید و به یوشیناکا زد. این کار مستوجب مرگ بود و ناگانوری مجبور به انجام سپوکو (خودکشی آیینی) شد. خانواده او از ارث محروم شدند، رونین شدند و املاک آنها تقسیم شد. مشاور ارشد او، اُوایشی یوشیئو، به همراه ۴۶ نفر دیگر از ملازمان سابق آسانو، انتقام خود را از یوشیناکا برنامه‌ریزی کردند. در ۳۰ ژانویه ۱۷۰۳، ۴۷ رونین به عمارت یوشیناکا حمله کردند. آنها به او فرصت دادند تا سپوکو را انجام دهد. او نپذیرفت، بنابراین یوشیئو او را با شمشیر ناگانوری گردن زد. سپس سر به معبد سنگاکو-جی آورده شد و در مقابل قبر ناگانوری قرار گرفت. دولت به رونین‌ها دستور داد تا سپوکو را انجام دهند که آنها در ۴ فوریه این کار را انجام دادند. این حادثه به عنصری از فرهنگ عامه تبدیل شد.

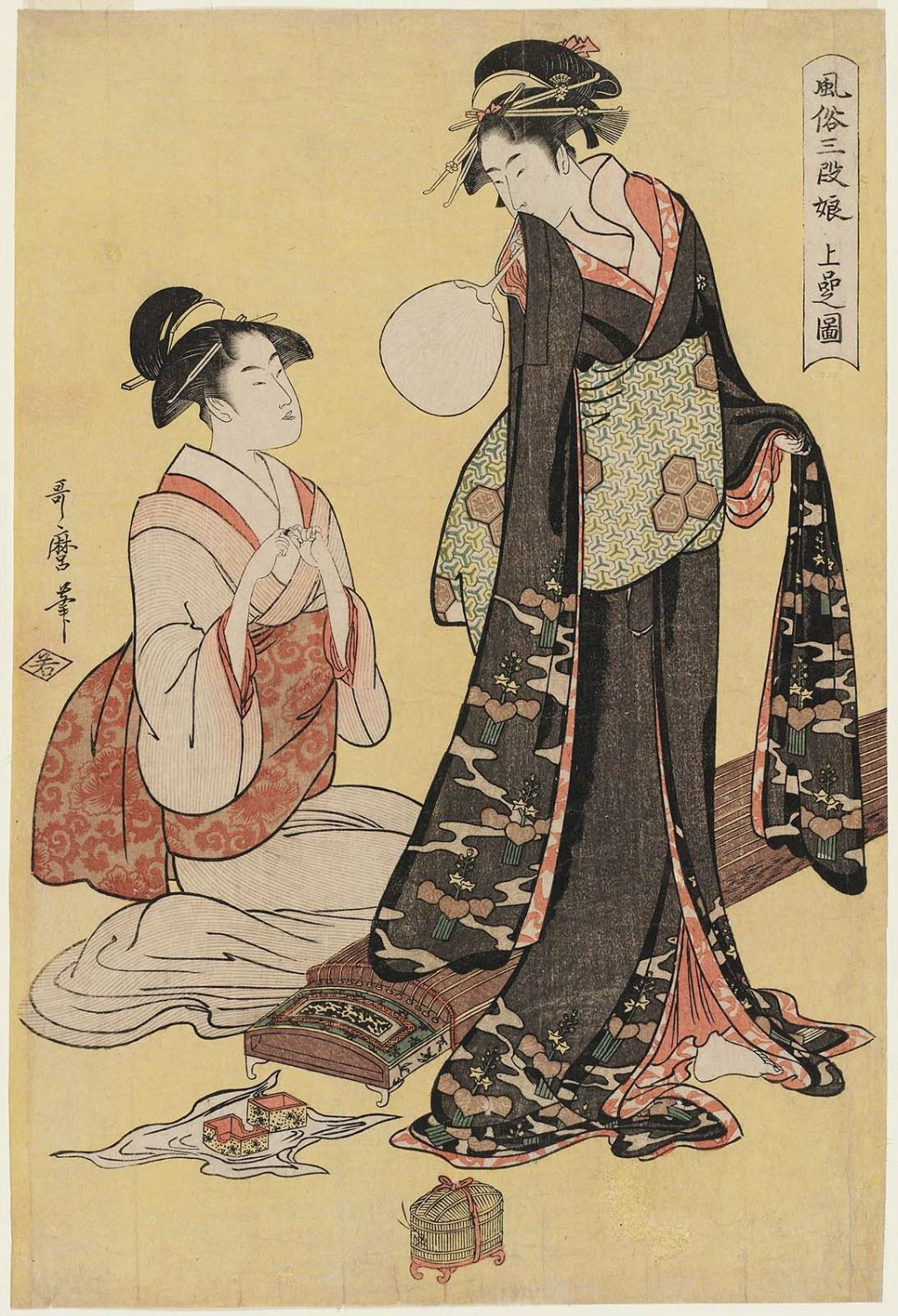
تصویری از طبقهٔ بالای اجتماعی، نقاشی حدود سال‌های ۱۷۹۴–۱۷۹۵ اثر اوتامارو. زن سمت چپ از نظر طبقاتی پایین‌تر از زن سمت راست است که لباس‌های رنگارنگ‌تری به تن دارد.

### قوانین
آیین نوکنفوسیوس‌گرایی ادو یک فلسفه محبوب بود که تا حدی از نظریه هایاشی رازان، مدرس مؤسسه آموزشی شوهیزاکا یوشیما نشأت می‌گرفت. این فلسفه کمتر بر جنبه‌های متافیزیک کنفوسیوس‌گرایی تمرکز داشت و بیشتر بر چگونگی اطاعت مردم از دولت تمرکز می‌کرد. این فلسفه بسیاری از جنبه‌های زندگی مردم، به ویژه طبقه پایین را دیکته می‌کرد. به عنوان مثال، افراد طبقه بالاتر اجازه داشتند لباس‌های رنگارنگ بپوشند، در حالی که افراد طبقه پایین‌تر رنگ‌های مات می‌پوشیدند تا «نامرئی بودن آنها را ترویج کنند». بازرگانان از زندگی در خانه‌های دو طبقه منع شدند و به واحدهای نیم‌طبقه تازه ساخته شده منتقل شدند. طبقه پایین از داشتن اقلام لوکس خاصی منع شدند. طبقه حاکم وانمود می‌کرد که ثروت طبقه بازرگان را دارد تا مخالفت‌ها را سرکوب کند، طبقه بازرگان وانمود می‌کرد که ثروت طبقه پایین را دارد تا از مجازات اجتناب کند، و طبقات پایین‌تر از محدودیت‌های خود به عنوان شورش چشم‌پوشی کردند.
برخی از آزادی‌هایی که به طبقات پایین‌تر ادو داده می‌شد، در سایر شهرهای بزرگ وجود نداشت. یک مثال این است که چگونه شخصی که در سرشماری غایب بود، می‌توانست به عنوان یک کارگر در ادو زندگی کند و با مطرودان همراه شود. ساختار اجتماعی مبتنی بر طبقه اجتماعی تا اواسط قرن شروع به فروپاشی کرد. در آن زمان برای یک سامورایی طبقه پایین امکان ازدواج با یک زن طبقه بازرگان وجود داشت.
سپس این شهر دارای دو نوع مالکیت زمین بود: بوکچی و چوچی. بوکچی، سیستم سامورایی، برای املاک مسکونی استفاده می‌شد. فروش و خرید مجاز نبود، بنابراین ارزش یک قطعه زمین قابل تعیین نبود. چوچی سیستمی بود که توسط بازرگانان و صنعتگران برای اهداف مسکونی و تجاری استفاده می‌شد. چوچی مالکیت خصوصی را به رسمیت می‌شناخت، بنابراین زمین ارزش مشخصی داشت. با توجه به مدیریت، هیچ مرجع مرکزی در توکیو وجود نداشت، بلکه یک سیستم پیچیده از مناطق محلی وجود داشت. تصمیم‌گیری در هر ناحیه توسط دو مرد، ماچی-بوگیو، رهبری می‌شد. آنها به سطح بعدی سه مدیر موروثی تمام وقت به نام توشیوری دستور می‌دادند.

### بلایای طبیعی

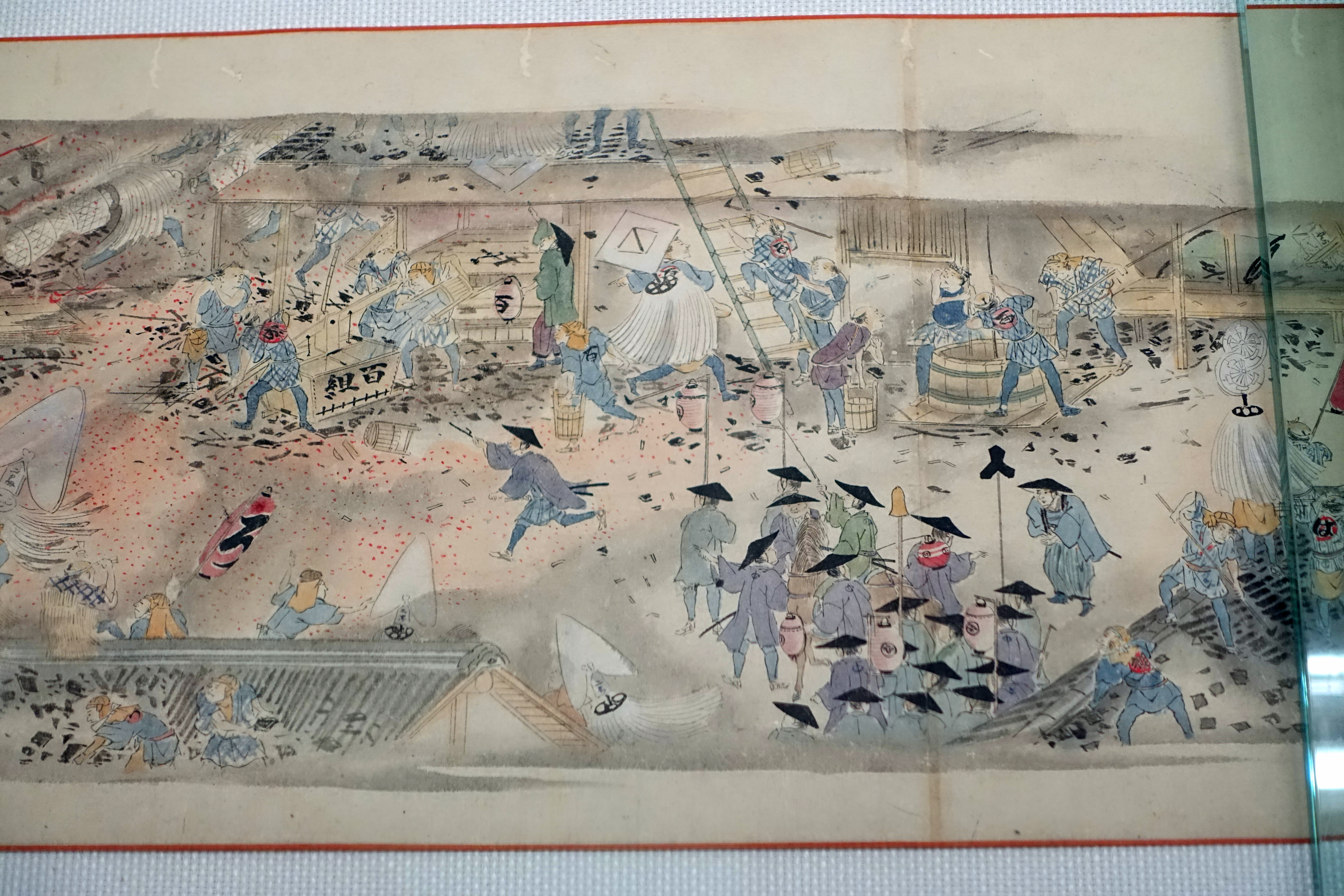
طومار تصویری ۱۸۶۹ از ۱۷۷۲ آتش بزرگ میوا

در سال ۱۷۰۳، زمین‌لرزه و آتش‌سوزی در شهر رخ داد. یک سال بعد، سیلی رخ داد که منجر به شیوع بیماری شد. در سال ۱۷۰۷، کوه فوجی فوران کرد. خاکستر دیدن را سخت می‌کرد، بنابراین مردم برای حرکت از فانوس استفاده می‌کردند. آنها با پوشیدن لباس‌های خیس از خود در برابر آتش محافظت می‌کردند. ترک شیتاماچی برای کسانی که در آن زندگی می‌کردند «تقریباً غیرممکن» بود. برخی دیگر توانستند برای دعا برای مداخله الهی به اماکن مذهبی بروند. در سال ۱۷۴۲، ۴۰۰۰ نفر بر اثر طوفان و سیل جان باختند. در سال ۱۷۷۲، آتش‌سوزی بزرگ میوا جان حدود ۶۰۰۰ نفر را گرفت. در سال ۱۷۹۱، طوفان و جزر و مد شدید منطقه چراغ قرمز فوکاگاوا را ویران کرد.
این شهر بین فراوانی و کمبود غذا در نوسان بود. هر وقت برنج در دسترس نبود، طبقات پایین شورش می‌کردند و به انبارهای برنج می‌ریختند. شورشی در دهه ۱۷۸۰ پس از فوران کوه آساما در ناگانو آغاز شد که هزاران دهقان را به ادو آورد. گرسنگی بسیاری از مردم ادو را به خودکشی سوق داد. در طول دوره تِمپو از سال ۱۸۳۰ تا ۱۸۴۴، توزیع ذخایر اضطراری برنج صورت گرفت که از اختلالات بیشتر جلوگیری کرد.

## هنر و سرگرمی
یکی از کتاب‌های قابل توجه، متن کنفوسیوسی کوگیروکو (ثبت تقوای فرزندی و درستکاری اخلاقی) بود، و یک سبک قابل توجه، کیبیوشی، کتاب‌های مصور بزرگسالان بود که بیشتر به هیراگانا نوشته می‌شد. قوانینی مانند اصلاحات کانزای برخی از کتاب‌ها را سانسور کرد و مردم عادی را از نوشتن داستان منع کرد.
نقاشی‌های معروف ادو توسط هنرمندانی مانند کاتسوشیکا هوکوسائی، هیروشیگه و کونیوشی در قرن‌های ۱۸ و ۱۹ ساخته شد. هوکوسای منظره و همچنین شونگا (تصاویر بهاری) وابسته به عشق شهوانی را نقاشی کرد. هنرمندان مختلف در آن زمان با آثار خود به انتقاد از جامعه شهری پرداختند. اینها شامل بازیگران تئاتر، نویسنده ناپا اوتو، رمان‌های محبوب با نثر هجوآمیز به نام سنریو، و نقاشانی مانند هوکوسای می‌شدند.
یکی از جشن‌های سالانه، جشنواره خدای رودخانه بود که در معبد سومیداگاوا در ساحل شرقی سومیدا برگزار می‌شد. در اواخر ماه می، یک نمایش آتش بازی به نام کاوا-بیراکی (باز شدن رودخانه) بر روی رودخانه برگزار شد که در ابتدا به نوعی برای پاکسازی شهر از وبا در نظر گرفته شده بود.

## دوره توکوگاوا (قرن نوزدهم)
در موکوجیما، در ساحل شرقی سومیدا، «باغ‌های خصوصی، چایخانه‌ها و معابد» توسط هنرمندان برجسته آن دوران، از جمله کامدا هوسای، ساکای هوایتسو و تانی بونچو مورد بازدید قرار می‌گرفت. آن‌ها همچنین از باغ هیاکا-en موکوجیما اثر ساهارا کیکو بازدید کردند. کیکو و دوستان هنرمندش باغی ساختند که با ادبیات ژاپنی و چینی مرتبط بود. آنها سنگ‌هایی را حک کردند که هنوز هم می‌توان آنها را خواند. تا پایان قرن، موکوجیما مملو از کارخانه‌هایی شد که گیاهان و آب‌های محلی را ویران کردند.
مقامات شهر سعی کردند با سرپیچی از ساختار اجتماعی مبتنی بر طبقه مبارزه کنند. اصلاحات تمپو چندین بار برای دستگیری «نویسندگان، اصلاح‌طلبان و چهره‌های سیاسی لیبرال» که از این قوانین پیروی نمی‌کردند، صادر شد. آنها بسیاری از چیزها، از جمله نمایش تجملات، و نوازندگان و آرایشگران زن را ممنوع کردند. تعداد سالن‌های واریته از بیش از ۵۰۰ به ۱۵ کاهش یافت.

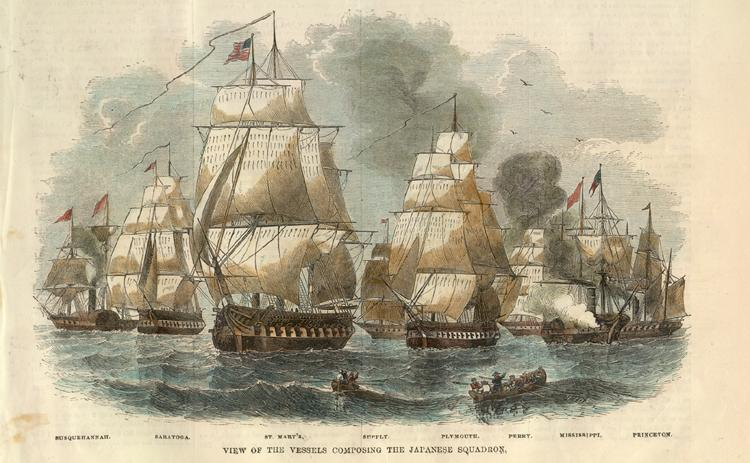
ناوگان دریاسالار متیو پری در دومین سفرش به توکیو در سال ۱۸۵۴

### سفر دریایی پری و باز شدن ژاپن به روی خارجی‌ها
در ۸ ژوئیه ۱۸۵۳، ناخدا متیو سی. پری آمریکایی و چهار کشتی بخار فلزی او به خلیج ادو رفتند و از ژاپن خواستند بندر خود را برای تجارت باز کند. ژاپن با ترس پاسخ داد. در پرتره‌های اوکی‌یو-ئه، آمریکایی‌ها کاراسو-تنگو (جن کلاغ) بودند. با این وجود، پری با ارائه کالاهای آمریکایی مانند تلگراف و چرخ خیاطی آنها را متقاعد کرد و ژاپنی‌ها با نشان دادن کالاهایی مانند جعبه‌های لاکی و قوری به آمریکایی‌ها پاسخ دادند. پس از اینکه پری در سال ۱۸۵۴ دوباره بازدید کرد، شوگون ژاپن را به روی خارجی‌ها باز کرد و کنترل تعرفه‌های ژاپنی را به کشورهای غربی داد.
این گشایش منجر به بی‌ثباتی در سراسر کشور شد. اوباش و گروه‌های «فرقه‌ای» در ادو شکل گرفتند و باعث ناآرامی شدند. در سال ۱۸۶۶، افزایش ناگهانی قیمت برنج باعث شورش شد. برنج بین مردم توزیع شد، اما این مانع از باورهای یاونوشی ("اصلاح جهان") نشد، که یک تلاش سیستماتیک توسط بیگانگان برای نابودی ژاپن را تئوریزه می‌کرد. برای مبارزه با نفوذ بیشتر غرب، اسلحه‌ها و قلعه‌های اودایبا در خلیج ادو ساخته شد. در سال ۱۸۵۸، معاهده نابرابر امضا شد که به آمریکا، بریتانیا، فرانسه، هلند و روسیه اجازه تجارت در بنادر ژاپن را می‌داد. در سال ۱۸۵۹، تاونسند هریس کنسولگری آمریکا را در معبد زنپوکو-جی هیرو-او افتتاح کرد که توسط امپریالیست‌هایی که می‌خواستند قدرت سلطنت را بازگردانند، به آتش کشیده شد. هریس به قتل رسید. در سال ۱۸۶۱ به کنسولگری بریتانیا حمله شد و دو سال بعد منفجر شد.

### بلایای طبیعی

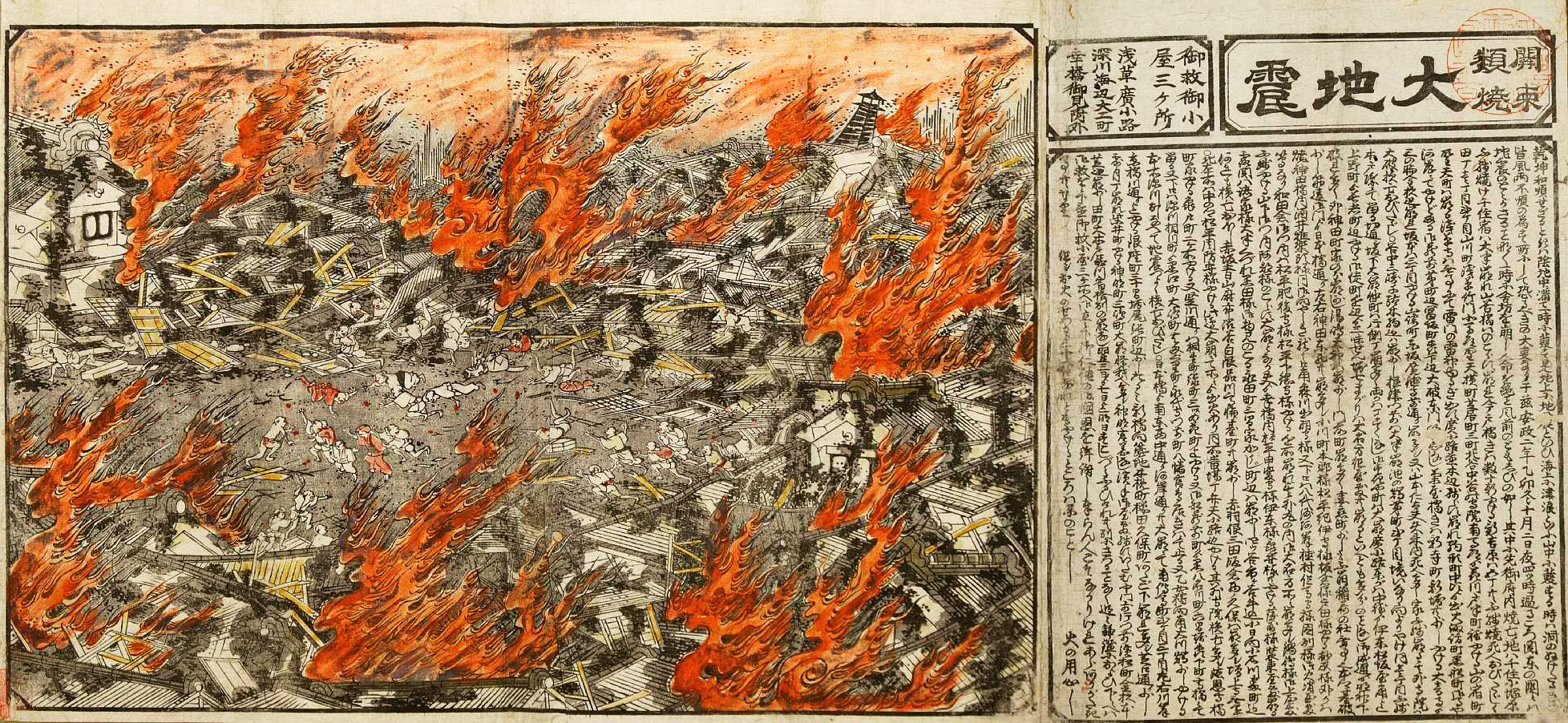
یک «کاوارابان» (ورق خبری) که خسارات زلزلهٔ ۱۸۵۵ را به تصویر می‌کشد.

یک موج جزر و مدی در سال ۱۸۵۴ بیشتر خانه‌های فوکاگاوا را ویران کرد. دو زلزله بزرگ در سال‌های ۱۸۵۴ و ۱۸۵۵ رخ داد. بزرگی زلزله ۱۸۵۵ ۶٫۹ تا ۷٫۰ ریشتر بود. خسارت قابل توجهی به ویژه در مناطق ثروتمندتر وارد شد. «دایمیو لین»، نزدیک قلعه ادو و حاوی عمارت‌های بزرگ فودای دایمیو و ساختمان‌های دولتی، به شدت آسیب دید. یوشیوارا و توپ‌های ساحلی که اخیراً ساخته شده بودند (نشانه‌ای از قدرت شوگون) نیز آسیب دیدند. تعداد کشته‌شدگان بین ۸۰۰۰ تا ۱۰۰۰۰ نفر بود. کمک‌های دولتی به کارگران شهر سریع و سخاوتمندانه بود، که هنر آن را به عنوان توزیع مجدد ثروت از ثروتمندان شهر به کارگران شهر به تصویر می‌کشید. از آنجایی که یوشیوارا ویران شد، باکوفو اجازه ساخت روسپی‌خانه‌ها را در سراسر ادو داد. ترس از وقوع بلایای بیشتر منجر به محبوبیت طلسم‌ها و چاپ‌های چوبی نامازو-ئه شد که گربه ماهی را نشان می‌دادند و تفسیرهایی دربارهٔ این ترس بودند.

### سقوط شوگون‌سالاری توکوگاوا
در ۲۴ مارس ۱۸۶۰، رونین‌ها (سامورایی‌های بی‌ارباب) از قلمروی میتو و قلمروی ساتسوما، ای نائوسوکه، تایرو (وزیر ارشد) شوگون‌سالاری را ترور کردند. او در بیرون دروازه ساکورادا قلعه ادو گردن زده شد. ایی طرفدار گشایش ژاپن به روی خارجی‌ها بود و معاهده نابرابر را امضا کرده بود. این موضوع بسیاری از دایمیو‌ها را خشمگین کرد و ساکت کردن آنها توسط ایی باعث ترور شد. مرگ او منجر به بی‌ثباتی در شوگون‌سالاری شد.
توکوگاوا یوشینوبو در سال ۱۸۶۶ شوگون شد. او با تسلیم قدرت خود سعی کرد کمک نظامی فرانسه را جلب کند، به این امید که در یک ساختار قدرت جدید تحت نفوذ غرب حضور داشته باشد. در ۳ ژانویه ۱۸۶۸، سامورایی‌های میانی و پایین رتبه از قلمروی چوشو، قلمروی ساتسوما و ولایت توسا کاخ کیوتو را تصرف کردند و احیای امپراتوری را اعلام کردند و به شوگون‌سالاری پایان دادند. یوشینوبو کودتا را پذیرفت، اما مشاورانش این کار را نکردند، که باعث ایجاد یک جنگ داخلی کوچک شد. نیروهای امپراتوری به سمت ادو حرکت کردند و یوشینوبو به نیروهای خود گفت که تسلیم کودتا شوند. با وجود این مذاکره صلح‌آمیز، در تپه اوئنو، وفاداران توکوگاوا، شوگیتای، آخرین مقاومت را در برابر سربازانی که طرفدار امپراتور بودند، انجام دادند. شوگیتای‌ها، عمدتاً در نزدیکی کورو مون (دروازه سیاه) قتل‌عام شدند. معبد کان‌ئی-جی، نماد شوگون‌سالاری، در آتش سوخت.

## دوره میجی

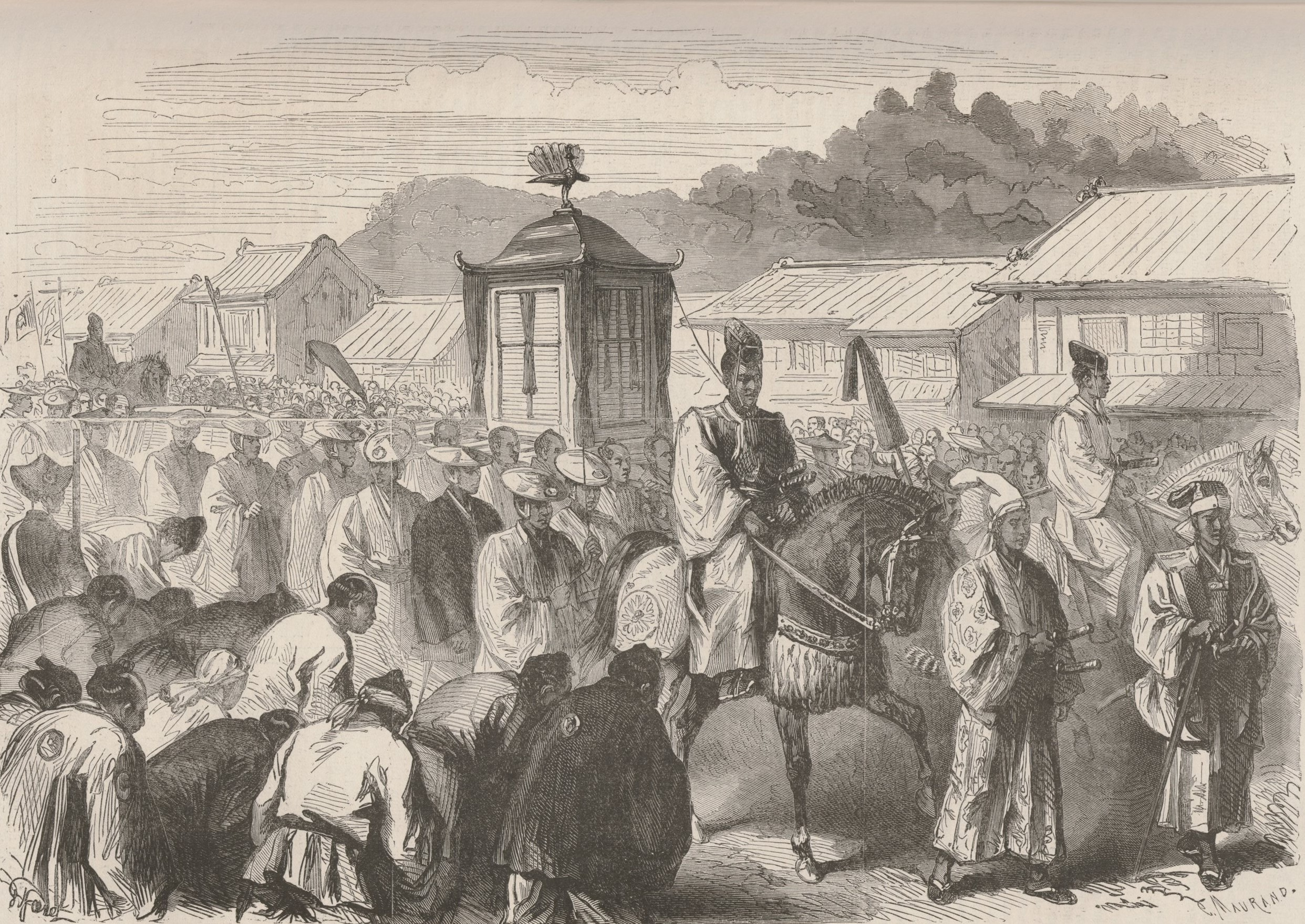
امپراتور میجی، پس از سقوط ادو در سال ۱۸۶۸ُ از کیوتو به توکیو نقل مکان کرد.

امپراتور مِیجی از کیوتو آورده شد تا رهبری اصلاحات میجی را که یک دولت امپراتوری جدید تشکیل داد، بر عهده بگیرد. در عمل، او به سیاستمداران اصلاح‌طلبی مانند ایتو هیروبومی و اوکوبو توشیمیچی پاسخ می‌داد. ژاپن باید تصمیم می‌گرفت که چه مقدار از سنت به یک کشور در حال مدرن شدن منتقل شود. نام ادو در ژوئیه ۱۸۶۸ به توکیو تغییر یافت و قلعه ادو به قلعه توکیو تبدیل شد. امپراتور در سال ۱۸۶۹ به آنجا نقل مکان کرد. سامورایی‌ها از بین رفتند و آنها خدمتکار شدند. میجی مقامات دولتی را مجبور کرد که در ملاء عام لباس‌های غربی بپوشند. مراسم بودایی از کاخ حذف شد. در سال ۱۸۷۴، اداره پلیس کلان‌شهر توکیو تأسیس شد. فقرا نقش کمی در این تحولات داشتند، اما تفسیر بدبینانه آنها از این انتقال در نوشته‌ها ظاهر شد.
املاک اشرافی به ساختمان‌های دولتی تبدیل شدند. دروازه چپ کاندا، منطقه‌ای در حال زوال از املاک دایمیو، در آتش‌سوزی سال ۱۸۶۹ ویران شد. این شهر سعی کرد با قرار دادن آکیبا جینجا (زیارتگاه برگ پاییزی) در آنجا، آتش‌سوزی‌های آینده را دفع کند. این منجر به نام‌گذاری منطقه آکیهابارا (دشت برگ‌های پاییزی) شد.
در چند سال اول میجی، ۵۰ تا ۶۰۰۰۰ دانشجوی شوزی، مردان جوان و فقیر، وارد توکیو شدند و بسیاری به عنوان خدمتکار برای پرداخت هزینه مدرسه کار می‌کردند. سانکین-کوتای پایان یافت، بنابراین دایمیوها، دستیاران آنها و سایر کارگران شهر را ترک کردند که تخمین زده می‌شود ۳۶۰۰۰۰ نفر باشند. این و جنگ پیرامون اصلاحات، جمعیت را از ۱٫۳ میلیون نفر در اوایل قرن نوزدهم به حدود ۵۰۰۰۰۰ نفر در سال ۱۸۶۹ کاهش داد. در دهه ۱۸۸۰، رونق جمعیتی از سامورایی‌های سابق که برای کار به عنوان خدمتکار، گشت‌زن و معلم به توکیو بازگشتند، به وجود آمد. تحولات جدیدی برای اسکان دهقانانی که از روستاها نقل مکان می‌کردند، صورت گرفت. جمعیت در سال ۱۹۰۵ به دو میلیون نفر رسید.
در سال ۱۸۷۷، سایگو تاکاموری، یکی از رهبران سرنگونی شوگون‌سالاری، سعی کرد دولت میجی را که از نظر او ضعیف بود، سرنگون کند. ارتش او از شهری در جزیره کیوشو به سمت توکیو حرکت کرد، اما قبل از اینکه بتوانند جزیره را ترک کنند متوقف شدند. او در جنگ پس از آن شکست خورد.
در سال ۱۸۷۸، این شهر به ۱۵ بخش تقسیم شد که فراتر از شهر واقعی به زمین‌های کشاورزی گسترش یافت.

### توسعه میجی

#### برنامه‌ریزی شهری
در دهه ۱۸۷۰، اصلاح‌طلبان میجی سیستم بوکچی را منحل کردند و زمین‌های بوکچی را تحت قوانین چوچی قرار دادند و بدین ترتیب به یک تقسیم طبقاتی بزرگ پایان دادند. در سال‌های ۱۸۶۹ تا ۱۸۷۱، مقامات با سیستم پنجاه بخش برای پایان دادن به کنترل ماچی بوگیو و توشیوری آزمایش کردند. در سال ۱۸۷۱، سیستم دامنه فئودالی با یک سیستم استانی جایگزین شد و استان توکیو از بخش‌هایی از استان سابق موساشی ایجاد شد. سیستم بخش بزرگ و کوچک به مقامات کنترل بر تصمیمات محلی را داد. بر زیباسازی و بهبود زیرساخت‌ها و خدمات تأکید شد. برنامه‌ریزان شهری به زبان پیشرفت صحبت می‌کردند. تعهد جدید ژاپن به نوین‌سازی، مفاهیم قدیمی شهرها و شیوه‌های برنامه‌ریزی شهری را تغییر داد. دهه‌های اول میجی عدم اجماع نخبگان را در مورد مسیر مناسب به سوی مدرنیته آشکار کرد، اما در نهایت پیوندی بین انگیزه‌های سیاسی رهبران کشور با نیازهای شهری مدرن برای بهبود شبکه‌های ترابری و سازوکارهای منطقه‌بندی وجود داشت. افکار عمومی نیز مهم بود و تأثیر مشخصی بر نحوه اجرای نظریه‌ها و عمل برنامه‌ریزان داشت. از متخصصان خارجی (اویاتوی گایکاکوجین) نیز به عنوان مشاور استفاده می‌شد.

#### غربی‌سازی
عناصر معماری غربی در بیشتر معماری‌های میجی، ابتدا در شهرک خارجی تسوکیجی وارد شد. این مکان به عنوان فضای زندگی برای خارجی‌ها در ادو تعیین شده بود و شامل دانشگاه کیئو، مدرسه‌ای برای مطالعات غربی بود که توسط یوکیچی فوکوزاوا ایجاد شد. یوکیچی بر دولت ژاپن تأثیر گذاشت تا به «قدرت امپراتوری تبدیل شود که هژمونی منطقه‌ای را به قیمت مردم تحت سلطه خود اعمال می‌کند». هتل ادو در سال ۱۸۶۸ در آنجا افتتاح شد. این هتل بیشتر به سبک ژاپنی بود، اما تحت تأثیر معماری اروپایی و بریتانیایی راج قرار داشت. بسیاری از ساختمان‌های آن زمان برای جا دادن در فضاهای محدود کوچک شدند، که به آنها «ظاهر مدل اسباب بازی» می‌داد. بسیاری از خارجی‌ها پس از آتش‌سوزی گینزا در سال ۱۸۷۲، تسوکیجی را به مقصد یوکوهاما ترک کردند و عمدتاً کارمندان کنسولگری ژاپن را ترک کردند. پس از سال ۱۸۹۹، خارجی‌ها می‌توانستند هر کجا که می‌خواستند زندگی کنند. خارجی‌های حاضر در تسوکیجی به ساخت چندین دانشگاه در این منطقه کمک کردند: دانشگاه آئویاما گاکواین، جوشی، میجی گاکوئین، و دانشگاه ریکیئو و غیره.
دو تن از معماران مهم غربی در این شهر چارلز دی بوین‌ویل بودند که کالج مهندسی را ساخت و جوزایا کندر که هتل روکومئیکان، کلیسای جامع نیکولای و بلوک لندن، دفتر مرکزی جدید میتسوبیشی را ساخت. ریون‌کاکو یک مرکز خرید و سرگرمی در آساکوسا از سال ۱۸۹۰ تا زمان تخریب آن در جریان زمین‌لرزه بزرگ کانتو بود. این بنا که توسط دبلیو. کی. برتون، مهندس عمران اسکاتلندی طراحی شده بود، با ۱۲ طبقه اولین آسمان‌خراش توکیو محسوب می‌شد و اولین آسانسورهای ژاپن را داشت.
توکیو با الگوبرداری از شهرهای اروپایی، به مخزن گنجینه‌های فرهنگی سراسر ژاپن تبدیل شد. به عنوان مثال، موزه ملی توکیو اقلام نماینده معبد هوریو-جی در استان نارا را به نمایش گذاشت. ماچیدا هیساناری، خالق موزه، از آن برای ترویج سلطنت استفاده کرد.
استانداردهای غربی بر دو پارک قابل توجه نیز تأثیر گذاشت: تپه‌ای در منطقه شمالی برای جشن‌ها استفاده می‌شد و یک زمین رژه در کنار کاخ به یک فضای تفریحی تبدیل شد. آنها الگویی برای سایر پارک‌های اطراف شهر بودند. در سال ۱۸۸۲، باغ وحش اوئنو افتتاح شد.
فروشگاه میتسوکوشی متعلق به خانواده میتسویی با ترویج نمایشگاه‌های فصلی از فروشگاه آمریکایی Wanamaker's الهام گرفت. این فروشگاه الهام‌بخش فروشگاه‌های شیروکیا و تاکاشیمایا بود که در گینزا و کیوباشی افتتاح شدند و آن مناطق را به مناطق عمده خرده‌فروشی تبدیل کردند.

#### نوین‌سازی
در سال ۱۸۶۹، خطوط تلگراف بین شینباشی و یوکوهاما شروع به کار کرد. خدمات تلفنی در سال ۱۸۷۷ آغاز شد و اپراتورهای تلفن اولین زنان شاغل در این کشور بودند. بورس توکیو در سال ۱۸۷۸ در کابوتوچو افتتاح شد. یک بندر جدید در سال ۱۸۸۰ ساخته شد.
در سال ۱۸۷۲، یک خط ریلی بین شیناگاوا و یوکوهاما افتتاح شد که یک نوآوری مهم در شهری بود که بیشتر از کالسکه‌های اسبی استفاده می‌کرد. ۶۰ تا ۱۰۰ هزار نفر در مراسم گشایش آن حضور داشتند. این خط در اواخر همان سال به شینباشی گسترش یافت. در سال ۱۸۸۵، اولین بخش از آنچه قرار بود به خط راه‌آهن یامانوته تبدیل شود، بین ایستگاه‌های آکابانه و شیناگاوا افتتاح شد. در سال ۱۹۰۲، زمانی که راه‌آهن به محل پل آزما رسید، منطقه اطراف آن به نام آساکوسا نامگذاری شد تا آن را با منطقه تفریحی محلی آساکوسا مرتبط کند. ایستگاه ایکه‌بوکورو در سال ۱۹۰۳ در خط یامانوته افتتاح شد. در سال ۱۹۰۳، اولین خطوط تراموا افتتاح شد.
در سال ۱۸۷۲، قلعه در مجتمع ستاد ارتش آتش گرفت و به سمت شرق گسترش یافت و هزاران ساختمان را در گینزا ویران کرد. آنها از بازسازی به عنوان فرصتی برای نوسازی و غربی‌سازی استفاده کردند، که مهم بود زیرا بین نیهونباشی و انبار راه‌آهن، شینباشی قرار داشت. در نهایت دارای «چراغ‌های گازی، پیاده‌روهای آسفالت، درختان بید و تیرهای تلگراف» شد و خانه منطقه سیاه گینزا بود، هزار ساختمان بین گینزا و کیوباشی که توسط معمار توماس والترز برای جلوگیری از آتش‌سوزی طراحی شده بود. با این حال، تهویه نامناسب به این معنی بود که این منطقه در گرمای تابستان غیرقابل تحمل بود. بسیاری از مردم پس از اینکه دولت به آنها یارانه پیشنهاد کرد، بازگشتند. گینزا به خانه گیشاها (۶۶ تا سال ۱۹۱۲) و دفاتر روزنامه‌های توکیو نیچی نیچی شینبون و یوبین هوچی شینبون تبدیل شد که از دموکراسی حمایت می‌کردند و از دولت انتقاد می‌کردند.

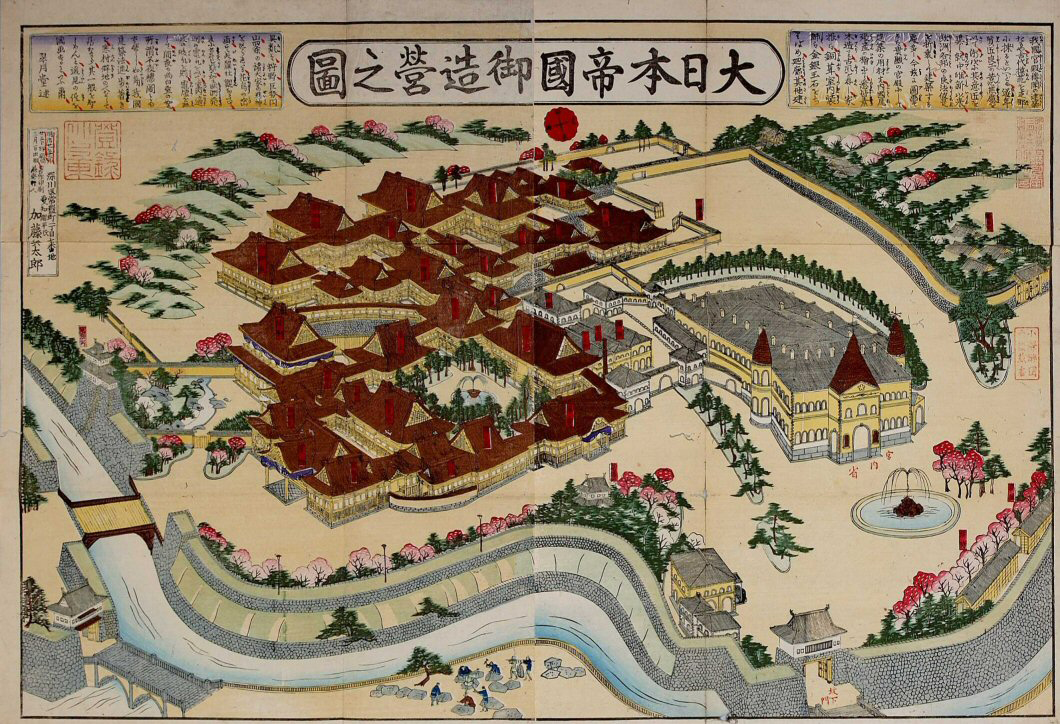
نقاشی از کاخ امپراتوری توکیو

کاخ امپراتوری جدید در سال ۱۸۸۹ تکمیل شد که به ویژه به سبک کلاسیک ژاپنی بود. این مکان از غرفه‌های چوبی تشکیل شده بود که توسط گذرگاه‌های سرپوشیده به هم متصل شده بودند و توسط باغ‌های حیاط از هم جدا شده بودند. محل اقامت امپراتور اولین مکان در ژاپن بود که دارای نور الکتریکی بود. امپراتور میجی تصویری باشکوه برای خود ساخت. او اغلب در حالی که لباس مارشال میدانی بر تن داشت در مقابل مردم ظاهر می‌شد. پرستش او اجباری بود (بخشی از افزایش ملی‌گرایی ژاپنی)، و در زیارتگاه‌های شینتو، مردم به آیین‌هایی گوش می‌دادند که اجداد او را به پسر بهشت مرتبط می‌کرد.
در سال ۱۸۹۷، افتتاح بخش‌های باری در سومیدا به این معنی بود که باید مسکن برای کارگران آن ساخته شود. این منجر به ایجاد زاغه‌های سانیا، معروف‌ترین زاغه‌های توکیو شد.

### آموزش
وزارت آموزش و پرورش کنترل شدیدی بر آموزش اعمال می‌کرد. دانشگاه مطالعات خارجی توکیو در سال ۱۸۷۳ افتتاح شد. در سال ۱۸۷۷، چندین مدرسه دولتی با دانشگاه توکیو ادغام شدند، که منجر به مطالعه علوم و فناوری به سبک غربی شد. مشاورانی از اروپا و ایالات متحده آورده شدند. کیکوچی دایروکو، ریاضیدانی که در بریتانیا تحصیل کرده بود، رئیس‌جمهور شد. در دهه ۱۸۸۰، دانشگاه به یک ابزار سیاسی بوروکراسی دولت تبدیل شد. ملی‌گرایی ژاپنی به محور اصلی آموزش آن تبدیل شد و محققان آن به عنوان متخصص در بسیاری از زمینه‌ها وارد بحث‌های عمومی شدند. تحصیل حقوق در مدرسه به سرعت توسعه یافت و بسیاری از فارغ التحصیلان آن بوروکرات شدند. مؤسسه فناوری توکیو در سال ۱۸۸۱ افتتاح شد.

### هنر و سرگرمی

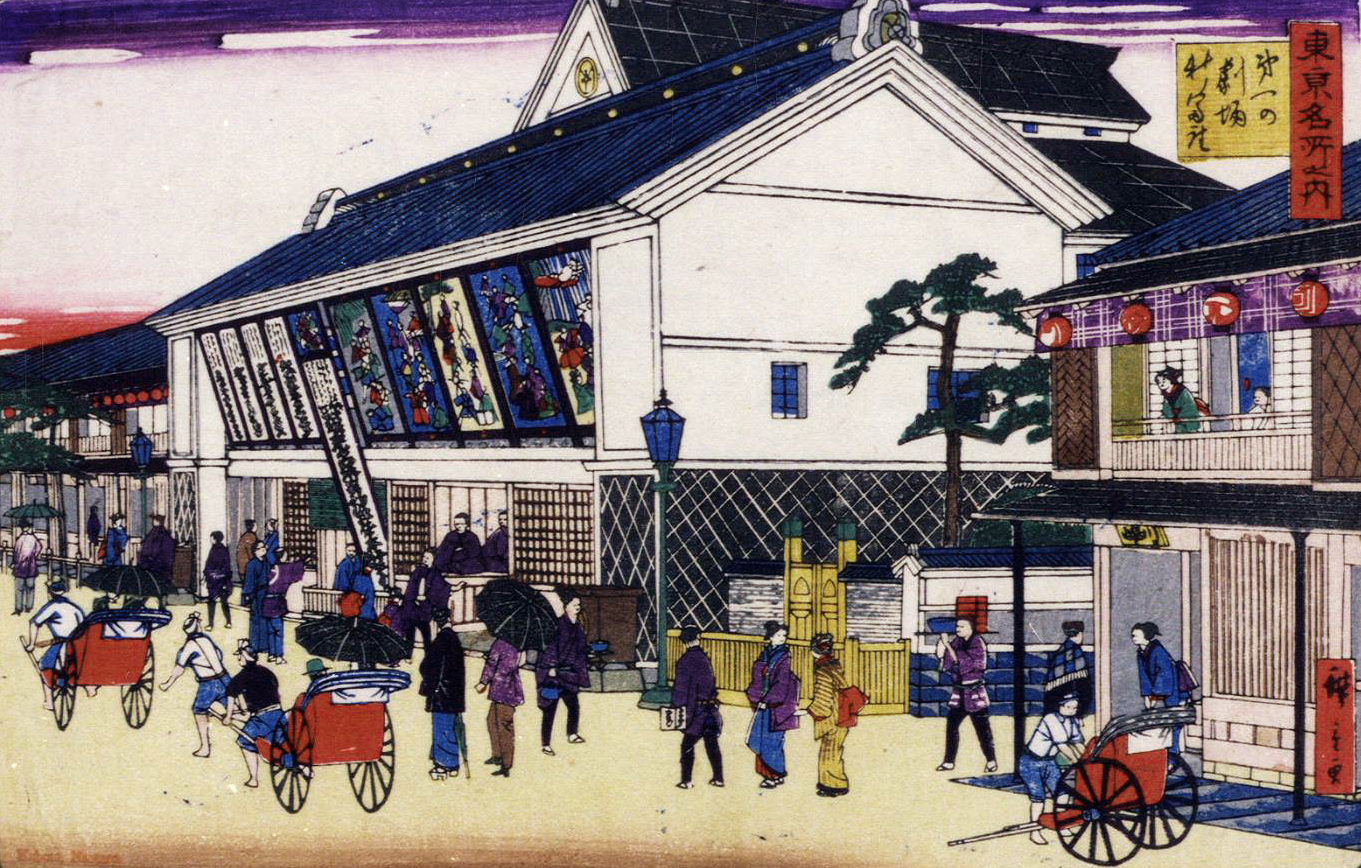
نقاشی «تئاتر شینتومی‌زا» اثر اوتاگاوا هیروشیگه سوم در سال ۱۸۸۱

دو نقاش برجسته آن زمان Utagawa Kuniteru II و هیروشیگه III بودند. بسیاری از نویسندگان غربی محبوب شدند. ماروزن، یک کتابفروشی برتر، زمانی که در سال ۱۸۶۹ در نیهونباشی افتتاح شد، عناوینی را به زبان‌های ژاپنی و خارجی می‌فروخت. نمایش‌های نو در این زمان احیا شدند و بسیاری از تئاترهای نو ساخته شد. بازیگران کابوکی خواهان احترام بیشتری به این هنر بودند، بنابراین به مناطق معتبر منتقل شد. این هنر تا حدی توسط انجمن اصلاح تئاتر اصلاح شد و توسط امپراتور میجی و رئیس‌جمهور آمریکا، یولیسیز اس. گرانت، دیده شد. یک مجری برجسته، ایچیکاوا دانجورو نهم بود که می‌خواست این فرم هنری را «پاک‌سازی» کند. دولت در سال ۱۸۷۷ به زنان اجازه داد که در تئاتر اجرا کنند؛ آنها گیدایو را ایجاد کردند که تئاتر موزیکال شامل عروسک‌گردانی بود. مقامات نگران بودند که گیدایو مردان را فاسد کند و آنها را در سال ۱۹۰۰ از تماشای آن منع کرد. شورین هاکوئن و هنری جیمز بلک از کودانشی‌های برجسته (داستان‌سرایان روایی) بودند. بسیاری از باشگاه‌ها در میجی توکیو شروع به کار کردند که محل زندگی بسیاری از مشاغل و گروه‌های جمعیتی مختلف بود.

### حادثه آتش‌سوزی هیبیا
حادثه آتش‌افروزی هیبیا در سال ۱۹۰۵ در واکنش به مذاکرات ژاپن با روسیه پس از پیروزی ژاپن در جنگ روسیه و ژاپن آغاز شد. امتیازاتی به روسیه داده شد، از جمله دادن کنترل ساخالین، جزیره‌ای که ژاپن در طول جنگ گرفته بود. برخی از مردم ژاپن این مذاکرات را به این معنا تفسیر کردند که مردم ژاپن در جنگ بیهوده جان باخته‌اند. در ۵ سپتامبر، ۳۰ هزار معترض در پارک هیبیا تجمع کوتاهی برگزار کردند و در همان نزدیکی، ۲۰۰۰ نفر به سمت کاخ امپراتوری راهپیمایی کردند و باعث خسارت و خشونت شدند. توانایی پلیس در کنترل شورش محدود بود، بنابراین ارتش مجبور شد پس از سه روز آن را متوقف کند. در پایان، ۱۴ نفر کشته، ۳۱۱ نفر دستگیر و ۷۰ درصد از کیوسک‌های پلیس توکیو ویران شدند. این ناآرامی‌های اجتماعی را برای دهه بعد تشدید کرد.

## دوره تایشو
ساخت و سازهای قابل توجه این دوره، ایستگاه توکیو، باغ کیوفوروکاوا، معبد میجی و دانشگاه دایتو بونکا بود.
در سال ۱۹۱۸، در بسیاری از نقاط شهر به دلیل گرانی برنج، بخشی از تورم ناشی از جنگ جهانی اول، شورش‌هایی رخ داد.
در سال ۱۹۲۱، هارا تاکاشی، نخست‌وزیر ژاپن، ترور شد. او حزب‌های سیاسی را به یک نهاد اصلی در ژاپن تبدیل کرد و، به طرز قابل توجهی در زمان مرگش، می‌خواست اندازه ارتش را کاهش دهد و با مداخله نظامی ژاپن در سیبری مخالفت کرد. در ۴ نوامبر ۱۹۲۱، او توسط یک جوان دست راستی در ایستگاه توکیو کشته شد.

### بلایای طبیعی
آنفلوانزای اسپانیایی ۱۹۱۸ تا ۲ فوریه ۱۹۱۹ توکیو را تحت تأثیر قرار داد.
در ظهر شنبه ۱ سپتامبر ۱۹۲۳، زمین‌لرزه بزرگ کانتو با قدرت ۸٫۳ ریشتر ثبت شد. زلزله‌شناسان دریافتند که مرکز زلزله در خلیج ساگامی، حدود ۸۰ کیلومتری جنوب توکیو، جایی که یک بخش ۱۰۰ در ۱۰۰ کیلومتری از صفحه اقیانوسی فیلیپین در برابر صفحه قاره‌ای اوراسیا شکسته شد و مقدار زیادی انرژی زمین‌ساختی آزاد شد، بوده است. چند دقیقه بعد سونامی عظیم وحشتناک با ارتفاع ۱۲ متر به وقوع پیوست. همان‌طور که آتش در سراسر توکیو می‌وزید، ۷۵ درصد از کل ساختمان‌ها دچار آسیب ساختاری شدید شدند. این زلزله بیشتر لوله‌های اصلی آب را قطع کرد. از جمعیت ۴٫۵ میلیونی، ۲ تا ۳ درصد کشته شدند. دو میلیون نفر بی خانمان شدند. دو درصد از کل ثروت ملی ژاپن نابود شد. نیهونباشی، گینزا و مارونوئوچی از جمله مناطق کمتر ویران شده بودند.
بازماندگان خشمگین، کره‌ای‌های ساکن را به دلیل نفرت از هویت کره‌ای مقصر دانستند و از آنها انتقام گرفتند و چندین هزار نفر را کشتند (قتل‌عام کانتو). اشغال کره توسط ژاپن بر تعصبات نژادی تأثیر گذاشت که منجر به قتل‌عام شد. مفسران ژاپنی این فاجعه را به عنوان یک عمل مجازات الهی علیه مردم غیراخلاقی و منحط ژاپنی تفسیر کردند. این منجر به این احساس شد که ژاپن باید به ارزش‌های سنتی خود بازگردد. این زلزله شرایط غیربهداشتی ایجاد کرد که باعث افزایش نرخ حصبه شد. در طول شهرنشینی قبلی، روش‌های سنتی دفع زباله در مناطق شمالی و غربی شهر از بین رفت و زلزله این شرایط را تشدید کرد. این منجر به اقدامات و زیرساخت‌های جدید ضد حصبه شد.

### تاریخ پس از زلزله
در ۲۷ دسامبر ۱۹۲۳، در حادثه تورانومون، زمانی که به سمت ماشین او تیراندازی شد، اقدام به ترور ولیعهد هیروهیتو شد.
تایشو در ۲۵ دسامبر ۱۹۲۶ درگذشت و هیروهیتو جانشین او شد.

## دوره اولیه شووا
در سال ۱۹۳۰، این شهر مراسمی را برای بزرگداشت بازسازی خود از زلزله برگزار کرد. در سال ۱۹۳۲، محدوده شهر گسترش یافت و تعداد بخش‌ها از ۱۵ به ۳۵ بخش افزایش یافت.

### توسعه اولیه شووا
در سال ۱۹۲۰، شرکت راه‌آهن زیرزمینی توکیو تأسیس شد که اولین خط شبکه متروی سریع‌السیر شرکت متروی توکیو را در سال ۱۹۲۷ ایجاد کرد، زمانی که اولین خط متروی آن بین آساکوسا و اوئنو افتتاح شد. در سال ۱۹۳۴ گسترش یافت و در سال ۱۹۵۳ خط گینزا نام گرفت. این مترو در سال ۲۰۱۰ به ۳ میلیارد مسافر سالانه خدمات‌رسانی کرد. عملیات مترو از سال ۱۹۴۰ توسط اداره حمل و نقل سریع توکیو و سپس در سال ۲۰۰۴ توسط شرکت متروی توکیو اداره می‌شد.
ساختمان‌های قابل توجه این دوره عبارت بودند از: موزه هنر متروپولیتن توکیو، توشیمائن، ساختمان دایت ملی و فرودگاه هانه‌دا. سگ هاچیکو که در دهه‌های ۱۹۲۰ و ۱۹۳۰ در توکیو زندگی می‌کرد، به بخشی از فرهنگ عامه ژاپن تبدیل شد و به عنوان مجسمه هاچیکو جاودانه شد.

### درگیری داخلی دهه ۱۹۳۰
در ۸ ژانویه ۱۹۳۲، در حادثه ساکورادامون، اقدام دیگری برای ترور هیروهیتو انجام شد که یک نارنجک به سمت ماشین او پرتاب شد.
در سال ۱۹۳۱، ارتش ژاپن بدون تأیید کابینه ژاپن در توکیو، به استان منچوری چین حمله کرد که گامی بزرگ در جهت آغاز جنگ جهانی دوم بود. در ماه دسامبر، تسویوشی اینوکای نخست‌وزیر شد و سعی کرد ارتش را از اقدام بدون تأیید کابینه بازدارد. او آماده شد تا نماینده‌ای را برای ملاقات با چین بفرستد و درگیری را در آنجا متوقف کند، اما در ۱۵ می ۱۹۳۲ توسط افسران ملی‌گرای نیروی دریایی در توکیو ترور شد.
پس از آن، حکومت نظامی اعلام نشد و ارتش اعلام کرد که کابینه جدید را نخواهد پذیرفت. یک نخست‌وزیر جدید پیشنهاد شد، دریاسالار بازنشسته سایتو ماکوتو، اما این دفتر در سال ۱۹۳۴ به کیسوکه اوکادا رسید. در طول سلطنت اوکادا، مینوبه تاتسوکیچی، استاد دانشگاه توکیو، نظریه‌ای را رایج کرد که امپراتور باید عضوی از دولت باشد. اعضای نظامی جناح راست که به امپراتور ایمان داشتند، اوکادا را به خاطر نظریه تاتسوکیچی سرزنش کردند و او را مورد انتقاد قرار دادند. در ۲۶ فوریه ۱۹۳۶، دولتمردان برجسته، از جمله ماکوتو، توسط اعضای نظامی که قصد عزیمت به منچوری را داشتند ترور شدند. کیسوکه اوکادا فرار کرد، زیرا قاتلان به اشتباه برادر همسرش را هدف گلوله قرار دادند. شورشیان به مدت سه روز مرکز شهر توکیو را در دست داشتند تا اینکه در بیست و نهم متوقف شدند. رهبران آنها دستگیر و اعدام شدند. در ارتش، شورشیان جوان ملی‌گرا که خواستار تغییرات در سیاست داخلی و خارجی بودند، جای خود را به ژنرال‌ها و افسران محافظه‌کاری دادند که فقط بر سیاست خارجی تمرکز می‌کردند. اوکادا استعفا داد و خود را به خاطر مشکلاتی که در زمان مدیریت او رخ داد سرزنش کرد، اما او به عنوان یک سیاستمدار که تا پایان جنگ جهانی دوم تأثیر زیادی بر سیاست ژاپن داشت، ادامه داد. تاتسوکیچی مجبور به استعفا شد و کتاب‌هایش تا پایان جنگ ممنوع شد.
موج ملی‌گرایی در دهه ۳۰، فرهنگ عامه را به سمت ملی‌گرایی سوق داد، از جمله صنعت موسیقی این شهر که سرودهای نظامی را ترویج می‌کرد. تا سال ۱۹۳۶، کافه‌ها، سالن‌های رقص و تئاترها در آساکوسا و گینزا تحت نظارت دولت برای جلوگیری از شورش احتمالی قرار گرفتند. در سال ۱۹۴۰، شهر سالن‌های رقص توکیو را تعطیل کرد و اجرای موسیقی جاز را ممنوع کرد. بیشتر سینماهای بزرگ تا سال ۱۹۴۴ ممنوع شدند.

## جنگ جهانی دوم
ژاپن در سال ۱۹۳۷ در جنگ دوم چین و ژاپن با چین وارد جنگ شد، اگرچه تا دسامبر ۱۹۴۱ اعلام نشده بود. در آن ماه، پس از اعلام جنگ ژاپن علیه آمریکا و حمله به پرل هاربر، جنگ دوم چین و ژاپن به جنگ جهانی دوم کشیده شد. پس از پرل هاربر، ژاپن تهاجم خود به آسیا را گسترش داد.
در سال ۱۹۴۳، «شهر توکیو» به عنوان یک واحد اداری منحل شد و در کلان‌شهر بزرگتر توکیو که شامل توکیوی غربی می‌شود، ادغام شد.

### حمله دولیتل
در ۱۸ آوریل ۱۹۴۲، در جریان حمله دولیتل، توکیو اولین شهر ژاپنی بود که در جنگ جهانی دوم بمباران شد. جیمز اچ. دولیتل آمریکایی و ۱۶ بمب‌افکن بی-۲۵ از ناو هواپیمابر آمریکایی هورنت حمله غافلگیرکننده‌ای به توکیو انجام دادند که روحیه متفقین را تقویت کرد. در آن زمان، آمریکایی‌ها در حال شکست در جنگ اقیانوس آرام بودند. این بمباران خسارت فیزیکی کمی به بار آورد، اما تأثیر روانی زیادی در آمریکا و ژاپن داشت. ژاپن حملات احتمالی به سرزمین اصلی ژاپن را در نظر گرفته بود، اما این واقعیت جدید آنها را مجبور به افزایش دفاع خود کرد. این حمله منجر به نبرد میدوی و لشکرکشی چجیانگ-جیانگشی شد.
مسئله حساس چگونگی دفاع از پایتخت در برابر حمله هوایی به یک نگرانی فوری برای توکیو تبدیل شد. ژاپن به شهروندان توکیو گفت که از خود محافظت کنند، تا اینکه حملات ویرانگر بمباران آتش‌زا آمریکا نشان داد که این امر غیرممکن است.

### کنفرانس آسیای شرقی بزرگ
در نوامبر ۱۹۴۳، توکیو میزبان کنفرانس آسیای شرقی بزرگ بود، جایی که رهبران دولت‌های دست‌نشانده ژاپن از حوزه رفاه مشترک آسیای شرقی بزرگ (سرزمین‌های آسیایی و اقیانوس آرام فتح شده ژاپن) در مورد موضوعات متعددی گفتگو کردند. این موضوعات عبارت بودند از: همکاری برای تضمین ثبات در حوزه، احترام به حاکمیت و استقلال مناطق حوزه، احترام به فرهنگ و سنت‌های یکدیگر، همکاری برای شکوفایی اقتصادی و همکاری برای روابط بیشتر با کشورهای دیگر جهان. ژاپن بر بحث در طول کنفرانس تسلط داشت و به قطعنامه‌های خود عمل نکرد.

### بمباران توکیو و نبرد ایوو جیما

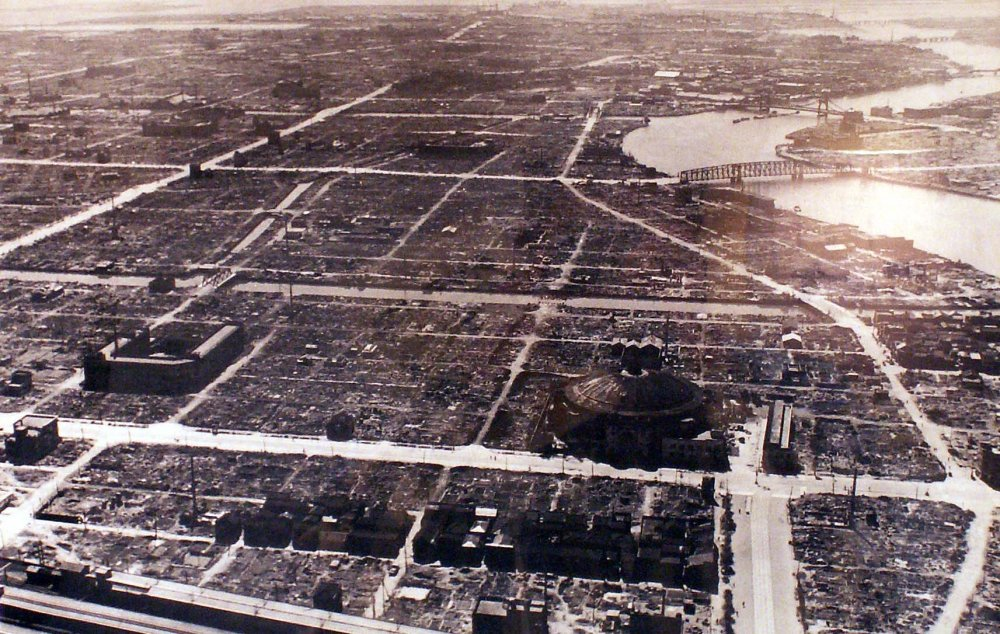
Tokyo from the air after the firebombing of the city, 1945

توکیو پس از نوامبر ۱۹۴۴ بارها بمباران شد، زیرا آمریکایی‌ها پایگاه‌های هوایی را در جزایر ماریانا باز کردند که در محدوده آن بودند. در ژانویه ۱۹۴۵، سرلشکر کورتیس لیمی، از نیروی هوایی ایالات متحده آمریکا، وظیفه احیای کارزار بمباران را بر عهده گرفت. رئیس او، ژنرال «هَپ» آرنولد، از او خواست که بمباران دقیق را متوقف کند و بمباران‌های آتش‌زا را در پیش بگیرد.
در ۱۹ فوریه ۱۹۴۵، ایالات متحده به ایوو جیما، جزیره‌ای در استان توکیو حمله کرد و در ۱۶ مارس در نبرد بعدی پیروز شد. در این نبرد ۱۸۵۰۰ ژاپنی و ۶۸۰۰ آمریکایی کشته شدند. ایالات متحده از این جزیره برای دو فرودگاه جدید استفاده کرد که برای ادامه جنگ اهمیت داشت.
در طول عملیات میتینگ‌هاوس در ۹ تا ۱۰ مارس ۱۹۴۵، لیمی هواپیماهای پیشاهنگ را پیش از یک ناوگان بمب‌افکن‌های بی-۲۹ فرستاد تا منطقه هدف در توکیو را با بمب‌های ناپالم علامت‌گذاری کنند. پس از آن ناوگان ۳۳۴ فروند بی-۲۹ از جزایر ماریانا دنبال شدند. ۲۷۹ بمب افکن ۱۶۶۵ تن بمب آتش‌زا پرتاب کردند. شرایط خشک و باد اجازه داد تا آتش‌سوزی غیرقابل توقفی ۴۵ کیلومتر مربع را بسوزاند. بیش از ۱۰۰ هزار نفر در عرض چند دقیقه کشته شدند. اکثر قربانیان در پناهگاه‌های بمب خفه شدند، زمانی که آتش‌ها اکسیژن آنها را مصرف کرد. یک چهارم ساختمان‌های شهر ویران شد. تحلیلگران نظامی ایالات متحده دریافتند که این عملیات عمداً غیرنظامیان را هدف قرار نداده است، اما غیرنظامیان جان خود را از دست دادند زیرا ژاپنی‌ها اغلب کارخانه‌های نظامی را در مناطق مسکونی قرار می‌دادند تا آنها را استتار کنند.
پس از حمله، این راهبرد استفاده از حملات منطقه‌ای بود که از بمباران آتش‌زا برای سوزاندن شهرهای ژاپنی و کشتن کارگرانی که ماشین جنگی را به کار می‌انداختند، استفاده می‌کرد. میلیون‌ها اعلامیه برای تخلیه غیرنظامیان به شهرها و مناطق روستایی که بمباران نشده بودند، پرتاب شد. نیمی از ۷٫۴ میلیون ساکن توکیو گریختند. این استراتژی مشابه جنگ هوایی علیه شهرهای آلمان بود و منعکس‌کننده برنامه‌ریزی راهبردی نیروی هوایی قبل از جنگ بود که بر سوزاندن توکیو و سایر مراکز صنعتی و فرماندهی به عنوان راهی برای نابودی توان نظامی دشمن متمرکز بود. در پایان بمباران‌های آتش‌زا، ۶۰ درصد از توکیو در مقطعی آتش گرفته بود. در سال ۲۰۰۲، موزه مرکز حملات توکیو و خسارات جنگ ساخته شد.

### تسلیم ژاپن
در تاریخ ۶ و ۹ اوت، آمریکا به ترتیب از بمباران اتمی هیروشیما و ناگاساکی استفاده کرد و در هشتم اوت، اتحاد جماهیر شوروی به ژاپن اعلام جنگ کرد (جنگ شوروی و ژاپن). ژاپن در ۱۰ اوت موافقت کرد که شرایط تسلیم اعلامیه پوتسدام را امضا کند، مشروط بر اینکه امپراتور آن‌ها در قدرت بماند. آمریکا این شرایط را پذیرفت و ژاپن در ۱۴ اوت تسلیم شد. در آن روز، در کاخ امپراتوری توکیو حادثه‌ای رخ داد که در آن توطئه‌گران سعی کردند پیام تسلیم هیروهیتو را که قرار بود روز بعد برای کشور پخش شود، ضبط کنند. دو نفر کشته شدند و دیگران خودکشی کردند. هیروهیتو از مردم ژاپن خواست که تسلیم را بپذیرند. در ۲ سپتامبر، در جریان روند تسلیم، یک سوءقصد ناموفق به کانتارو سوزوکی، نخست‌وزیر، صورت گرفت. ژاپن در ۹ سپتامبر تسلیم چین شد.

## اواخر دوره شووا
در سال ۱۹۴۷، تعداد بخش‌ها از ۳۵ به ۲۳ بخش کاهش یافت، اگرچه محدودیت‌های کلان‌شهر ثابت ماند.

### اشغال ژاپن
نیروهای آمریکایی داگلاس مک‌آرتور از سال ۱۹۴۵ ژاپن را اشغال کردند. ستاد آمریکایی‌ها در مارونوئوچی تأسیس شد و سربازان آمریکایی در مسکن موقت در زمین‌های نظامی سابق در هاراجوکو اقامت داشتند. صنایع تسلیحاتی برچیده شد، زندانیان سیاسی آزاد شدند و سربازان و غیرنظامیان ژاپنی از خارج از کشور به ژاپن بازگردانده شدند. در سال ۱۹۴۷، قانون اساسی ژاپن جدیدی که یک دولت دموکراتیک ایجاد می‌کرد، جایگزین قانون اساسی میجی شد. این قانون، جایگاه امپراتور را به یک مقام نمادین کاهش داد، حق اعلام جنگ ژاپن را سلب کرد و به زنان اجازه رأی داد. دیوان عالی ژاپن با الگوبرداری از دیوان عالی ایالات متحده آمریکا تأسیس شد. آموزش اصلاح شد، تعداد کشاورزانی که مستأجر بودند کاهش یافت و زایباتسو (کنگلومراهای تجاری) منحل شدند. اتحادیه‌های کارگری تا زمانی که جنگ سرد تشدید شد، مورد تشویق قرار گرفتند.
این اشغال، تحریک اقتصادی را تشویق کرد و تا اواسط یا اواخر دهه ۵۰، توکیو اساساً از نظر اقتصادی همانند سال ۱۹۴۰ بود. سودهای جنگ کره آمریکا (۱۹۵۰ تا ۱۹۵۳) برای بازسازی استفاده شد. ایالات متحده سعی کرد در سال ۱۹۴۷ به اشغال پایان دهد، اما اتحاد جماهیر شوروی معاهده صلح با ژاپن را رد کرد. این معاهده در سال ۱۹۵۱ امضا شد و ایالات متحده در سال ۱۹۵۲ خارج شد. پس از آن، پایگاه‌های نظامی آمریکا برای استفاده در جنگ‌های کره، جنگ سرد و جنگ ویتنام در ژاپن باقی ماندند. ژاپن درگیر تولیدات نظامی بود و مازاد قدیمی خود را دوباره هدف گذاری کرد.

### دادگاه نظامی بین‌المللی برای خاور دور

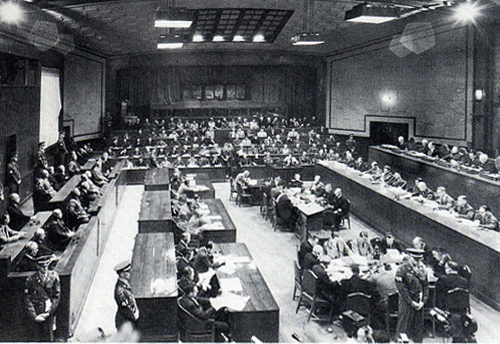
A view of the IMTFE in session

در دادگاه نظامی بین‌المللی برای خاور دور، ۲۵ رهبر ژاپنی به جنایت جنگی محاکمه شدند. این دادگاه توسط منشوری از داگلاس مک آرتور در ۱۹ ژانویه ۱۹۴۶ با الهام از منشور دادگاه نورنبرگ تأسیس شد. این دادگاه در آوریل ۱۹۴۶ تشکیل شد و در ساختمان سابق وزارت جنگ در ایچیگایا برگزار شد. در ماه مه، دادستان پرونده خود را گشود و متهمان را به «جنایت علیه صلح، جنایات جنگی متعارف و جنایت علیه بشریت» متهم کرد. دادستان‌ها استدلال کردند که جنایات سیستماتیک و گسترده بوده است و متهمان از جنایات اطلاع داشته و تلاشی برای متوقف کردن آنها نکرده‌اند. بسیاری از اسیران جنگی آمریکایی شهادت دادند. وکلای مدافع استدلال کردند که ژاپن در دفاع از خود عمل می‌کند و جنایات جنگی به عنوان حقوق بین‌الملل تثبیت نشده است. ۲۵ متهم محکوم شدند. ۱۶ نفر به حبس ابد، ۷ نفر به اعدام با حلق آویز و ۲ نفر به حبس‌های کمتر محکوم شدند. محکومان به حبس ابد، به جز کسانی که به مرگ طبیعی در زندان مردند، آن را سپری نکردند. بقیه تا سال ۱۹۵۸ مورد عفو یا آزادی مشروط قرار گرفتند. هیدکی توجو به دار مجازات محکوم شد. او در سال ۱۹۴۸ در توکیو درگذشت.

### توسعه پس از جنگ
در دهه ۵۰، قدرت در توکیو از مرکز به اطراف شهر گسترش یافت، زیرا شهرهای اقماری شینجوکو، شیبویا و ایکه‌بوکورو تبلیغ می‌شدند. فروشگاه زنجیره‌ای Seibu در Ikebukuro شروع به کار کرد. سوپرمارکت‌های به سبک آمریکایی در توکیو، ابتدا در مناطق ثروتمندتر جنوب غربی افتتاح شدند. آنها در دهه ۶۰ رشد کردند، زمانی که مردم بیشتری ثروتمند بودند. با گسترش شبکه‌های ریلی و جاده‌ای به مناطق روستایی، شهرهای کشاورزی سابق نریما، کیتا و ایتاباشی به عنوان املاک خرده فروشی تغییر کاربری دادند. در سال ۱۹۶۳، نگهداری یک خودروی خانوادگی در فضای خیابان جلوی خانه یک خانواده غیرقانونی شد. این منجر به جایگزینی گسترده فضاهای سبز جلو با فضاهای پارکینگ شد.
برج توکیو، یک برج فولادی ۳۳۳ متری شبیه برج ایفل، برای انتقال سیگنال‌های تلویزیونی ساخته شد و نماد آینده ژاپن در زمان افتتاح آن در سال ۱۹۵۸ بود. سایر ساختمان‌های قابل توجه این دوره عبارتند از کتابخانه شورای ملی ژاپن، موزه ملی هنر غرب، توکیو بونکا کایکان، هتل نیو اوتانی توکیو و هتل اوکورا توکیو. یک بکه اتوبوس برقی در دهه‌های ۵۰ و ۶۰ کار می‌کرد و با اتوبوس و تاکسی جایگزین شد. خطوط متروی جدید، خط مارونواوچی و خط هیبیا افتتاح شد. دومین سیستم حمل و نقل سریع توکیو، متروی توئی، در سال ۱۹۶۰ با افتتاح خط آساکوسا آغاز به کار کرد. راه‌آهن پرسرعت شینکانسن ژاپن در سال ۱۹۶۴، همزمان با بازی‌های المپیک تابستانی ۱۹۶۴ افتتاح شد. اولین خط، توکایدو شینکانسن بود که از توکیو تا اوزاکا می‌رفت.
مناطق چراغ قرمز یوشیوارا و سوساکی هر دو در سال ۱۹۴۵ ویران شدند. یوشیوارا دوباره به یک منطقه چراغ قرمز تبدیل شد که در سال ۱۹۹۰ دارای ۲۰۰ سئوپ‌لند (نوعی فاحشه‌خانه) بود. سوساکی به مکانی آرام و محافظه‌کار بازسازی شد. با محل‌های دفن زباله از خط ساحلی حذف شد و یکی از ویژگی‌های قابل توجه خود را از دست داد. یک منطقه چراغ قرمز جدید در هاتونوماچی افتتاح شد و در سال ۱۹۵۸ بسته شد. این زمانی بود که فحشا غیرقانونی شد و منجر به اعتراضاتی شد، اما این تجارت همچنان ادامه داشت.

### هنر و سرگرمی
قوانین سانسور اشغال «تقریباً به سختی» سانسور امپراتوری بود. استراتژی جدید حذف ارجاعات فرهنگی به برخی از عناصر فرهنگ سنتی بود، اگرچه کابوکی و هنرهای رزمی باقی ماندند. برخی از عناصر فرهنگ هنوز با اشغال مخالف بودند، آهنگ موفق تروکو آکاتسوکی «پسر واکس توکیو» یک مثال است.
پس از جنگ، آکیهابارا با روی آوردن به فروش لوازم خانگی و الکترونیکی، از قطارهای باری ورودی استفاده کرد. تا سال ۱۹۹۰، به عنوان «شهر الکتریکی» شناخته شد و به خانه سبک آکیبا-کی از فرهنگ اوتاکو تبدیل شد. با این حال، تا سال ۱۹۹۰، چیودا بیشترین لوازم الکترونیکی را در شهر فروخت. استودیوهای شرکت توئی برای فیلم و انیمیشن در نریما و سوگینامی ساخته شد.

### جنبش‌های اجتماعی

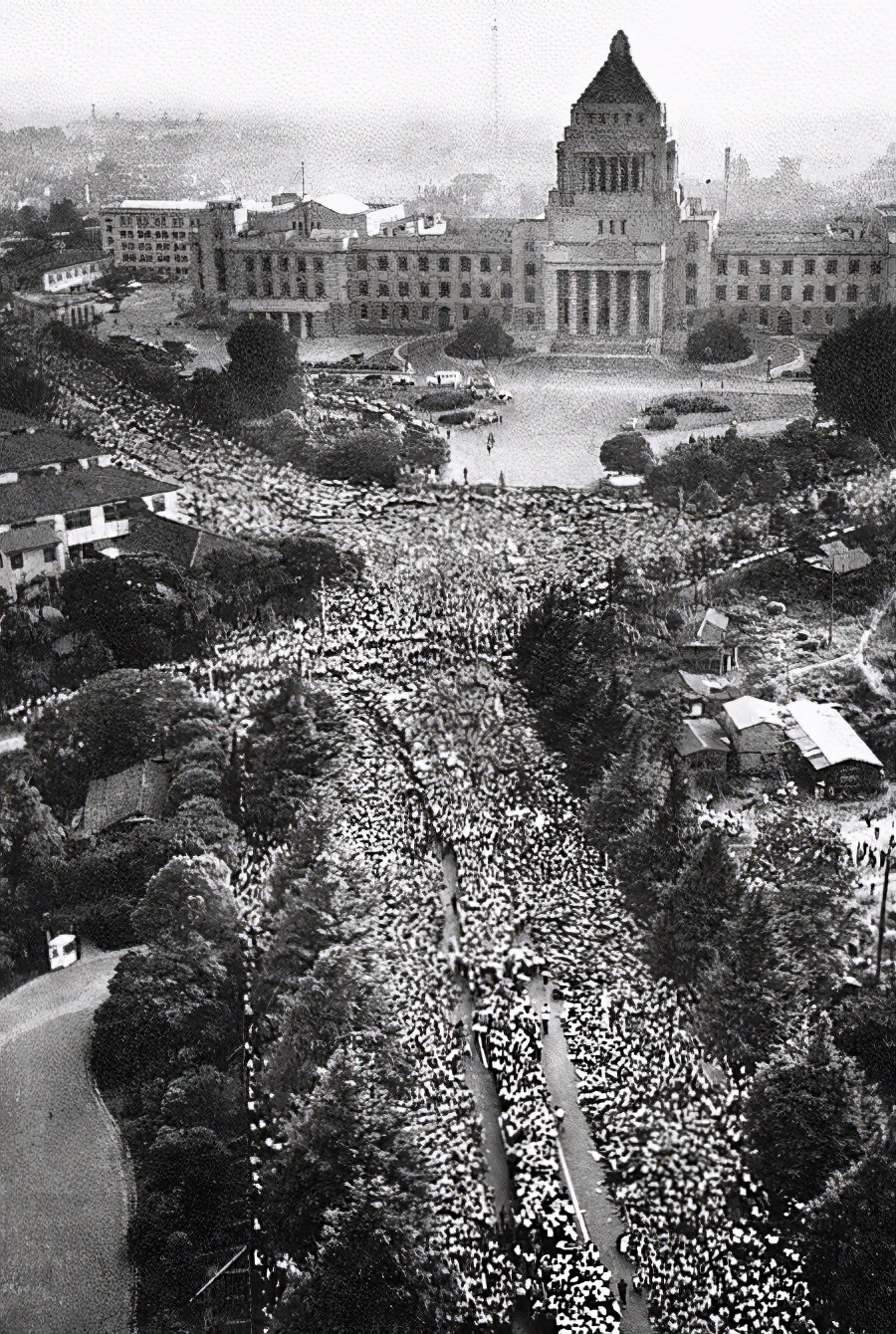
1960 protests against the United States-Japan Security Treaty

مبارزه خشونت‌آمیز سونگاوا از سال ۱۹۵۵ تا ۱۹۵۷ به گسترش پایگاه هوایی تاچیکاوا نیروی هوایی ایالات متحده به روستای مجاور سونگاوا اعتراض کرد. در جریان اعتراضات آنپو در سال‌های ۱۹۵۹ و ۱۹۶۰، چپ جدید ژاپن به پیمان امنیتی ایالات متحده و ژاپن اعتراض کرد که منجر به یک معاهده جدید بحث‌برانگیز شد. بعدها، اعتراضاتی در واکنش به استفاده از پایگاه‌های نظامی آمریکا در ژاپن برای جنگ ویتنام و حضور نظامی آمریکا در اوکیناوا رخ داد.
در طول اعتراضات دانشجویی ژاپن در سال‌های ۱۹۶۸–۱۹۶۹، دانشجویان دانشگاه توکیو سالن اصلی مدرسه، سالن یاسودا، را تصرف کردند. آنها رئیس و سایر مدیران را اخراج کردند و ساختمان را تصرف کردند. رسانه‌ها آن را «قلعه یاسودا» نامیدند. آنها در تابستان ۱۹۶۸ اخراج شدند و در ژانویه ۱۹۶۹ تلاش کردند تا ساختمان را بازپس گیرند. دانشجویان پس از نبرد با ۱۰۰۰۰ پلیس که از تلویزیون در سراسر کشور پخش شد، موفق به تصرف آن نشدند. اعتراضات بر سر پیمان امنیتی ایالات متحده و ژاپن در سال ۱۹۷۰ دوباره رخ داد، اما کمتر موفق بود.
در سال ۱۹۷۸، معبد یاسوکونی در ایستگاه کودانشیتا به یادبودی برای امپراتوری ژاپن تبدیل شد، از جمله ۲٫۵ میلیون سرباز ژاپنی جنگ جهانی دوم و ۱۲ جنایتکار جنگی محکوم شده، از جمله هیدکی توجو. زیارتگاه می‌گفت که آن مردگان باید به خاطر خدمت به کشورشان مورد احترام قرار گیرند. همچنین حاوی نمایشگاه‌هایی است که نشان می‌دهد امپریالیسم ژاپن یک آزادسازی قهرمانانه آسیا از استعمار غرب بود. بازدید مقامات دولتی جناح راست از این زیارتگاه باعث ایجاد جنجال‌هایی در کشورهایی شده است که در طول جنگ تحت تأثیر امپریالیسم ژاپن قرار گرفته‌اند.

### دوره فرمانداری ریوتارو آزوما

The 1964 Summer Olympics closing ceremony

### بازی‌های المپیک تابستانی ۱۹۶۴
با تأثیر عمیق بازی‌های المپیک تابستانی ۱۹۶۴ بر هویت ملی ژاپن، جمعیت توکیو به ده میلیون نفر رسید. روان آسیب دیده و اعتبار ملت از جنگ به‌طور قابل توجهی التیام یافت. تغییرات سریع اجتماعی، که به صورت موضوعی در مراسم المپیک به نمایش گذاشته شد، به ژاپن اجازه داد تا غرور ملی جدیدی را به نمایش بگذارد، ورود مجدد خود را به حلقه کشورهای صنعتی توسعه یافته، و انکار نظامی‌گری امپریالیستی را نشان دهد. اگرچه سیاست خارجی ژاپن در طول جنگ سرد پیوند نزدیکی با ایالات متحده داشت، اما شهر توکیو میزبان بازی‌های المپیک تابستانی ۱۹۶۴ با روحیه تعامل مسالمت آمیز با تمام جهان، از جمله کشورهای کمونیستی بود. هزینه هنگفتی برای ارتقای زیرساخت‌های فیزیکی شهر و ایجاد کسب و کارهای جدید صرف شد. یک ماهواره جدید پخش بین‌المللی زنده را تسهیل کرد. نمایشگاه همزمان هنر باستانی موزه ملی توکیو، فرهنگ سنتی ژاپن را به خارجی‌ها و خود ژاپنی‌ها معرفی کرد. دو ساختمان ساخته شده برای بازی‌ها عبارت بودند از ورزشگاه ملی یویوگی و ورزشگاه ملی توکیو. این رویداد موفقیت بزرگی برای این شهر و برای ژاپن بود. سیاست خارجی ژاپن گسترش یافت و دیپلماسی ورزشی را دربر گرفت، زیرا تیم‌های ژاپنی در مسابقات بین‌المللی شرکت می‌کردند. هاروجوکو پس از مجاورت با دهکده المپیک رشد کرد. دائرةالمعارف بریتانیکا بیان می‌کند که در حالی که بازی‌ها تأثیرات مثبتی بر شهر داشته‌اند، تلاش آنها در بازسازی اغراق‌آمیز است، با استفاده از وجوه آمریکا از جنگ کره به عنوان نمونه‌ای از راه‌های دیگر بازسازی.

### انتخابات دهه ۱۹۶۰
در مارس ۱۹۶۵، شورای استان این شهر یک رئیس جدید انتخاب کرد. این یک انتخابات فاسد بود که شامل ارعاب و رشوه بود. رئیس و سایر اعضا دستگیر شدند. قانون اصلاح شد تا شورا مجبور به انحلال خود شود. انتخابات جدیدی برگزار شد. هنگامی که انتخابات در ماه ژوئیه برگزار شد، محافظه‌کاران نیمی از کرسی‌های خود را از دست دادند، که این یک اتهام علیه ریوتارو آزوما بود که تا حدی ناشی از حادثه‌ای در ژوئن و ژوئیه بود که در آن انبوهی از مگس‌ها به زباله‌دانی در جزیره یومه نو شیما در شرق سومیدا هجوم آوردند. ارتش با آتش زدن جزیره دریم آنها را حذف کرد و منجر به مشکلات دفع زباله شد. این امر باعث شد که سوسیالیست‌ها و کمونیست‌ها شخصیت تلویزیونی ریوکیچی مینوبه را در آماده‌سازی برای انتخابات فرمانداری ۱۹۶۷ ترویج کنند.
در اوایل دهه ۱۹۶۰، دود شدید شهروندان را مجبور به پوشیدن ماسک صورت و خرید اکسیژن از دستگاه‌های فروش می‌کرد. هوای سمی نیازمند ساخت ایستگاه‌های کمک‌های اولیه و پوشاندن پارچه‌های پلاستیکی روی کافه‌های پیاده‌رو بود. ریوکیچی مینوبه به عنوان فرماندار انتخاب شد و تا سال ۱۹۷۹ سه دوره خدمت کرد. او توسط جمعیتی انتخاب شد که احساس می‌کردند دولت «به قیمت اصلاحات رفاهی و نگرانی‌های زیست‌محیطی» بر رشد مالی تمرکز کرده است. او بودجه برخی از ساخت و سازهای بزرگراه را مسدود کرد، مراکز خرید عابر پیاده بدون ترافیک ساخت و با تحت فشار قرار دادن صنایع سنگین برای انتقال به خارج از محدوده شهر، آلودگی را محدود کرد. دود تا سال ۱۹۸۰ «تقریباً به‌طور کامل از بین می‌رفت».

### بزهکاری
در ۱۳ ژانویه ۱۹۶۰، رهبر حزب سوسیالیست ژاپن، اینجیرو آسانوما، در یک گردهمایی سیاسی در سالن هیبیای توکیو ترور شد. یک جوان راست‌گرای ۱۷ ساله به نام یاماگوچی اوتویا آسانوما را روی صحنه، در مقابل ۱۰۰۰ نفر (از جمله نخست‌وزیر هایاتو ایکدا)، با چاقو زد. یاماگوچی یادداشتی در جیب خود داشت که توضیح می‌داد که آسانوما را به خاطر سیاست‌های چپ‌گرایانه‌اش، اظهاراتش در یک سخنرانی در چین، و برای طرفدارانش که به ساختمان دایت ملی حمله کرده بودند، کشته است. ۱۵۰۰۰ تظاهرکننده چپ‌گرا به سمت مقر پلیس راهپیمایی کردند و خواستار استعفای رئیس پلیس، کامه‌یوشی ترامنتو، شدند. ۲۰۰۰ پلیس آنها را عقب راندند و ۶۰ نفر زخمی شدند. یاماگوچی قبل از محاکمه، در مرکز توانبخشی نوجوانان توکیو خودکشی کرد.
در سال ۱۹۶۰، مجله Chuo Karan یک داستان طنز منتشر کرد که در آن انقلابیون چپ‌گرا به کاخ امپراتوری حمله می‌کنند و ولیعهد آکی‌هیتو و می‌چیکو را گردن می‌زنند. این داستان قرار بود طنزی از چپ افراطی باشد، اما در عوض راست‌گرایان و ملی‌گرایان را خشمگین کرد. آژانس خاندان امپراتوری آن را دوست نداشت و ملی‌گرایان راست‌گرا هر روز در خارج از دفاتر Chuo در توکیو اعتراض می‌کردند. در ۱ فوریه ۱۹۶۱، یک راست‌گرا به خانه رئیس چوئو، هوجی شیماناکا، وارد شد، خدمتکار او را کشت و همسرش را مجروح کرد. شیماناکا عذرخواهی کرد، نویسنده، شیچیرو فوکوزاوا، مخفی شد، و این اتفاق یک تابو ایجاد کرد که ناشران از انتشار طنزهای مشابه پس از آن خودداری کردند.

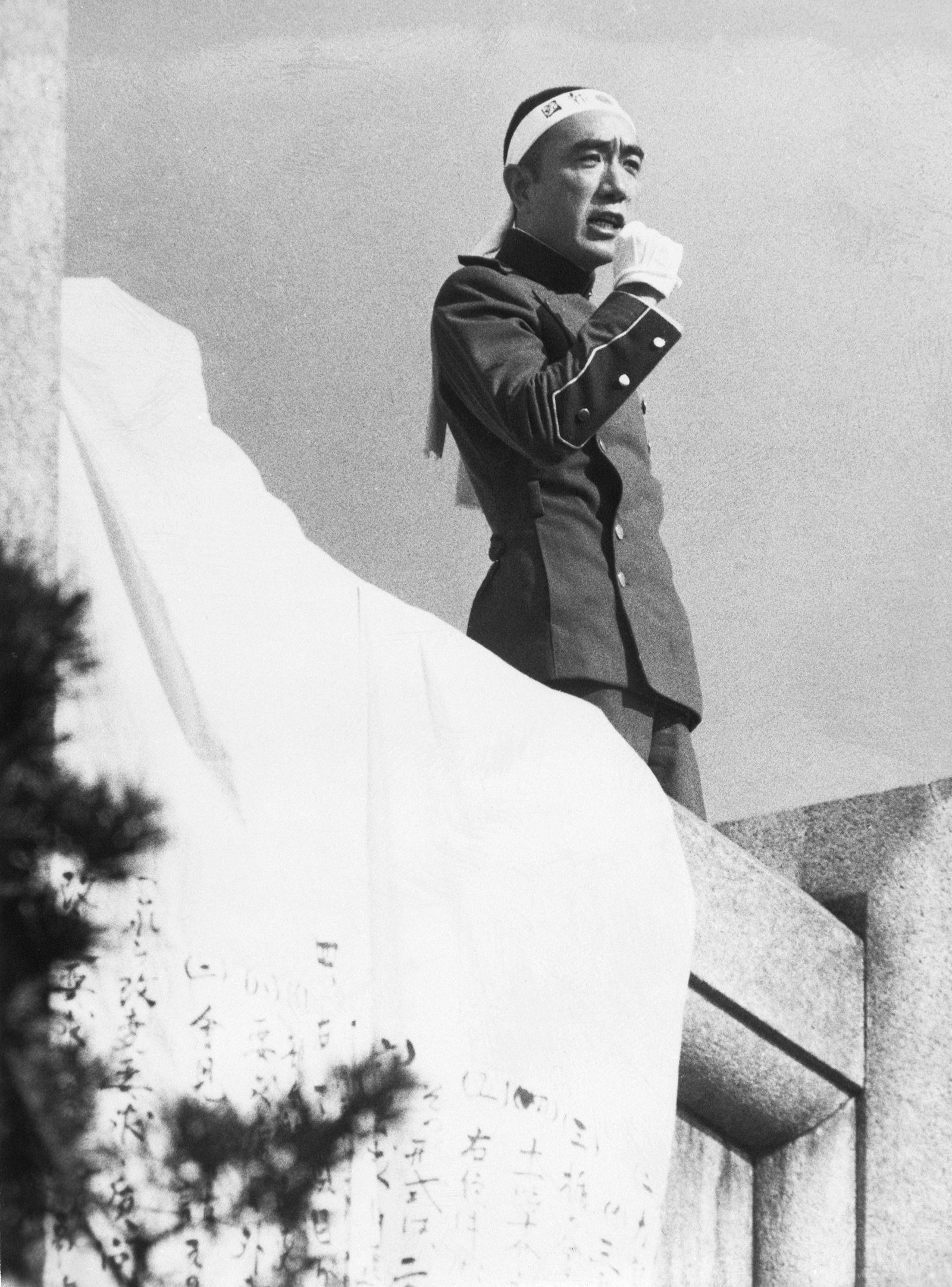
یوکیو می‌شیما در حال سخنرانی در جریان کودتای ۱۹۷۰ خود در ساختمان نیروی زمینی دفاع‌ازخود ژاپن

میشیما یوکیو نویسنده‌ای بود که از نظر بسیاری از منتقدان مهم‌ترین رمان‌نویس ژاپنی قرن است. در دهه ۱۹۶۰، او به ملی‌گرایی ژاپنی وابسته شد و آرزو داشت قدرت امپراتور را بازگرداند. در ۲۵ نوامبر ۱۹۷۰، می‌شیما با چهار نفر از اعضای ارتش دانشجویی Shield Society، دفتر فرماندهی کل را در یک مقر نظامی در مرکز توکیو تصرف کرد. می‌شیما در بالکن ساختمان، سخنرانی ۱۰ دقیقه‌ای برای هزار سرباز ایراد کرد و در آن از آنها خواست تا قانون اساسی ژاپن پس از جنگ را سرنگون کنند. سربازان بی‌تفاوت بودند. می‌شیما با شمشیر هاراکیری کرد و توسط یکی از همدستانش سر بریده شد.
در سال ۱۹۷۳، رهبر مخالفان کره جنوبی، کیم دای جونگ، توسط سازمان اطلاعات کره ربوده شد و با قایق به کره فرستاده شد و تقریباً در دریا به قتل رسید.
بمب‌های متعدد در دهه ۱۹۷۰ توسط گروه‌هایی که علیه امپریالیسم ژاپن و ساخت فرودگاه ناریتا در استان چیبا اعتراض می‌کردند، منفجر شد. در سال ۱۹۷۴، یک بمب در دفتر میتسوبیشی صنایع سنگین میتسوبیشی منفجر شد که هشت نفر را کشت. این کار توسط گروه ضد امپریالیستی، جبهه ضد ژاپنی مسلح آسیای شرقی انجام شد.

### توسعه اواخر دوره شووا
ساختمان کاسومیگاسکی در سال ۱۹۶۸ افتتاح شد. این ساختمان به دلیل طراحی مقاوم در برابر زلزله و ارتفاع آن، به عنوان بلندترین ساختمان توکیو و اولین «ساختمان فوق بلند» آن شناخته شد. در محل مخزن سابق یودوباشی در شینجوکو، در سال ۱۹۶۶ یک میدان جدید به نام Shinjuku Westmouth ایجاد شد. Keio Plaza Hotel اولین آسمان خراش فوق بلند این میدان بود. مرکز تجارت جهانی، Shinjuku Sumitomo Building، ساختمان شینجوکو میتسویی، و Sunshine 60 همگی در مقطعی بلندترین ساختمان‌های ژاپن بودند.
سایر سازه‌های قابل توجه عبارت بودند از Shinjuku Center Building, تئاتر ملی ژاپن، آرشیو ملی ژاپن، دانشگاه سازمان ملل، Nakagin Capsule Tower, دانشگاه تسوکوبا، مرکز خرید ۱۰۹، دیزنی‌لند (توکیو)، و توکیو دم. پروژه‌های حمل و نقل قابل توجه از این زمان عبارت بودند از خط توزای، خط میتا، خط چیودا، خط یوراکوچو، خط هانزومون، خط شینجوکو، جوئتسو شینکانسن، و توهوکو شینکانسن.

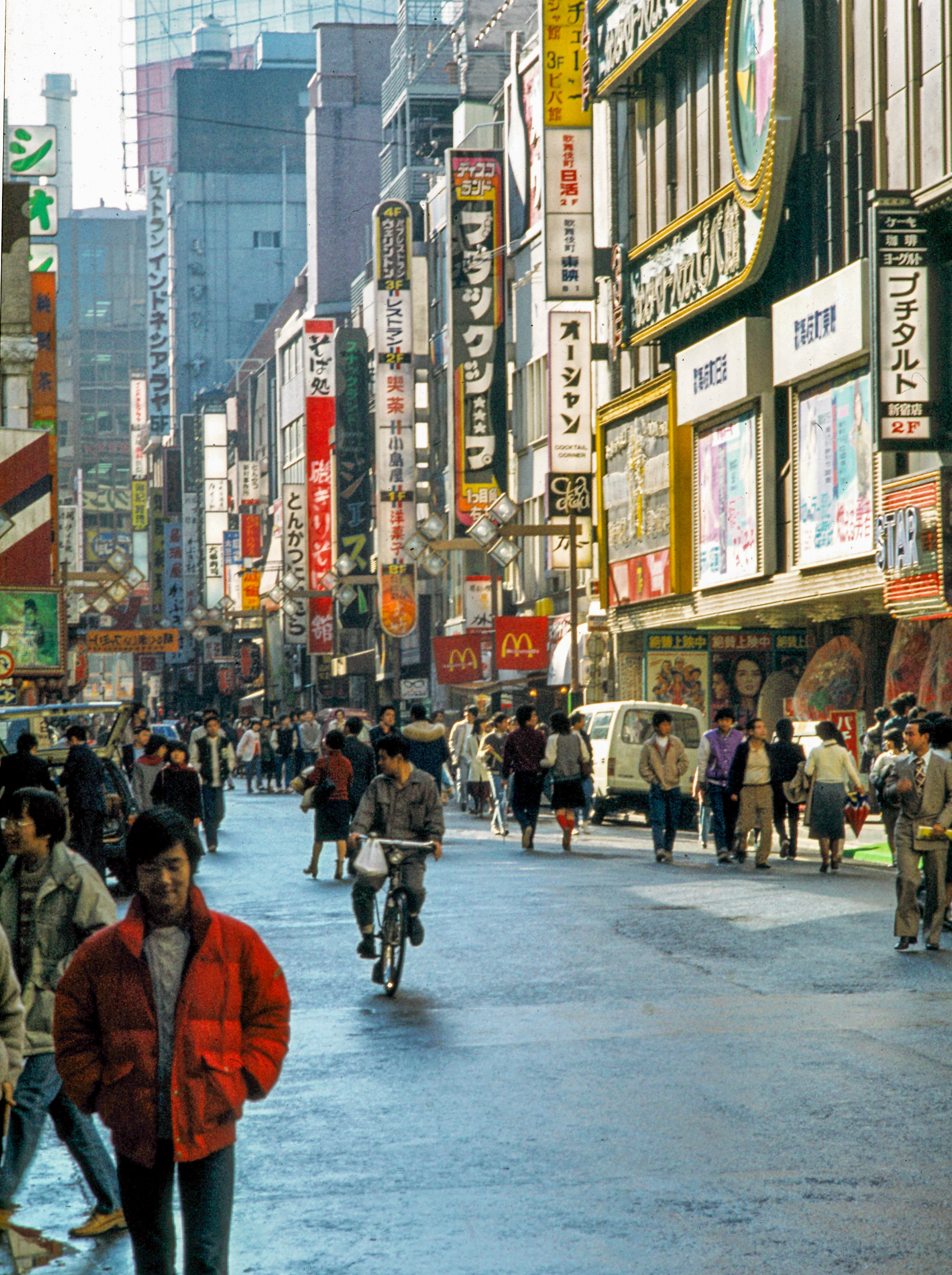
منطقه کابوکیچو شینجوکو-کو، توکیو در سال ۱۹۸۲، قبل از سرکوب پلیس بر فعالیت‌های غیرقانونی آن

پروژه‌های مختلف توسعه مسکن «شهر جدید» در اواخر دهه ۱۹۶۰ و ۱۹۷۰ برای اسکان جوامع در حومه شهرهای بزرگ ژاپن ساخته شد. «مشهورترین» آنها شهر نوی تاما بود که در سال ۱۹۷۱ افتتاح شد. آپارتمان‌های ۵۰ متر مربعی آن هر کدام حدود ۵ میلیون ین فروخته می‌شد. در گینزا، مرکز تجاری Yurakucho Mullion در سال ۱۹۸۴ افتتاح شد و به سرعت روزانه ۲۰۰۰۰۰ بازدیدکننده را پذیرفت. در نهایت به دفتر مرکزی روزنامه آساهی تبدیل شد. Ikebukuro یکی از شلوغ‌ترین مناطق شهر باقی ماند و میدان "Westmouth" خود را که Sunshine 60 دارد، به دست آورد، اما در مقایسه با Shinjuku یا Ginza، فعالیت آن ثابت ماند. Asakusa به دلیل کاهش صحنه تئاتر خود کاهش یافت، اما تا سال ۱۹۹۰ بازگشت. زاغه‌های Sanya با رونق اقتصادی اولیه شهر پس از اشغال مطابقت نداشتند. آنها در دهه‌های بعد پیشرفت کندی داشتند، اما تا سال ۱۹۹۰ هنوز زاغه بودند. یکی دیگر از زاغه‌های معروف این زمان کوچه پی پی در شینجوکو وستماوث بود.
مناطق بلوک طلایی و کابوکیچو به بخش‌های مهمی از شینجوکو تبدیل شدند. کابوکیچو محل فعالیت‌های غیرقانونی مختلف از جمله روسپی‌گری بود که پلیس در سال‌های ۱۹۸۴ و ۱۹۸۵ آنها را سرکوب کرد. در آغاز سرکوب، حدود ۱۳۲ کسب و کار غیرقانونی کار جنسی در آنجا وجود داشت. پس از آن، آن فعالیت‌ها تبلیغ نشدند، و با رمزگشایی کدهای مختلف به دنبال آنها بودند. سپس منطقه سعی کرد به مرکزی برای هنرهای نمایشی تبدیل شود و تا حدودی شکست خورد.

#### اقتصاد
معجزه اقتصادی ژاپن پس از بحران نفتی سال ۱۹۷۳ کند شد. در اواسط دهه ۷۰، توکیو تورم قابل توجهی را تجربه کرد. قیمت‌های سال ۱۹۷۵ در منطقه توکیو چهار برابر ۲۵ سال قبل بود. این باعث شد که تولید گران‌تر شود، اما اقتصاد همچنان رشد کرد، زیرا ژاپن از واردات مواد خام گران‌قیمت جان سالم به در برد.

شاخص بازار سهام نیکی ۲۲۵ از سال ۱۹۷۰ تا ۲۰۲۴

ژاپن در دهه ۱۹۸۰ یک اقتصاد «حبابی» را تجربه کرد، زیرا شاخص بازار سهام از ۶۰۰۰ در سال ۱۹۸۰ به ۴۰۰۰۰ در سال ۱۹۸۹ افزایش یافت. توکیو افزایش زیادی در قیمت زمین‌های شهری تجربه کرد. این «حباب زمین» منجر به راهبردهای جدیدی در توسعه شهری شد. برای حفظ سودآوری طرح‌های املاک و مستغلات، توسعه‌دهندگان از چندین ابزار برای افزایش تراکم ساختمان‌ها استفاده کردند، مانند نوسازی شهری. آنها روش‌های جدیدی را برای اجتناب از خرید زمین، مانند سپرده‌گذاری زمین و قراردادهای اجاره کوتاه مدت، آزمایش کردند. ساختمان‌های بلندمرتبه ساخته شدند، فروشگاه‌های بزرگ رونق گرفتند، و ساختمان‌های بتنی مدرن به تدریج جایگزین خانه‌های چوبی در مناطق مسکونی شدند. این فرایند توسط مقامات به دقت کنترل نمی‌شد، و ساختمان‌های بلند زیادی تولید می‌کرد که ترافیک جاده را افزایش می‌داد و مشکلات پارکینگ را بدتر می‌کرد. در ۳۱ دسامبر ۱۹۸۹، بانک ژاپن نرخ‌های بهره را افزایش داد که باعث کاهش قیمت‌های زمین متورم شد. حباب در دهه ۱۹۹۰ فرو ریخت و کشور وارد دهه از دست رفته شد.

### فرمانداری شونیچی سوزوکی

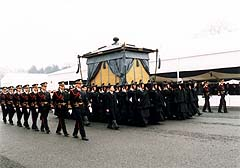
مراسم تشییع جنازه هیروهیتو (که در آن زمان به شووا تغییر نام داد) در ۲۴ فوریه ۱۹۸۹

### مرگ هیروهیتو
در ۷ ژانویه ۱۹۸۹، هیروهیتو در توکیو درگذشت و پسرش آکیهیتو امپراتور شد. این پایان دوران شووا و آغاز دوران هیسه‌ای بود. مرگ وی توسط رئیس تشریفات دربار ژاپن آژانس خاندان امپراتوری، Shōichi Fujimori، اعلام شد، که برای اولین بار جزئیاتی در مورد سرطان او فاش کرد. در ۲۴ فوریه، جسد او از کاخ امپراتوری به باغ سلطنتی شینجوکو گیوئن منتقل شد و در آنجا مراسم تشییع جنازه او برگزار شد. جنجال‌های او باعث شد که مراسم تشییع جنازه با تدابیر امنیتی بالایی برگزار شود و رهبران سوسیالیست و کمونیست آن را تحریم کردند. ۱۰۰ هزارنفر در تظاهراتی شرکت کردند و او را به عنوان جنایتکار جنگی محکوم کردند. چندین انفجار در سراسر شهر رخ داد.

## دوران هیسه‌ای
بر اساس برآوردهای سازمان ملل متحد، توکیو در سال ۲۰۱۸ با ۳۷۴۶۸۰۰۰ نفر از پرجمعیت‌ترین شهرهای جهان بود. با قضاوت بر اساس محدوده شهری، دوازدهمین شهر بزرگ با ۱۳۵۱۵۲۷۱ نفر جمعیت بود.

### توسعه اوایل هیسه‌ای
شهرداری توکیو، ساختمان جدید پایتخت این شهر، در سال ۱۹۹۱ در نیشی شینجوکو افتتاح شد. این ساختمان که با هزینه ۱۵۶٫۹ میلیارد ین ساخته شد، تا سال ۱۹۹۳ بلندترین ساختمان ژاپن بود. پل رنگین کمان در سال ۱۹۹۳ افتتاح شد و توسعه جدیدی را در اودایبا، منطقه‌ای در یک جزیره مصنوعی در خلیج توکیو، ایجاد کرد. اقامتگاه رسمی نخست‌وزیر در سال ۲۰۰۲ افتتاح شد.
سایر سازه‌های قابل توجه برج پارک شینجوکو، برج اپرای شهر توکیو، مرکز پخش فوجی، نمایشگاه بین‌المللی توکیو، ساختمان ان‌تی‌تی دوکومو یویوگی، ورزشگاه آجینوموتو، موزه جیبوری، و برج روپونگی هیلز موری بودند. پروژه‌های حمل و نقل قابل توجه خط نامبوکو و خط اوادو بودند.

### هنر و سرگرمی
از آنجایی که صادرات تولیدات ژاپن پس از فروپاشی حباب کاهش یافت، این کشور بیشتر بر صادرات فرهنگ عامه خود، مانند فیلم، ادبیات و بازی‌های ویدیویی تمرکز کرده است، که انگیزه استراتژی بازاریابی "Cool Japan" است که مکان‌هایی مانند آکیهابارا را تبلیغ می‌کند. در دهه ۱۹۹۰، شیبویا خاستگاه ژانر موسیقی Shibuya-kei بود که پاپ، الکترونیک و هیپ هاپ را ترکیب می‌کرد.

### حمله سارین به مترو در سال ۱۹۹۵

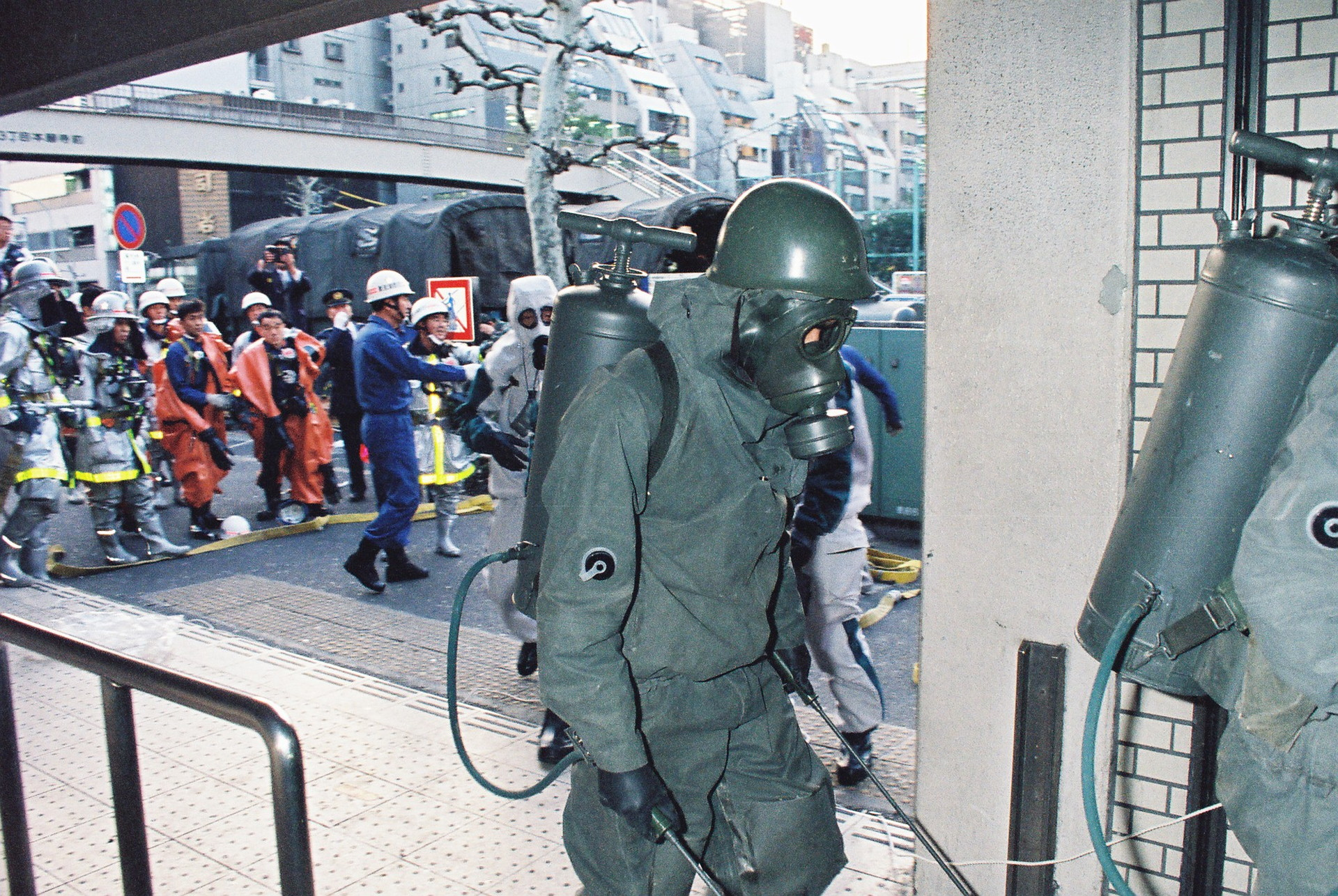
نیروهای دفاع شخصی ژاپن در حال واکنش به صحنه حادثه حمله با گاز سارین در متروی توکیو، در ظهر

در ۲۰ مارس ۱۹۹۵، فرقه رستاخیزی اوم شینریکو یک حادثه حمله با گاز سارین در متروی توکیو را در متروی توکیو هماهنگ کرد. پنج عضو در پنج خط مختلف به سمت ایستگاه تسوکیجی کیسه‌هایی حاوی مقدار زیادی سارین، یک «عوامل عصبی بی‌بو، بی‌رنگ و بسیار سمی» را در واگن‌های مختلف مترو انداختند. دودها باعث مریض شدن مسافران شد و با خروج مسافران از ایستگاه‌های مختلف، در هر ایستگاه پخش شد. این حملات ۱۳ کشته و ۵۵۰۰ زخمی بر جای گذاشت. پلیس به مقر اوم شینریکو در توکیو و آزمایشگاه آن در استان یاماناشی یورش برد و مواد شیمیایی سمی مورد استفاده برای ایجاد سارین را توقیف کرد. در اواخر همان سال، ده‌ها تن از چهره‌های ارشد این فرقه در یورش‌های سراسری دستگیر شدند، از جمله رهبر شوکو آساهارا. او و شش عضو دیگر در سال ۲۰۱۸ اعدام شدند.

### فرمانداری یوکیو آئوشیما
یوکیو آئوشیما، فرماندار توکیو از سال ۱۹۹۵ تا ۱۹۹۹، قبلاً یک هنرمند و عضو دایت بود. او به عنوان یک مستقل، در انتخابات فرمانداری سال ۱۹۹۵ پیروز شد. او به وعده انتخاباتی خود برای لغو نمایشگاه جهانی شهر '۹۶ در اودایبا عمل کرد که چندین پروژه ساختمانی بزرگ را مختل کرد و با مخالفت شورای شهر مواجه شد. این نمایشگاه قرار بود مسکن دائمی برای ۵۰۰۰۰ نفر ایجاد کند و در زمان لغو آن، ۲٫۶ میلیون بلیط از قبل فروخته شده بود. در ماه مه ۱۹۹۵، اوم شینریکو تلاش کرد تا آئوشیما را در دفتر شهرداری توکیو خود بکشد. آنها یک بمب نامه پنهان شده در یک کتاب به آنجا فرستادند که روزها بعد منفجر شد و منشی او، ماساکی اوتسومی را مجروح کرد. آئوشیما حضور نداشت، زیرا در ماه آوریل در انتخابات پیروز شد و هنوز نقل مکان نکرده بود. او در سال ۱۹۹۹ استعفا داد و به فعالیت خود به عنوان یک هنرمند ادامه داد.

### فرمانداری شینتارو ایشیهارا

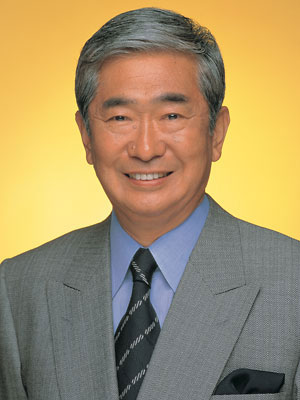
فرماندار توکیو شینتارو ایشیهارا در سال ۲۰۰۳

شینتارو ایشیهارا، فرماندار توکیو از سال ۱۹۹۹ تا ۲۰۱۲، به عنوان یک ملی‌گرا توصیف شد. او که در ابتدا یک نویسنده بود، در مارس ۱۹۹۹ اعلام کرد که به عنوان یک مستقل برای فرمانداری توکیو نامزد خواهد شد. او در انتخابات فرمانداری سال ۱۹۹۹ به راحتی از رقبای خود، Yasushi Akashi و Koji Kakizawa، پیشی گرفت. در طول فصل انتخابات، ایشیهارا خواستار بازگشت پایگاه هوایی آمریکایی پایگاه هوایی یاکوتا به ژاپن شد که موضوع حساسی برای روابط ژاپن و ایالات متحده بود. او همچنین از سیاست‌های چین انتقاد کرد. او با کاهش هزینه‌های دولتی و اجرای منابع درآمدی جدید مانند مالیات بر اقامت هتل، بدهی توکیو را پرداخت کرد. او همچنین از پیشنهاد ناموفق توکیو برای المپیک ۲۰۱۶ حمایت کرد. او در سال‌های ۲۰۰۳، ۲۰۰۷ و ۲۰۱۱ دوباره انتخاب شد. در سال ۲۰۱۲، او استعفا داد تا با موفقیت برای یک کرسی در مجلس سفلی دایت نامزد شود.

### بلایا

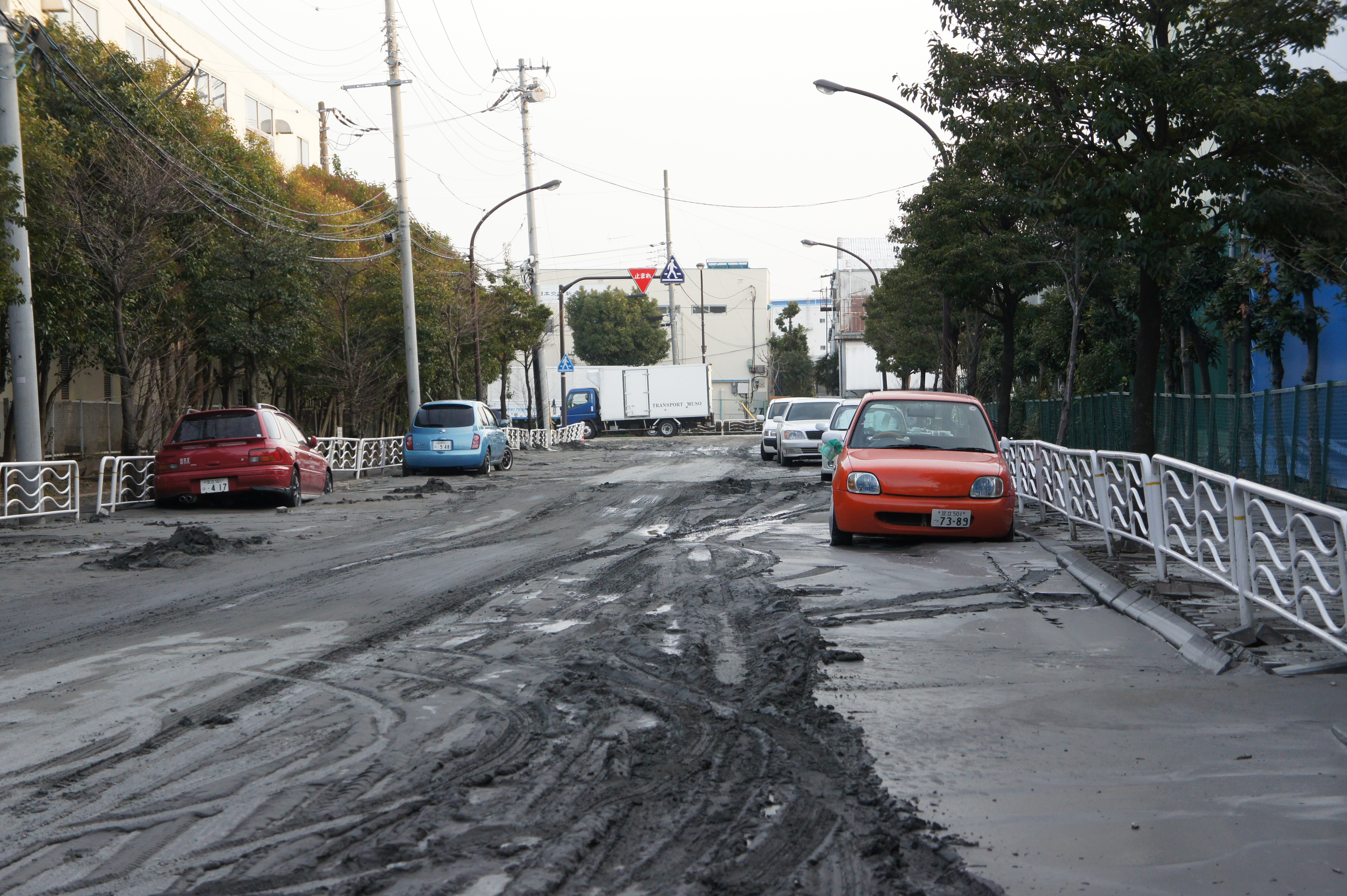
روان‌گرایی خاک در کوتو-کو، توکیو پس از زمین‌لرزه و سونامی ۲۰۱۱ توهوکو

در سال ۲۰۰۱، ساختمان میسی ۵۶ در کابوکیچو آتش گرفت و ۴۴ نفر کشته شدند.
زمین‌لرزه و سونامی ۲۰۱۱ توهوکو که بخش بزرگی از ساحل شمال شرقی هونشو را ویران کرد، در توکیو نیز احساس شد. شدت لرزه در توکیو ۵+ در مقیاس شدت لرزه‌ای مرکز هواشناسی ژاپن بود. روان‌گرایی خاک در مناطقی از آبادسازی سرزمین در اطراف شهر مشهود بود. تقریباً ۳۰ خانه یا ساختمان ویران شد و ۱۰۴۶ ساختمان دیگر آسیب دیدند. کمبود برق باعث قطع برق نوبتی در توکیو شد که از ۱۴ مارس آغاز شد. بعدها مواد رادیواکتیو در آب لوله‌کشی توکیو شناسایی شد. تمام بنادر ژاپن پس از زلزله تعطیل شدند، اگرچه بنادر توکیو و جنوب آن زودتر بازگشایی شدند.

### توسعه اواخر هیسه‌ای

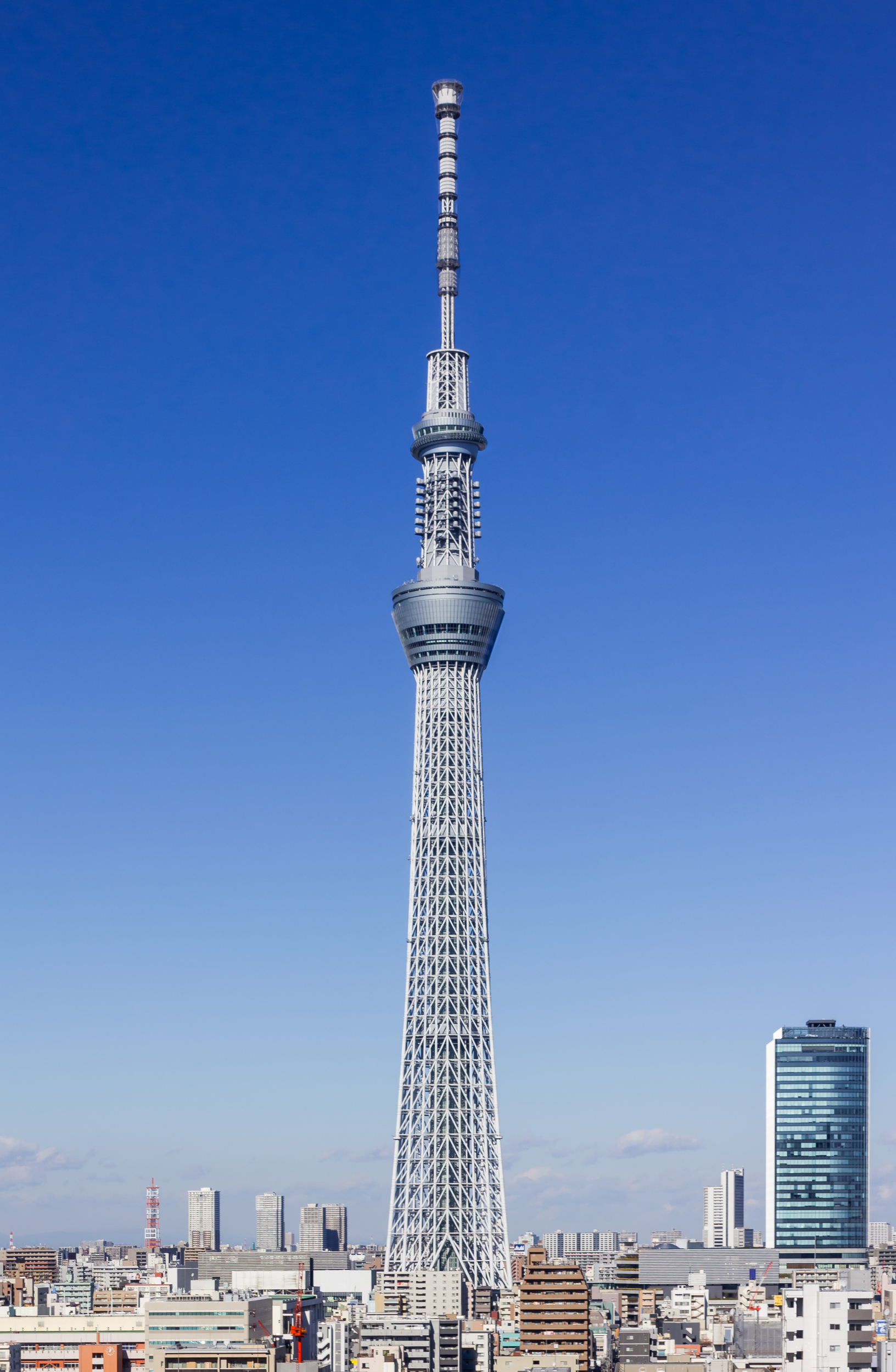
توکیو اسکای‌تری در سال ۲۰۱۴

برج Midtown Tower، یک آسمان خراش چند منظوره در آکاساکا، در زمان تکمیل ساخت در ژانویه ۲۰۰۷ بلندترین ساختمان توکیو بود. در سال ۲۰۱۱، بلندترین سازه ژاپن، توکیو اسکای‌تری، تکمیل شد. ارتفاع آن ۶۳۴ متر است و از برج سی‌ان در تورنتو به عنوان بلندترین سازه مستقل جهان پیشی گرفت.
ژاپن در جریان پیشنهاد خود برای میزبانی المپیک ۲۰۱۶، ساخت یک ورزشگاه ملی جدید را در نظر گرفت. این استادیوم ۱٫۳ میلیارد دلار هزینه داشت و هرگز به نتیجه نرسید. کمیته بین‌المللی المپیک از این طرح به عنوان منبع بالقوه فاجعه انتقاد کرد، زیرا استادیوم از سه طرف توسط آب احاطه شده بود. در سال ۲۰۱۱، وزارت ورزش ژاپن در صورت برنده شدن این شهر برای بازی‌های المپیک تابستانی ۲۰۲۰، شروع به بررسی بازسازی ورزشگاه ملی کرد. در سال ۲۰۱۳، کمیته بین‌المللی المپیک (IOC) به توکیو رای داد تا میزبان بازی‌های المپیک تابستانی ۲۰۲۰ باشد. استادیوم ملی قدیمی در سال ۲۰۱۵ تخریب شد، و یک ورزشگاه ملی ژاپن جدید از سال ۲۰۱۶ تا ۲۰۱۹ با هزینه ۱۵۷ میلیارد ین (۱٫۴ میلیارد دلار) ساخته شد.
سایر سازه‌های قابل توجه عبارت بودند از Sumitomo Fudosan Roppongi Grand Tower, Shibuya Scramble Square, مرکز ملی هنر توکیو، برج مد گاکوئن کوکون، و تورانومون هیلز. خط فوکوتوشین در سال ۲۰۰۸ افتتاح شد.

### کناره‌گیری امپراتور آکیهیتو
در ۸ اوت ۲۰۱۶، امپراتور آکیهیتو یک سخنرانی تلویزیونی نادر ایراد کرد که در آن به زوال سلامتی خود اشاره کرد. این سخنرانی به عنوان اشاره‌ای به قصد او برای کناره‌گیری تعبیر شد. در سال ۲۰۱۷، لایحه‌ای که به او اجازه کناره‌گیری می‌داد توسط هیئت دولت ژاپن صادر شد. نخست‌وزیر شینزو آبه در دسامبر ۲۰۱۷ اعلام کرد که آکیهیتو در پایان ۳۰ آوریل ۲۰۱۹ از سلطنت کناره‌گیری خواهد کرد و سلطنت ناروهیتو از اول ماه مه آغاز خواهد شد. در آن روز، دوره هیسه ای به پایان رسید و دوره ریوا آغاز شد. بر تخت نشستن امپراتور ژاپن ناروهیتو در ماه اکتبر انجام شد.

## دوره ریوا

### بلایا
دنیاگیری کووید-۱۹ در سال ۲۰۲۰، دنیاگیری کووید-۱۹ در توکیو را به همراه داشت. در ماه ژوئیه جهش بزرگی در موارد ابتلا رخ داد. ژاپن هشدار داد که شهروندان در معرض خطر ابتلا به عفونت در محیط‌های "3C" هستند: "فضاهای بسته با تهویه ضعیف، مناطق شلوغ و مناطق حفاظت شده نزدیک". دفاتر، حمل و نقل عمومی و مغازه‌ها کم خطر در نظر گرفته می‌شدند. برای ماه اوت، از بارها، رستوران‌ها و سالن‌های کارائوکه خواسته شد که ساعت ۱۰ شب تعطیل کنند. کسانی که از این درخواست پیروی کردند، واجد شرایط دریافت غرامت ۱۹۰۰ دلار بودند. این شهر نسخه محلی مرکز کنترل و پیشگیری از بیماری (ایالات متحده) آمریکا را اعلام کرد که یک واکنش همه‌گیر در سطح شهر را هماهنگ می‌کرد.
در سال ۲۰۲۴، یک برخورد در باند فرودگاه هانه‌دا بین دو هواپیما، یک پرواز تجاری خطوط هوایی ژاپن و یک هواپیمای نجات گارد ساحلی ژاپن رخ داد. این برخورد هر دو هواپیما را منهدم کرد. پنج نفر از شش خدمه گارد ساحلی جان باختند و تنها کاپیتان زنده ماند و همه مسافران پرواز هواپیمایی ژاپن زنده ماندند.

### بازی‌های المپیک تابستانی ۲۰۲۰
پس از اینکه سازمان جهانی بهداشت ویروس کرونا را یک وضعیت اضطراری بهداشت عمومی جهانی اعلام کرد، در ژانویه، این نگرانی وجود داشت که این ویروس بر المپیک ۲۰۲۰ که برای آن تابستان برنامه‌ریزی شده بود، تأثیر بگذارد. در فوریه، مسابقات مقدماتی المپیک لغو شد. یکی از مقامات توکیو ۲۰۲۰ گفت که بازی‌ها طبق معمول ادامه خواهد داشت. در ماه مارس، کمیته بین‌المللی المپیک اعلام کرد که بازی‌ها یک سال به تعویق می‌افتد.

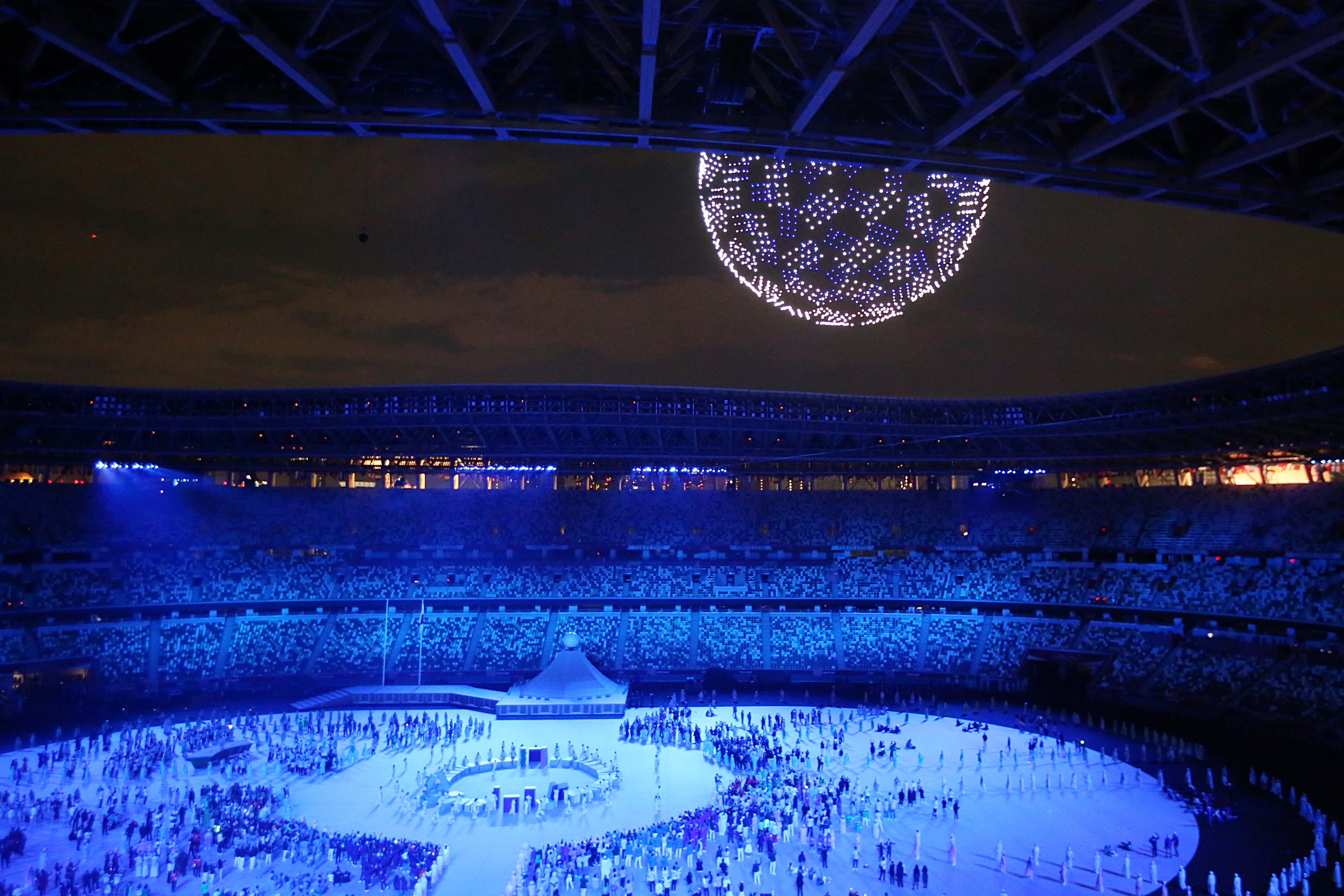
صحنه‌ای از افتتاحیه المپیک تابستانی ۲۰۲۰، جایی که ۱۸۲۴ پهپاد لوگوی بازی‌ها را تشکیل دادند.

تا ژانویه ۲۰۲۱، دولت ژاپن هنوز در حال آماده شدن برای بازی‌ها بود، علی‌رغم اینکه نظرسنجی‌های ملی نشان می‌داد که اکثر مردم این کشور می‌خواهند بازی‌ها دوباره به تعویق بیفتد یا لغو شود. دولت اعلام کرد که تماشاگران بین‌المللی اجازه ورود به ژاپن برای بازی‌ها را ندارند. در ماه می، انجمن پزشکی پزشکان توکیو و اکثر شرکت‌های ژاپنی خواستار لغو یا تعویق بازی‌ها شدند. در ماه ژوئن، اجلاس کشورهای ثروتمند در کورن‌وال، انگلستان، حمایت خود را از برگزاری این بازی‌ها اعلام کردند. در ماه جولای، تماشاگران از حضور در بازی‌ها منع شدند.
در ۲۳ ژوئیه، ناروهیتو بازی‌ها را در مراسم افتتاحیه المپیک تابستانی ۲۰۲۰ افتتاح کرد، و مراسم اختتامیه در ۸ آگوست برگزار شد. ایالات متحده با ۱۱۳ مدال بیشترین مدال را دریافت کرد. ژاپن در رتبه سوم پس از چین ۵۸ مدال کسب کرد.
بازی‌های ۲۰۲۰ با هزینه ۱۵٫۴ میلیارد دلار گران‌ترین بازی‌های المپیک در آن زمان بود. منابع مختلف می‌گویند که المپیک به اقتصاد توکیو کمک کرد، یا آن را بدتر کرد.

### توسعه در دهه ۲۰۲۰
ساختمان‌های قابل توجه این دوره عبارتند از مجتمع توکیو میدتاون یائسو (و مرکز آن، برج مرکزی یائسو), و مجتمع آزابودای هیلز در تورانومون، که شامل بلندترین ساختمان فعلی ژاپن، برج موری JP است. و برج توکیو کابوکیچو. دو پروژه ساختمانی قابل توجه فعلی برج تورچ و Nihonbashi 1-Chome Central District Redevelopment هستند.